# 集史

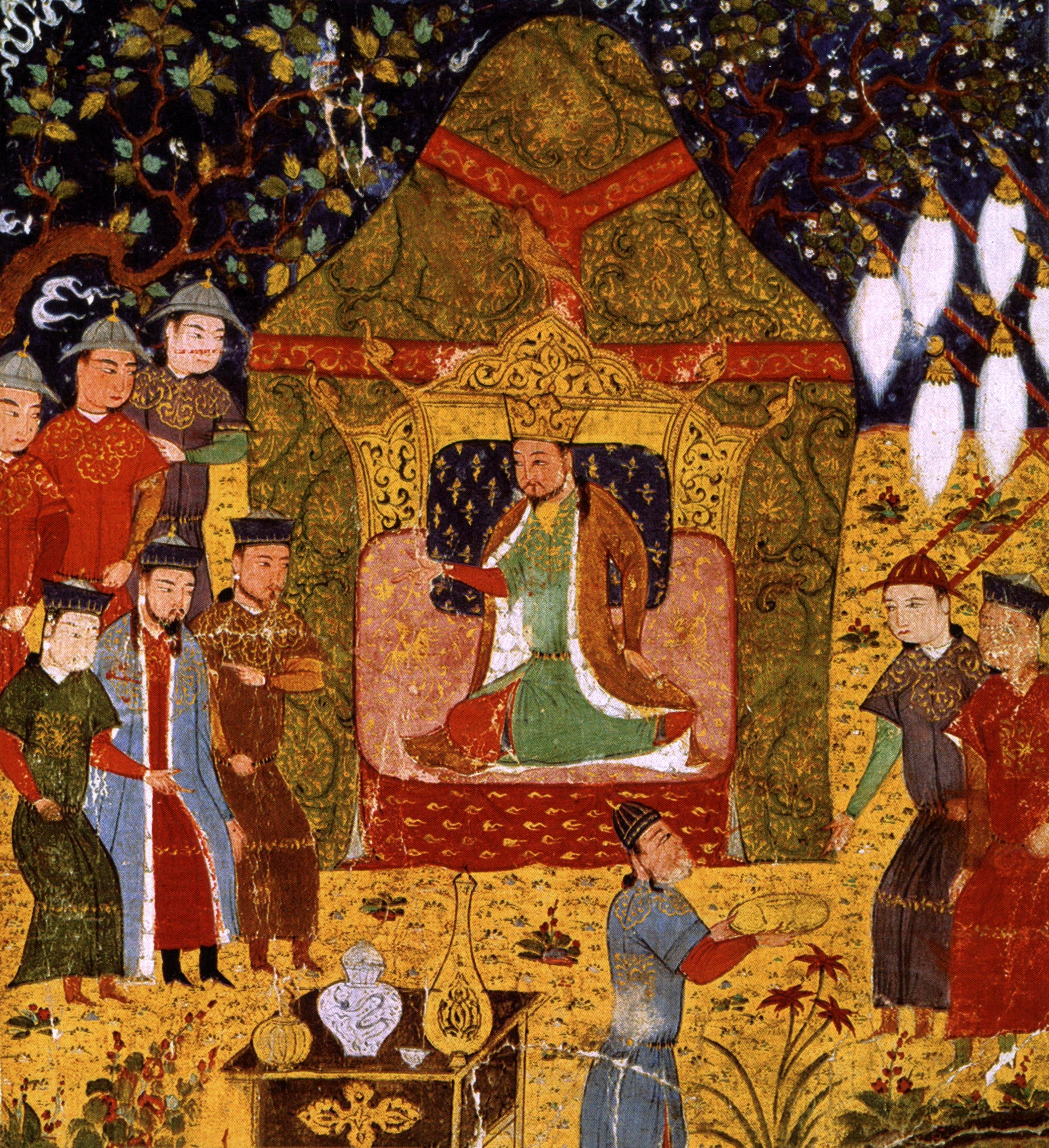
1206年初春のチンギス・カンの即位（『集史』パリ本）

『集史』（しゅうし、ペルシア語:  جامع‌التواریخ  Jāmi` al-Tavārīkh、アラビア語:  جامع التواريخ Jāmi` al-Tawārīkh）は、イル・ハン国の第7代君主ガザン・ハンの勅令（ヤルリク）によってその宰相（ワズィール wazīr）であったラシードゥッディーンを中心に編纂された歴史書である。世界最初の世界史の書として名高い。

## 成立
『集史』の編纂はイル・ハン国の宰相であったラシードゥッディーンが第7代君主ガザン・ハンの下命により、『モンゴル史』(ガザンの祝福された歴史 Tārīkh-i Mubārak-i Ghāzānī)を編纂したことに始まる。『モンゴル史』の完成(1307年)後、第8代君主オルジェイトゥ・スルターンの下命を受けたラシードはさらに世界史と地理誌を『モンゴル史』と合編し、『集史』(Jāmi` al-Tawārīkh)を完成させ、1310/11年に献呈した。成立時点における『集史』の構成は、第一巻「モンゴル史」、第二巻「同時代史」および「世界史」、第三巻「地理誌」の全三巻構成であった。その後も増補が行われ、さらに系図集が編纂され、「地理誌」を第四巻に繰り下げ、「系図集」を第三巻に組み込んだ全四巻構成となった。ただし、現存する『集史』諸写本の「目次(fihrist)」はことごとく三巻構成となっており、四巻本『集史』の実在は確認されていない。『集史』各巻のうち現存しているのは第一巻「モンゴル史」と第二巻のうちの「世界史」のみである。ただし、第二巻のうちの「同時代史」はカーシャーニー編『オルジェイトゥ史』(Tārīkh-i Ūljāytū)がその増訂版であると考えられる。また、「系図集」はラシード未監修の増補版が『五族譜』(Shu'ab-i panjgāna)であると考えられる。なお、「地理誌」は散逸した。

## 構成

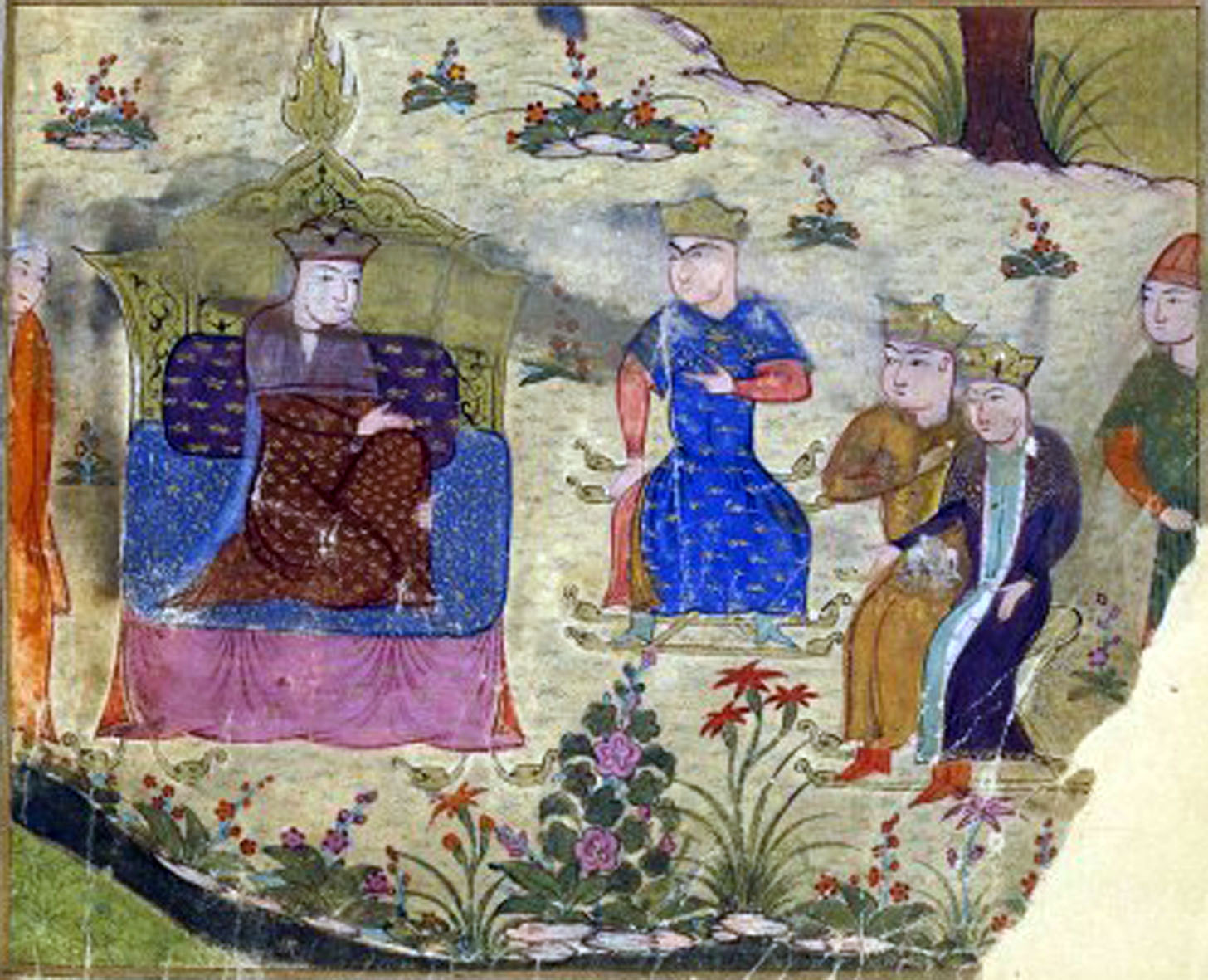
モンゴル族の始祖アラン・ゴアとその息子たち 後世の杜撰な修復が加えられているため、人物の顔立ちが他の挿絵と大分異なっている（『集史』パリ本）

### 第一巻(Mujallad-i Awwal)（モンゴル史）
上述したように『集史』は二段階の編纂を経ているが、第1次編纂の折に完成したのが『ガザンの祝福されたる歴史(Tārīkh-i Mubārak-i Ghāzānī)』であり、それが改編されて『集史』第一巻「モンゴル史」となる。

#### 序文(Muqaddima-yi Mujallad-i Awwal)
『祝福されたるガザンの歴史』が編纂された理由

#### 第一部(Bāb-i Awwal)（テュルク・モンゴル諸部族史）
モンゴル帝国に征服あるいは帰順してモンゴル帝国を構成するテュルク系・モンゴル系の諸部族の来歴とその首長（アミール、ノヤン）たちの情報を述べた部族誌で、各部族はチンギス・カン家が属すキヤト氏族など、モンゴル部族連合を中心に族祖伝承や係累に基づいて4種類に分類している。
- 第1章(Faṣl-i Awwal) - オグズの子孫から生じた部族と、オグズの親族から生じた部族も加えた二十四部族（オグズ系諸部族）
- 第2章(Faṣl-i Duwum) - 現在はモンゴルと呼ばれているが、以前はそれぞれ別の名を持ち、独立した首長を持っていたテュルク部族（テュルク諸部族）
- 第3章(Faṣl-i Suwum) - 以前は独立した首長を持っていたが、第二のテュルク部族とも第四のモンゴル部族ともつながりはなく、しかし外観や言語は彼らと近いテュルク部族
- 第4章(Faṣl-i Chahārum) - 久しい前から通称はモンゴルであった部族、これから出た多くの部族（モンゴル諸部族）
  - 第1節(qism-i awwal) - ドルルキン諸分族（コンギラト、コルラス、イキレス、イルジキン、ウリヤンキトなど）
  - 第2節(qism-i duwum) - ニルン諸分族（アラン・コアの子孫　チンギス・カンと系譜関係にあるモンゴル系の諸氏族）

#### 第二部(Bāb-i Duwwum)（チンギス・カン一門の歴史）
チンギス・カン家の歴史で、チンギス・カンの祖先とその子孫について各々の本紀(Dāstān)が設けられている。また本紀は基本的に以下のような三部構成になっている。
- 各帝王本紀(Dāstān)
  - 第1節(qism-i awwal) - その人物の妻や妃・息子たちとその系譜・系図・肖像についての説明
  - 第2節(qism-i duwum) - 本文
  - 第3節(qism-i sawum) - その人物や逸話や金言について

本紀のそれぞれの第2節・第3節には各々段(hikāyat)が設けられ、治世中などに起きた出来事について語られる。
また、主要な段にはマー・ワラー・アンナフル、イラン地域、ミスルなど同じ時期の各地の支配者たちの動向についての情報が別項を設けて書かれている。
- 第1章(Faṣl-i Awwal) - チンギス・カン祖先諸本紀
  - 序文
  - ドブン・バヤン(Dūbūn Bāyān)紀
  - アラン・ゴア(Alān Qūā)紀
  - ボドンチャル(Būdūnjar)紀（ボドンチャル・ムンカク）
  - ドゥトゥム・マナン(Dūtūm Manan)紀（メネン・トドン）
  - カイド・ハン(Qāīdū khān)紀（カイドゥ・カン）
  - バイ・サンクル(Bāī Sankqūr)紀（バイシンコル・ドクシン）
  - トンバナ・ハン(Tūmbana khān)紀（トンビナイ・セチェン）
  - カブル・ハン(Qabul khān)紀（カブル・カン）
  - バルタン・バハドゥル(Bartān Bahādur)紀（バルタン・バアトル）
  - イスカイ・バハドゥル(Yisūkāī Bahādur)紀（イェスゲイ・バアトル）

- 第2章(Faṣl-i Awwal) - チンギス・カン裔諸本紀
  - チンギス・ハン紀（チンギス・カン）
  - オゴデイ・カアン紀
  - ジョチ・ハン紀（ジョチ）
  - チャガタイ・ハン紀（チャガタイ）
  - トルイ・ハン紀（トルイ）
  - グユク・ハン紀（グユク・カン）
  - モンケ・カアン紀
  - クビライ・カアン紀
  - テムル・カアン紀
  - フレグ・ハン紀
  - アバカ・ハン紀
  - アフマド・ハン紀
  - アルグン・ハン紀
  - ガイハトゥ・ハン紀
  - ガザン・ハン紀

### 第二巻(Mujallad-i Duwum)（世界史）

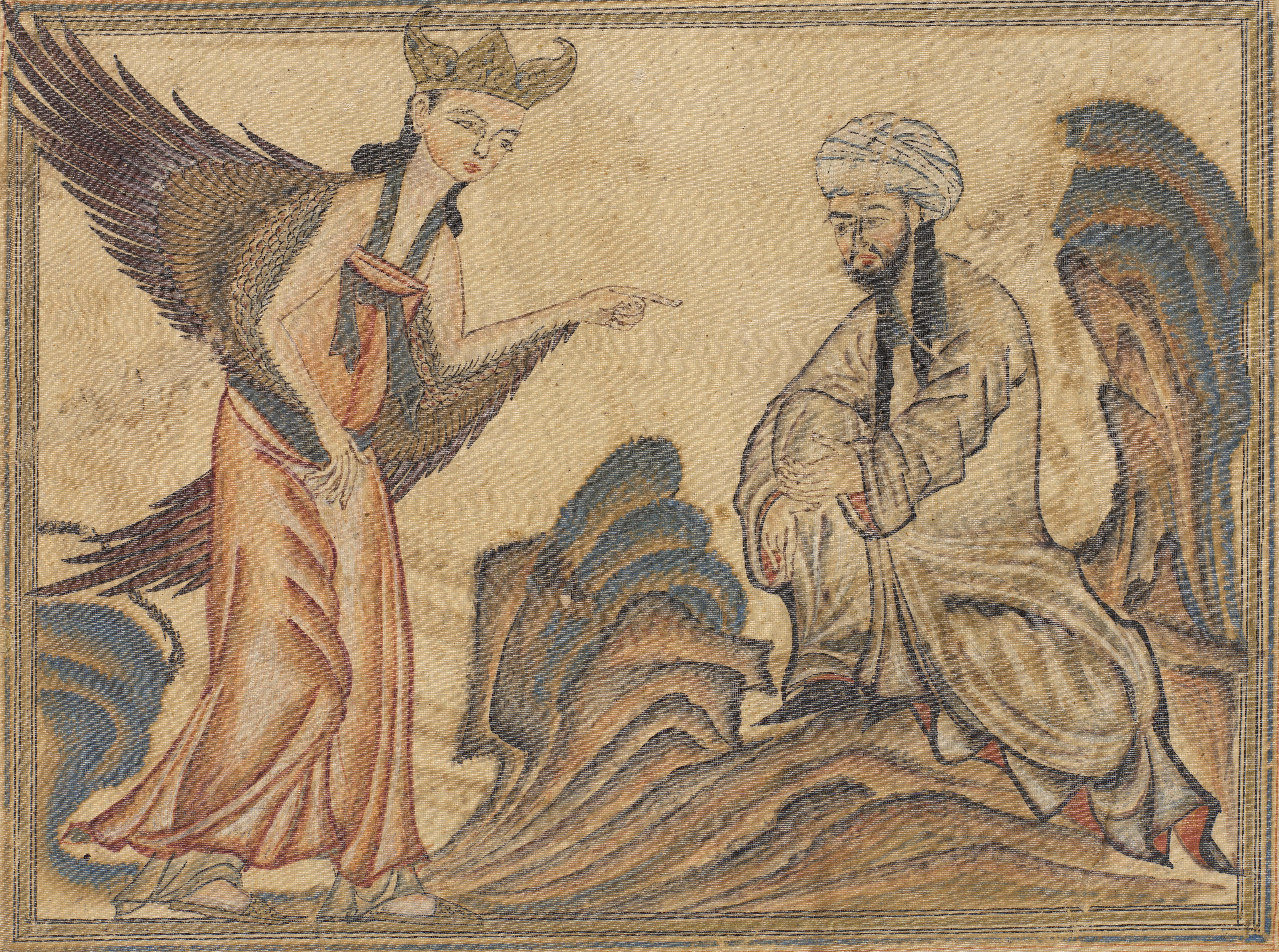
天使ジブリールから啓示を受けるムハンマド（14世紀,エディンバラ大学所蔵『集史』「預言者ムハンマド伝」載録の細密画）

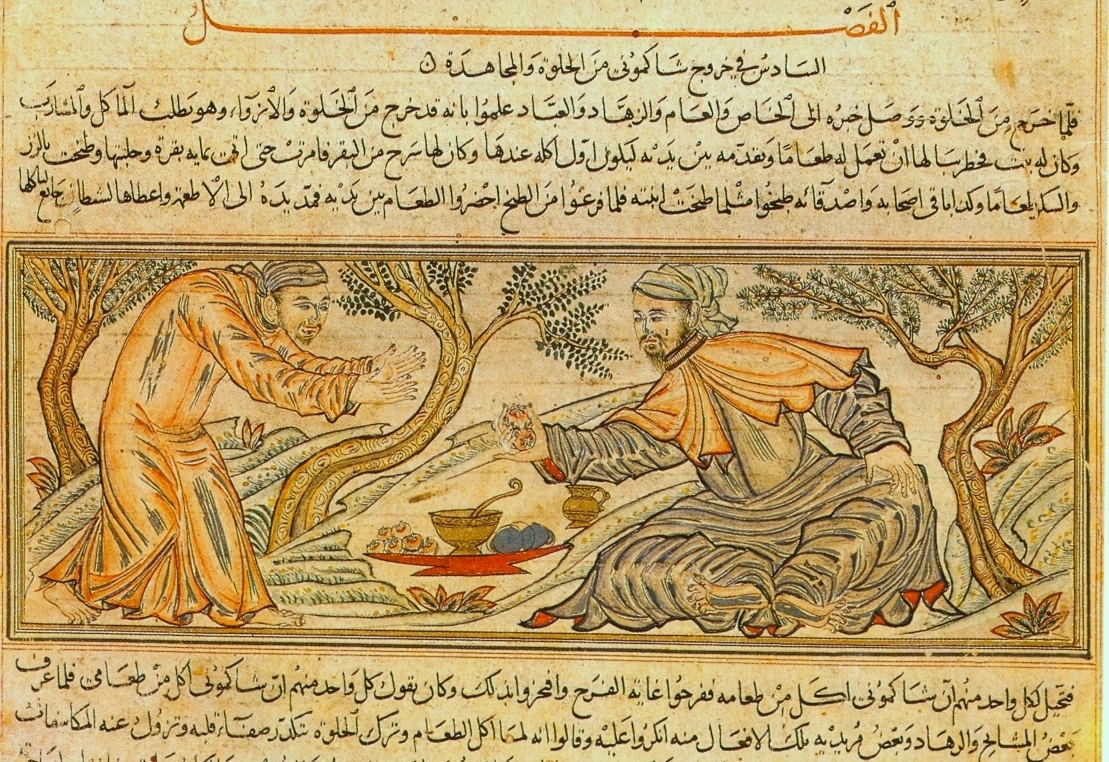
「インド史」シャカ・ムニ伝（14世紀,エディンバラ大学所蔵『集史』アラビア語版載録の細密画）

第二巻(Mujallad-i Duwum)は世界史であり、第2次編纂にあたる。
- 第1章 - オルジェイトゥ・ハン紀であったとされるが、これは現存しない。

- 第2章 - アダムから預言者ムハンマドを経て『集史』が編纂されたヒジュラ暦704年（1304年-1305年）に至る預言者たちの歴史である。これはサーサーン朝までのイランの諸王朝や、預言者ムハンマド、正統カリフはじめウマイヤ朝、アッバース朝のカリフたち、ガズナ朝、セルジューク朝、ホラズム・シャー朝、サルグル朝、イスマーイール派のニザール派について扱われる。
  - アダムおよび預言者の話
  - ペルシア古代史（ピーシュダーディー朝からサーサーン朝まで）
  - ムハンマド伝
  - 正統カリフ史
  - ウマイヤ朝史
  - アッバース朝史
  - ガズナ朝史
  - サーマーン朝、ブワイフ朝史
  - セルジューク朝史
  - ホラズム・シャー朝史
  - サルグル朝史
  - ファーティマ朝史
  - イスマーイール派ニザール派史

- 第3章 - 諸種族史にあたり、オグズ・ハン以下のテュルク民族の伝承にはじまるオグズ史、中国史に相当するヒターイー史、古代イスラエル史、歴代ローマ教皇とフランク王国、神聖ローマ帝国の君主たちについて扱ったフランク史、釈迦伝を含むヒンドゥスターン史である。
  - オグズ史
  - ヒターイー史（中国史）
  - イスラエル史
  - フランク史（ローマ帝国、フランク王国、神聖ローマ帝国史）
  - インド史（釈迦伝含む）

### 第三巻(Mujallad-i Suwum)（地理誌）
第三巻は地理志であったとされるが、これは伝存していない。

## 後世における『集史』の影響
『集史』は、完成後にモンゴル帝国各地の諸王家へ贈与されたことが記録されており、アラビア語版も同時に作られ、マムルーク朝でもそれらが読まれた。ラシードゥッディーンはオルジェイトゥ治世中に『ラシード著作全集』を著し、自らのワクフによる施設で毎年写本を一部ずつ完成させるよう指示をしていた。この中には『集史』とそのアラビア語版も含まれており、両種類の写本群が現存している。このため後のティムール朝時代にもシャー・ルフによる修史事業でも写本が再編集され、またオスマン朝やサファヴィー朝、ムガル朝でも読まれ各種の写本が作成され続けた。
近代の歴史学でも、1700年代初頭から東洋学の基本文献のひとつとして位置付けられ、19世紀から研究がされており、19世紀のうちにすでに各国語訳が現れている。清人の洪鈞はロシア語訳『集史』を参照して『元史』との考証を行い、『元史訳文証補』を書いた。柯劭忞もこれを参照している。大元朝についてもクビライ・カアン紀やテムル・カアン紀の記述（一部、各国史の「中国史」も）には『元史』にない情報が見られ、現在、大元朝研究の有力な資料のひとつとして使用されている。
しかし、『集史』の写本は上述のように1307年献呈『ガザンの祝福されたる歴史』、1307年献呈『集史』、1314年献呈『集史』というように3段階に増訂されており、それぞれに写本が流布している。さらにティムール朝修訂本や、オスマン朝アラビア語版も別系統の写本群をなしている。『集史』の研究にあたっては、これら諸テクストを校訂することが必須となるが、多系統の写本から原テクストを復元することは容易ではなく、それ以前に下項に示すとおり写本はユーラシア大陸全土に砂をばらまいたように分散して保存されているため、閲覧対照作業自体が困難を極める。また、ペルシア語版のみならず、アラビア語版やウズベク語版の対照も必要となる。さらに、テュルク諸語をはじめとするユーラシア各地の言語の固有名詞・語彙が多数使用されているため、これらの考証も必要となる。
このため『世界征服者の歴史』とならんで13世紀以降の中央ユーラシア史の最重要史料でありながら、いまだにまともな校訂すらなされていない。

## 現存する写本

### 第一巻『ガザン史』（モンゴル史）の写本
- Majlis 2294 - イラン国民議会図書館所蔵（テヘラン）
- Ancien fonds persan 68 - フランス国立図書館所蔵（パリ）
- Add.16688 - 英国図書館所蔵（ロンドン）
- Supplément persan 209 - フランス国立図書館所蔵（パリ）
- Bīrūnī 2 - アブー・ライハン・ビールーニー東洋学研究所所蔵（タシュケント）
- Bodleian 23 - ボードリアン図書館所蔵（オクスフォード）
- Bayern 207 - バイエルン州立図書館所蔵（ミュンヘン）
- D66 - ロシア科学アカデミー・アジア民族研究所所蔵（サンクトペテルブルク）
- Hekimoğlu'Alī Paşa 703 - スュレイマニイェ図書館所蔵（イスタンブール）
- Bīrūnī 1643 - アブー・ライハン・ビールーニー東洋学研究所所蔵（タシュケント）
- Millī F/1569 - イラン国立図書館所蔵（テヘラン）
- Supplément persan 1643 - フランス国立図書館所蔵（パリ）
- Bengal D32 - ベンガル・アジア協会所蔵（コルカタ）
- C376 - ロシア科学アカデミー・アジア民族研究所所蔵（サンクトペテルブルク）
- Rizā 29 - イマーム・レザー廟附属図書館所蔵（マシュハド）
- Bīrūnī 1620 - アブー・ライハン・ビールーニー東洋学研究所所蔵（タシュケント）
- Revan Köškü 1518 - トプカプ宮殿図書館所蔵（イスタンブール）
- Codex vindobonensis 326 - オーストリア国立図書館所蔵（ウィーン）
- Supplément persan 1561 - フランス国立図書館所蔵（パリ）
- Aya Sofya 3034 - スュレイマニイェ図書館所蔵（イスタンブール）
- I.O.1784 - 英国図書館所蔵（ロンドン）
- Bengal D31 - ベンガル・アジア協会所蔵（コルカタ）
- Or.2927 - 英国図書館所蔵（ロンドン）
- Or.2885 - 英国図書館所蔵（ロンドン）
- Supplément persan 1113 - フランス国立図書館所蔵（パリ）
- Dorn 289 - ロシア科学アカデミー・アジア民族研究所所蔵（サンクトペテルブルク）
- Golestan MS - ゴレスターン宮殿サルタナット図書館所蔵（テヘラン）

### 第二巻『世界史』の写本
- Ahmed III 2935 - トプカプ宮殿図書館所蔵（イスタンブール）
- Adabiyāt 35-j - テヘラン大学文学部所蔵（テヘラン）
- Adabiyāt 76-b - テヘラン大学文学部所蔵（テヘラン）
- Bīrūnī 1 - アブー・ライハン・ビールーニー東洋学研究所所蔵（タシュケント）
- Rylands 406 - マンチェスター大学図書館所蔵（マンチェスター）
- Rylands 364b - マンチェスター大学図書館所蔵（マンチェスター）
- Add.18878 - 英国図書館所蔵（ロンドン）
- Or.1684 - 英国図書館所蔵（ロンドン）
- Or.1958 - 英国図書館所蔵（ロンドン）
- Or.2007 - 英国図書館所蔵（ロンドン）
- Rizā MS - イマーム・レザー廟附属図書館所蔵（マシュハド）
- I.O.3628 - 英国図書館所蔵（ロンドン）
- Or.2062 - 英国図書館所蔵（ロンドン）
- Or.1786 - 英国図書館所蔵（ロンドン）
- Supplément persan 1364,1365 - フランス国立図書館所蔵（パリ）
- C374 - ロシア科学アカデミー・アジア民族研究所所蔵（サンクトペテルブルク）
- Punjab MS - パンジャーブ大学図書館所蔵（パンジャーブ）
- Raverty MS - ギッブ記念財団所蔵（ロンドン）
- PNS 58 - ロシア国立図書館所蔵（サンクトペテルブルク）
- Khalīlī 727 - ナッセル・ハリーリー・コレクション所蔵（ロンドン）
- Arab 20 - エディンバラ大学図書館所蔵（エディンバラ）
- Hazine 1654 - トプカプ宮殿図書館所蔵（イスタンブール）
- Hazine 1653 - トプカプ宮殿図書館所蔵（イスタンブール）
- Supplément persan 2004 - フランス国立図書館所蔵（パリ）
- Lucknow Ms - 旧ラクナウ王立図書館所蔵（ラクナウ）
- PNS 57 - ロシア国立図書館所蔵（サンクトペテルブルク）
- Calcutta MS - ベンガル・アジア協会所蔵（コルカタ）
- Arab b.1 - ボードリアン図書館所蔵（オクスフォード）

### 第一巻と第二巻の合巻本
- PNS 46 - ロシア国立図書館所蔵（サンクトペテルブルク）
- Add.7628 - 英国図書館所蔵（ロンドン）
- Damad Ibrahim 919 - スュレイマニイェ図書館所蔵（イスタンブール）
- Millī F/1656 - イラン国立図書館所蔵（テヘラン）
- PNS 47 - ロシア国立図書館所蔵（サンクトペテルブルク）
- I.O.3524 - 英国図書館所蔵（ロンドン）
- Baghdad Köškü 282 - トプカプ宮殿図書館所蔵（イスタンブール）
- Bayern 208 - バイエルン州立図書館所蔵（ミュンヘン）

### 写本の詳細ないし所在が不明なもの
- Iqbal Ashtiyānī MS - Iqbal Ashtiyānī所蔵（テヘラン）
- Muhammad Qazvīnī MS - Muhammad Qazvīnī所蔵（テヘラン）
- Saltanat Ms - ゴレスターン宮殿サルタナット図書館所蔵（テヘラン）
- Farhad Mu'tamid MS - ファルハード・ムウタミド所蔵（テヘラン）
- Chanykov 62 - ロシア国立図書館所蔵（サンクトペテルブルク）
- Rampur 1 - レザー図書館所蔵(Rampur)
- Rampur 2 - レザー図書館所蔵(Rampur)
- Rampur 3 - レザー図書館所蔵(Rampur)

## 校訂本

### 第一巻の校訂本
- E.Quatremère（カトルメール）『Raschid-eldin,Hisoire des Mongols de la Perse』(Paris,1836)
- И.Н.Берeзин（ベレジン）『Сборник лeтoписeй,Истopия мoнгoлoв.Сoчинeниe Рашид-Эддина』(C.-Пeтeрбург,1858,1861,1868,1888)
- E.Blochet『Djami el-Tévarikh par Fadl Allah Rashid ed-Din,Tome II』（Leyden-London,1911）
- K.Jahan『Geschichte Ġāzān Ḫān's aus dem Ta'rīḫ-i-Mubārak-i-Ġāzānī des Rašīd al-Dīn Faḍlallāh b.'Imād al-Daula Abūl-Ḫair』(London,1940)
- Karl Jahn（カール・ヤーン）『Ta'rīḫ-i-Mubārak-i-Ġāzānī des Rašīd al-Dīn Faḍl Allāh Abī-l-Ḫair Geschichte der Ilḫāne Abāġā bis Gaiḫātū(1265-1295)』('s-Gravenhage,1957)
- A.A.Али-заде,Aрендс『Фаэлаллах Рашид ад-Дин,Джами'ат-Таварих.Тoм III』(Баку,1957)
- Bahman Karīmī（バフマン・カリーミー）『Rashīd al-Dīn,Jāmi'al-Tawārīkh,2jild.』(Tehran,1338/1959)
- A.A.Али-заде（アリー・ザーデ）『Фаэлаллах Рашид ад-Дин,Джами'ат-Таварих.Тoм I,Часть 1』(Мoсква,1965)
- A.A.Али-заде『Фаэлаллах Рашид ад-Дин,Джами'ат-Таварих.Тoм II,Часть 1』(Мoсква,1980)
- John Andrew Boyle, The Successors of Genghis Khan (New York, 1971)　オゴデイ・カアン紀からテムル・カアン紀までの英訳
- Muhammad Rawšan & Muṣṭafá Mūsawī（ロウシャンとムーサウィー）『Jāmi'al-Tawārīkh,4 vols.』(Tehran,1373/1994)
- Wheeler M. Thackston, Rashiduddin Fazlullah's Jamiʻuʼt-tawarikh, 3 vols. (Cambridge, MA, USA 1998-99)　英訳
- Wheeler M. Thackston, Classical Writings of the Medieval Islamic World: Persian Histories of the Mongol Dynasties vol. III: Rashiduddin Fazlullah (New York 2012)　英訳、前出の3巻本の改訂版

### 第二巻の校訂本
- M.Dabīr-Siyāqī（ダービール・スィヤーギー）『Khwāja Rashīd al-Dīn Faḍl Allāh Wazīr Hamadānī,Faşlī az Jāmi'al-Tawārīkh:Sargudhasht-i Ḥasan Ṣabbāḥ wa Jā-nishīnān-i Ū（イスマーイール派史）』（Tehran,1337）
- M.Dabīr-Siyāqī（ダービール・スィヤーギー）『Khwāja Rashīd al-Dīn Faḍl Allāh Wazīr Hamadānī,Faşlī az Jāmi'al-Tawārīkh（ガズナ朝史）』（Tehran,1338）
- M.Dabīr-Siyāqī（ダービール・スィヤーギー）『Khwāja Rashīd al-Dīn Faḍl Allāh Wazīr Hamadānī,Faşlī az Jāmi'al-Tawārīkh（フランク史）』（Tehran,1339）
- M.T.Dānish-pazhūh,M.Mudarrisī（ダーネシュパジューフとモダレッスィー）『Khwāja Rashīd al-Dīn Faḍl Allāh Wazīr Hamadānī,Faşlī az Jāmi'al-Tawārīkh:Qismat-i Ismā'īliyān wo Fāṭimiyān wa Nizāriyān wa Dā'iyān wa Rafīqān（イスマーイール派史）』（Tehran,1364）
- Herbert Franke『Some Sinological Remarks on Rašîd ad-Dīn's History of China（中国史）』(1951)
- A.Ateş（アテシュ）『Raşīd al-Dīn Fażlallāh,Cāmi'al^Tavārīḫ:Sultan Mahmud ve Devrinin Tarihi（ガズナ朝史）』(1957)
- A.Ateş（アテシュ）『Raşīd al-Dīn Fażlallāh,Cāmi'al^Tavārīḫ:Selçuklular Tarihi（セルジューク朝史）』(Ankara,1960)
- Karl Jahn（カール・ヤーン）『Histire universelle de Rašīd al-Dīn Faḍl-Allāh Abul-Khair:Histoire des Francs（フランク史2章3節）』(Leiden,1951)フランス語訳
- Karl Jahn（カール・ヤーン）『Rašīd al-Dīn's History of India:Collected Essays with Facsimiles and Indices（インド史に関する論集）』（The Hague,1965）
- Karl Jahn（カール・ヤーン）『Die Geschichte der Oġuzen des Rašīd ad-Dīn（オグズ史）』(Wien-Köln-Graz:Hermann Böhlaus Nachf,1969)ドイツ語訳
- Karl Jahn（カール・ヤーン）『Die Chinageschichte des Rašīd ad-Dīn（中国史）』(Wien-Köln-Graz:Hermann Böhlaus Nachf,1971)ドイツ語訳
- Karl Jahn（カール・ヤーン）『Die Geschichte der Kinder Israels des Rašīd ad-Dīn（イスラエル史）』(Wien:Verlag der Österreichischen Akademie der Wissenschaften,1973)ドイツ語訳
- Karl Jahn（カール・ヤーン）『Die Frankengeschichte des Rašīd ad-Dīn（フランク史）』(Wien:Verlag der Österreichischen Akademie der Wissenschaften,1977)ドイツ語訳
- Karl Jahn（カール・ヤーン）『Die Indiengeschichte des Rašīd ad-Dīn（インド史）』(Wien:Verlag der Österreichischen Akademie der Wissenschaften,1980)ドイツ語訳
- Sh.Blair（ブレア）『A Compendium of Chronicles:Rashid al-Din's Illustrated History of the World』(イスラーム史の一部、中国史、インド史、ユダヤ史)(London,1995)
- 王一丹『Tārīḫ-i-Čīn az Ğāmi'al-tawārīḫ-i Ḫwāğa Rašīd al-Dīn Faḍl Allāh（中国史）』(Tihrān:Markaz-i Našr-i Dānišgāhī,1379/2000)
- Muhammad Rawšan（モハンマド・ロウシャン）『Rašīd al-Dīn Faḍl Allāh Hamadānī Ğāmi'al-tawārīḫ(tārīḫ-i Afranğ,pāpān wa qayāṣara).（フランク史）』(Tihrān:Mīrāt-i Maktūb,1384/2005a)
- Muhammad Rawšan（モハンマド・ロウシャン）『Rašīd al-Dīn Faḍl Allāh Hamadānī Ğāmi'al-tawārīḫ(tārīḫ-i Hind wa Sind wa Kašmīr).（インド史）』(Tihrān:Mīrāt-i Maktūb,1384/2005b)
- Muhammad Rawšan（モハンマド・ロウシャン）『Rašīd al-Dīn Faḍl Allāh Hamadānī Ğāmi'al-tawārīḫ(tārīḫ-i Uġūz).（オグズ史）』(Tihrān:Mīrāt-i Maktūb,1384/2005c)
- Muhammad Rawšan（モハンマド・ロウシャン）『Rašīd al-Dīn Faḍl Allāh Hamadānī Ğāmi'al-tawārīḫ(tārīḫ-i aqwām-i pādišāhān-i Ḫitāy).（ヒターイ史）』(Tihrān:Mīrāt-i Maktūb,1385/2006)
- Muhammad Rawšan（モハンマド・ロウシャン）『Rašīd al-Dīn Faḍl Allāh Hamadānī Ğāmi'al-tawārīḫ(tārīḫ-i Samāniyān Buwayhiyān wa Ġaznawiyān).（サーマーン、ブワイフ、ガズナ史）』(Tihrān:Mīrāt-i Maktūb,1386/2007a)
- Muhammad Rawšan（モハンマド・ロウシャン）『Rašīd al-Dīn Faḍl Allāh Hamadānī Ğāmi'al-tawārīḫ(tārīḫ-i Āl-i Salğūq).（セルジューク史）』(Tihrān:Mīrāt-i Maktūb,1386/2007b)
- Muhammad Rawšan（モハンマド・ロウシャン）『Rašīd al-Dīn Faḍl Allāh Hamadānī Ğāmi'al-tawārīḫ(tārīḫ-i Banī Isrā'īl).（イスラエル史）』(Tihrān:Mīrāt-i Maktūb,1386/2007c)
- Muhammad Rawšan（モハンマド・ロウシャン）『Rašīd al-Dīn Faḍl Allāh Hamadānī Ğāmi'al-tawārīḫ(tārīḫ-i Irān wa Isrām).（イラン・イスラーム史）』(Tihrān:Mīrāt-i Maktūb,1392/2013c)

## 画像

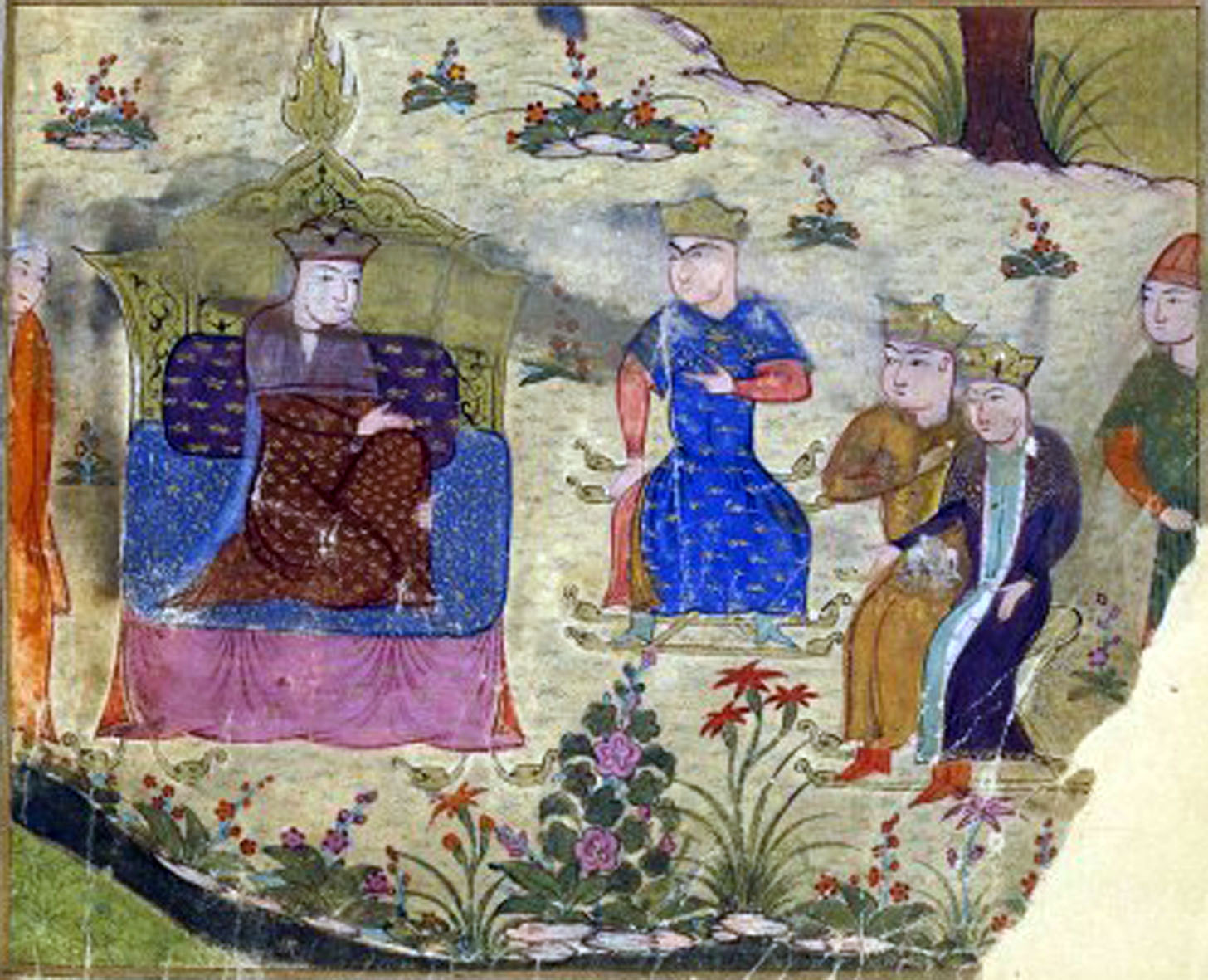
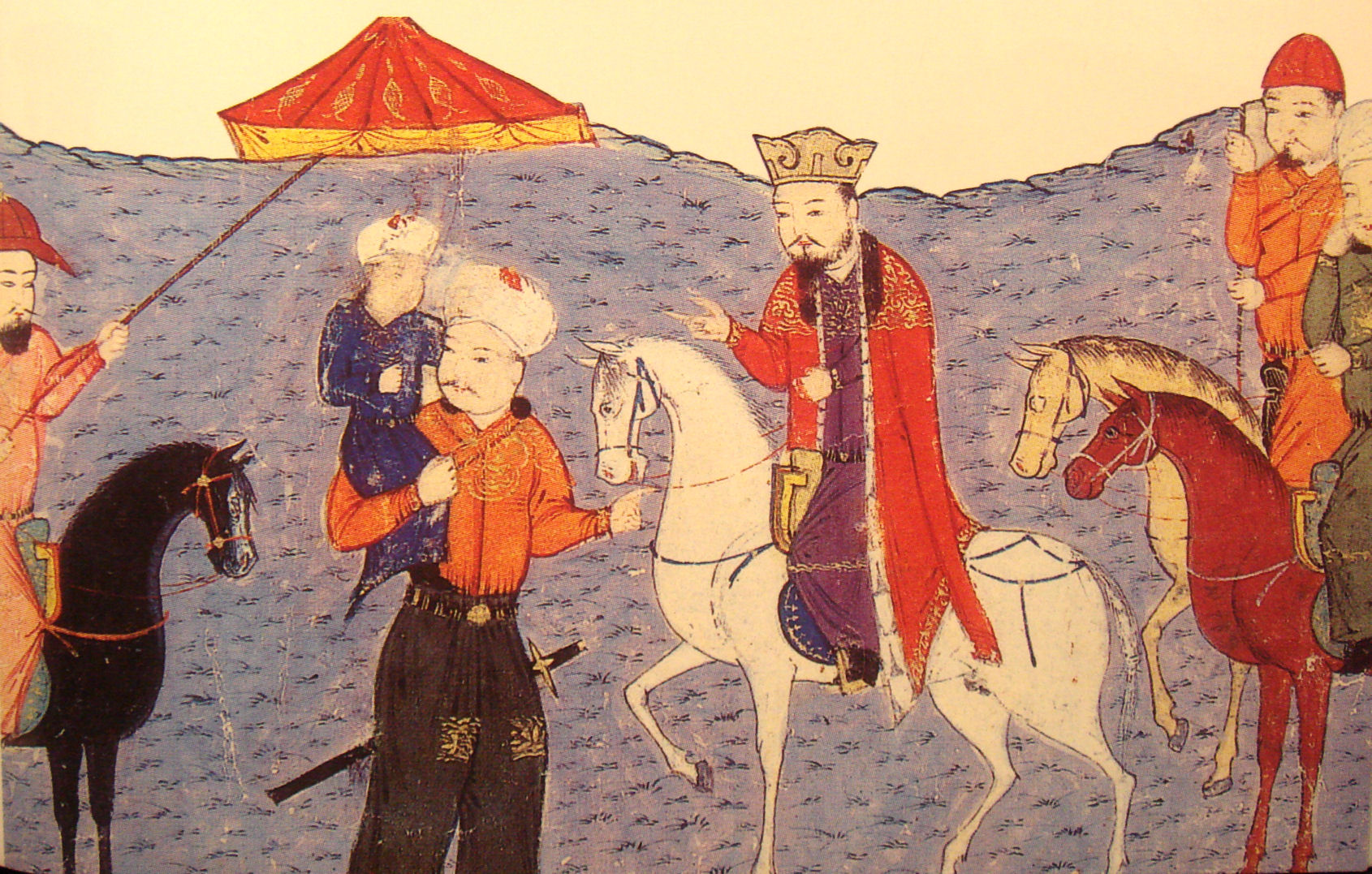
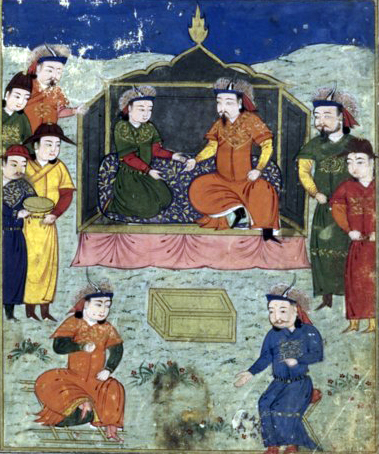
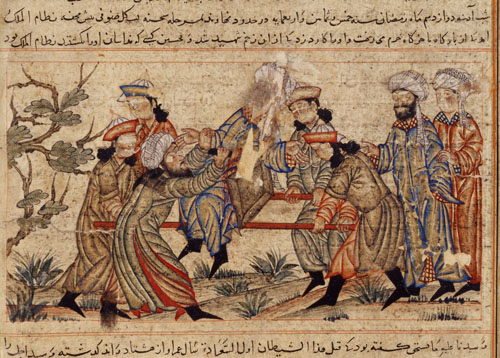
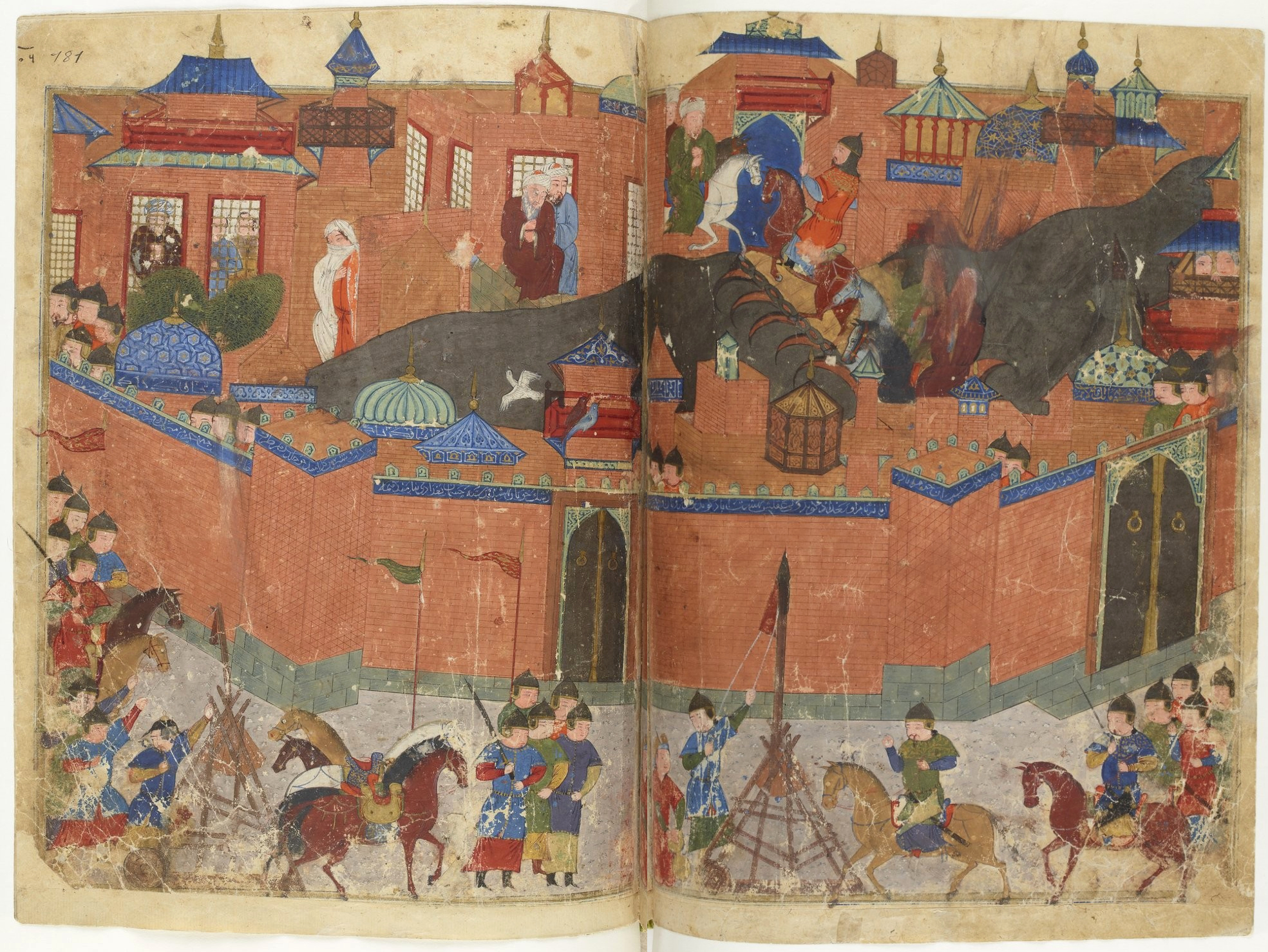
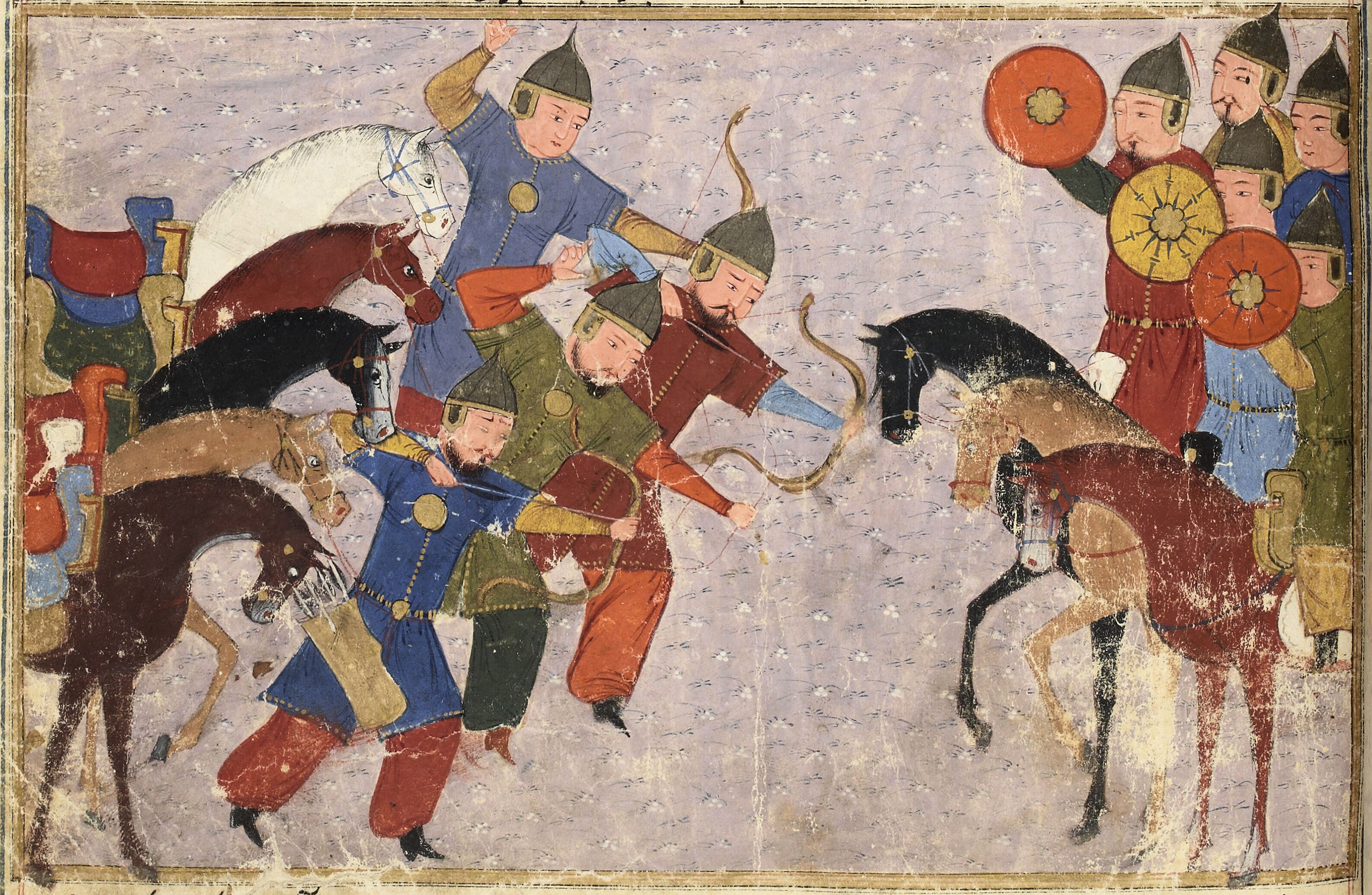
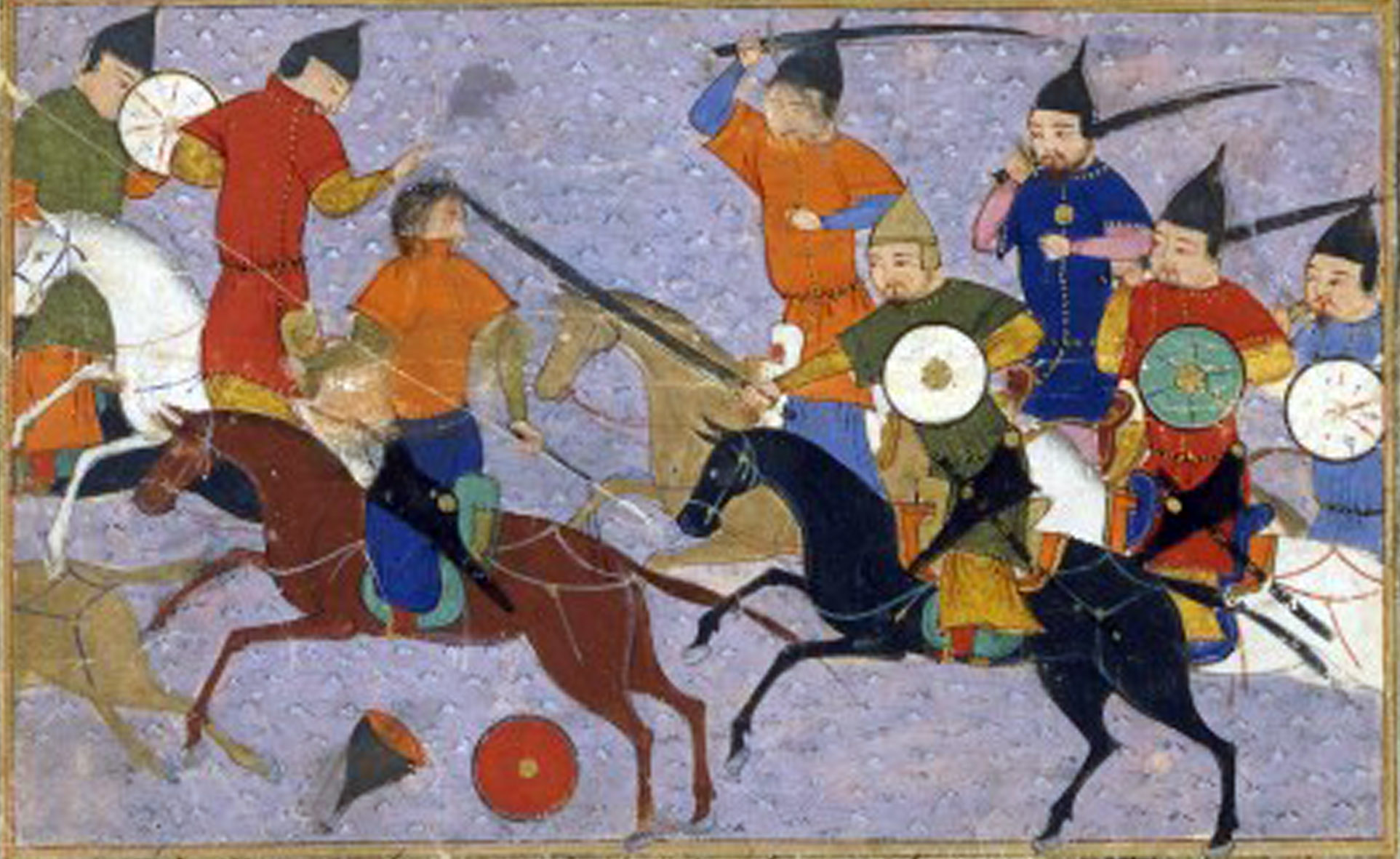
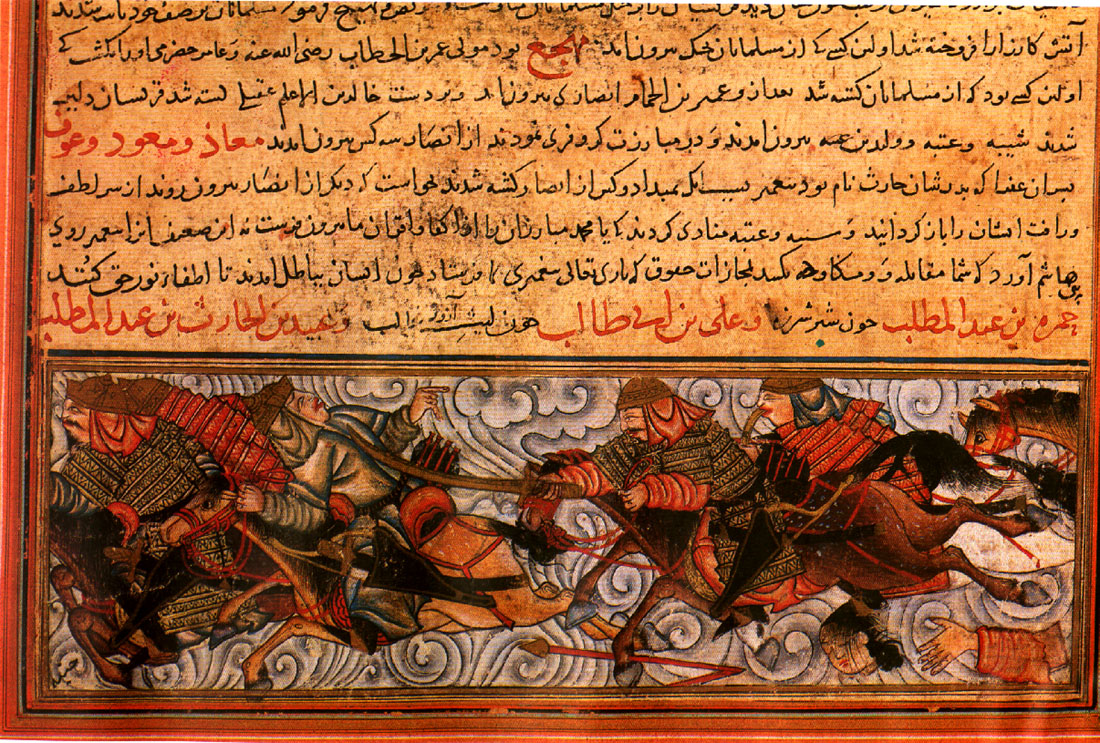
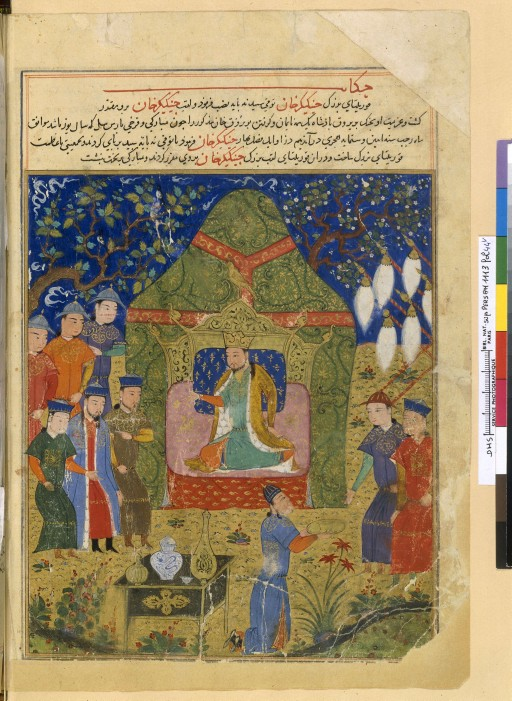
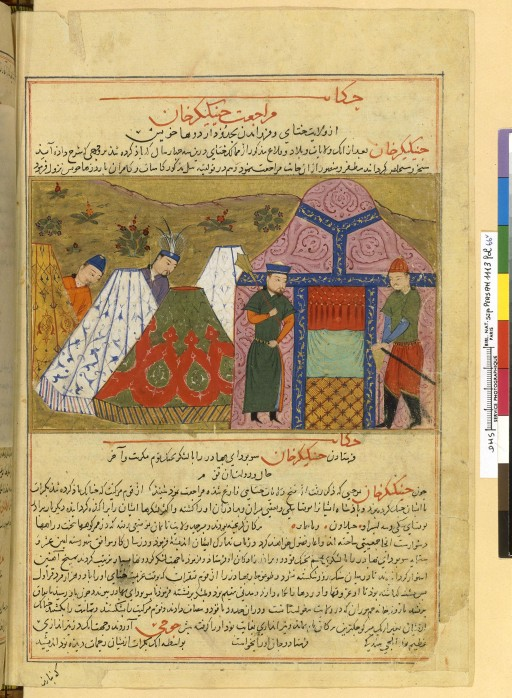
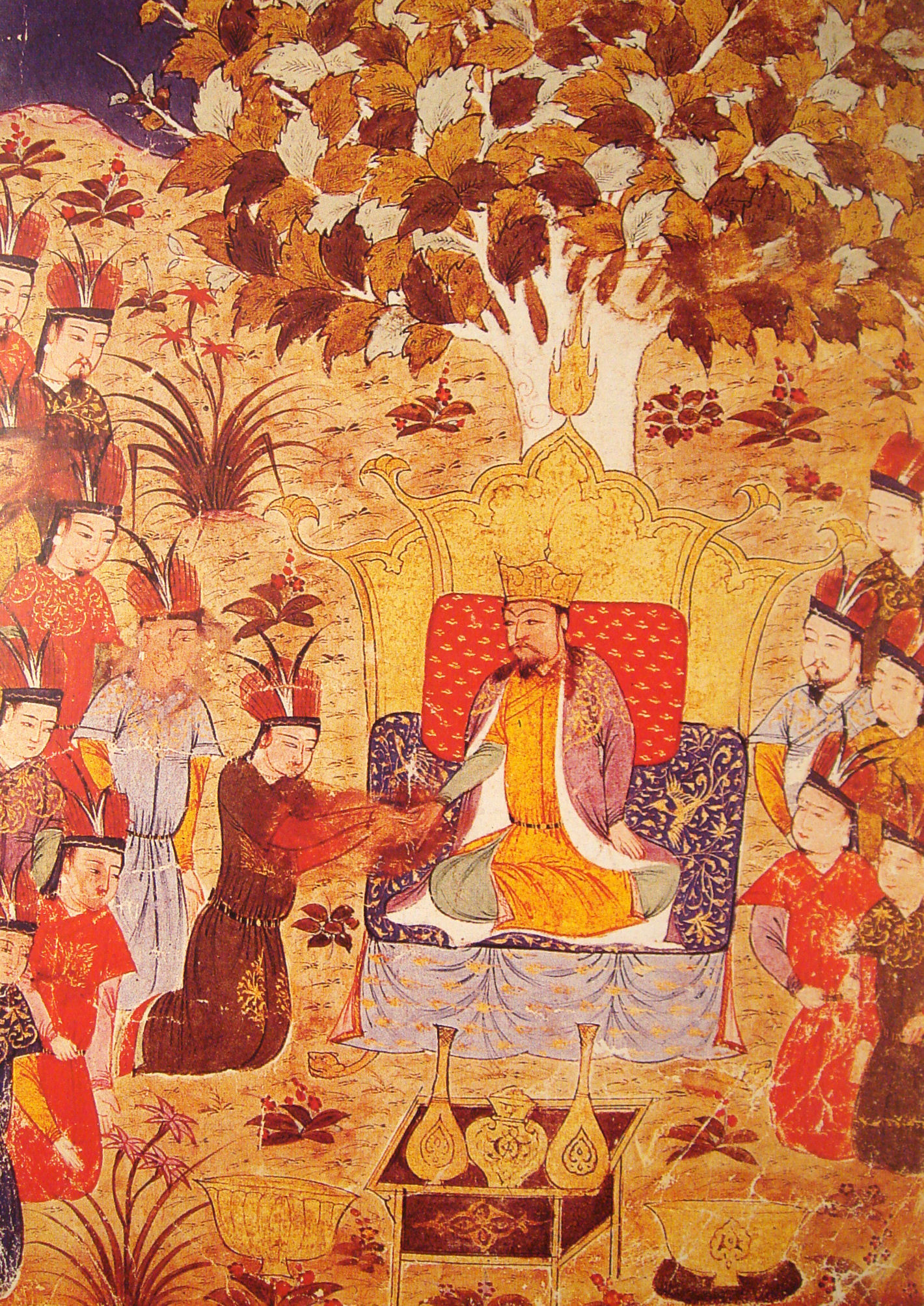
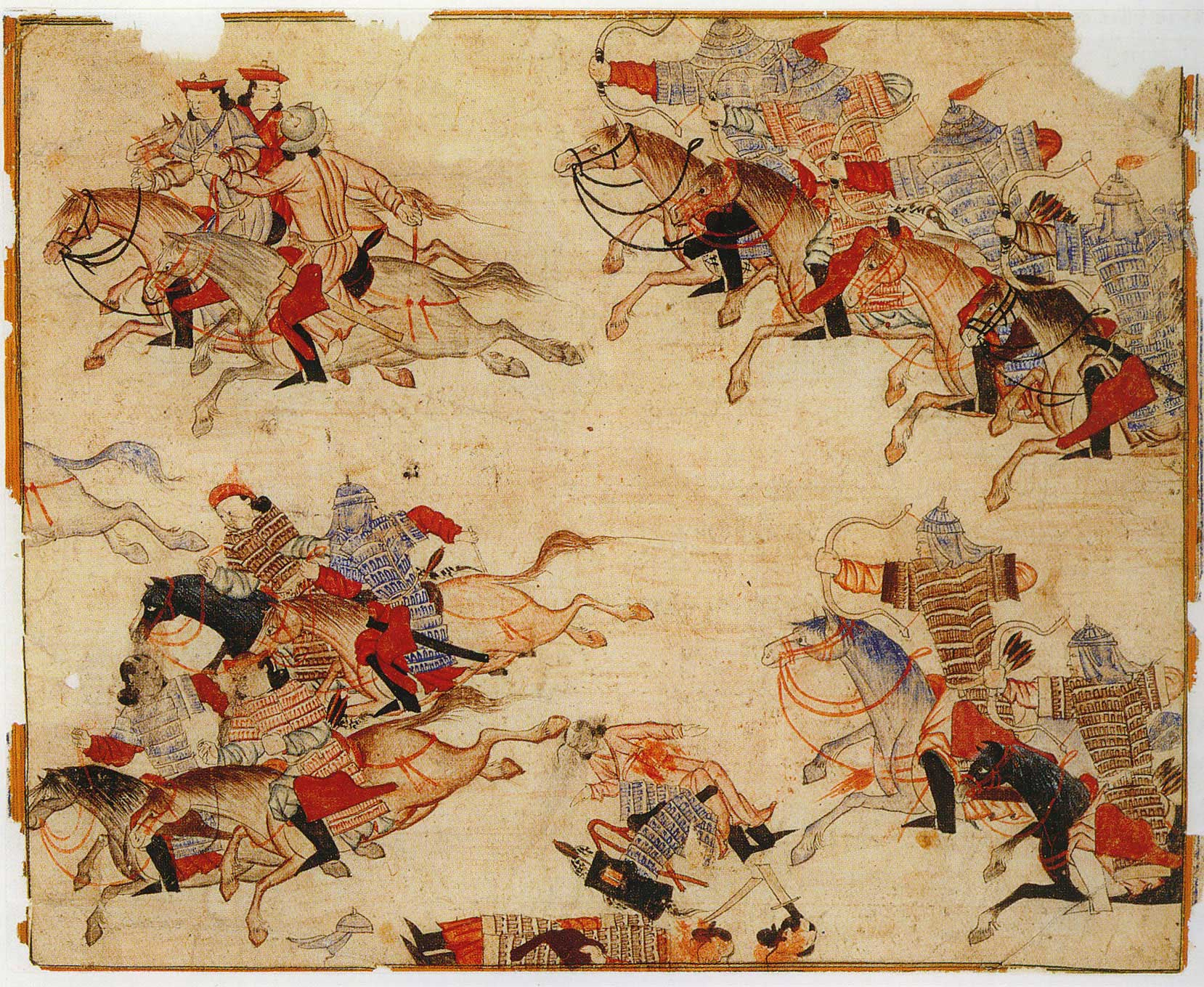
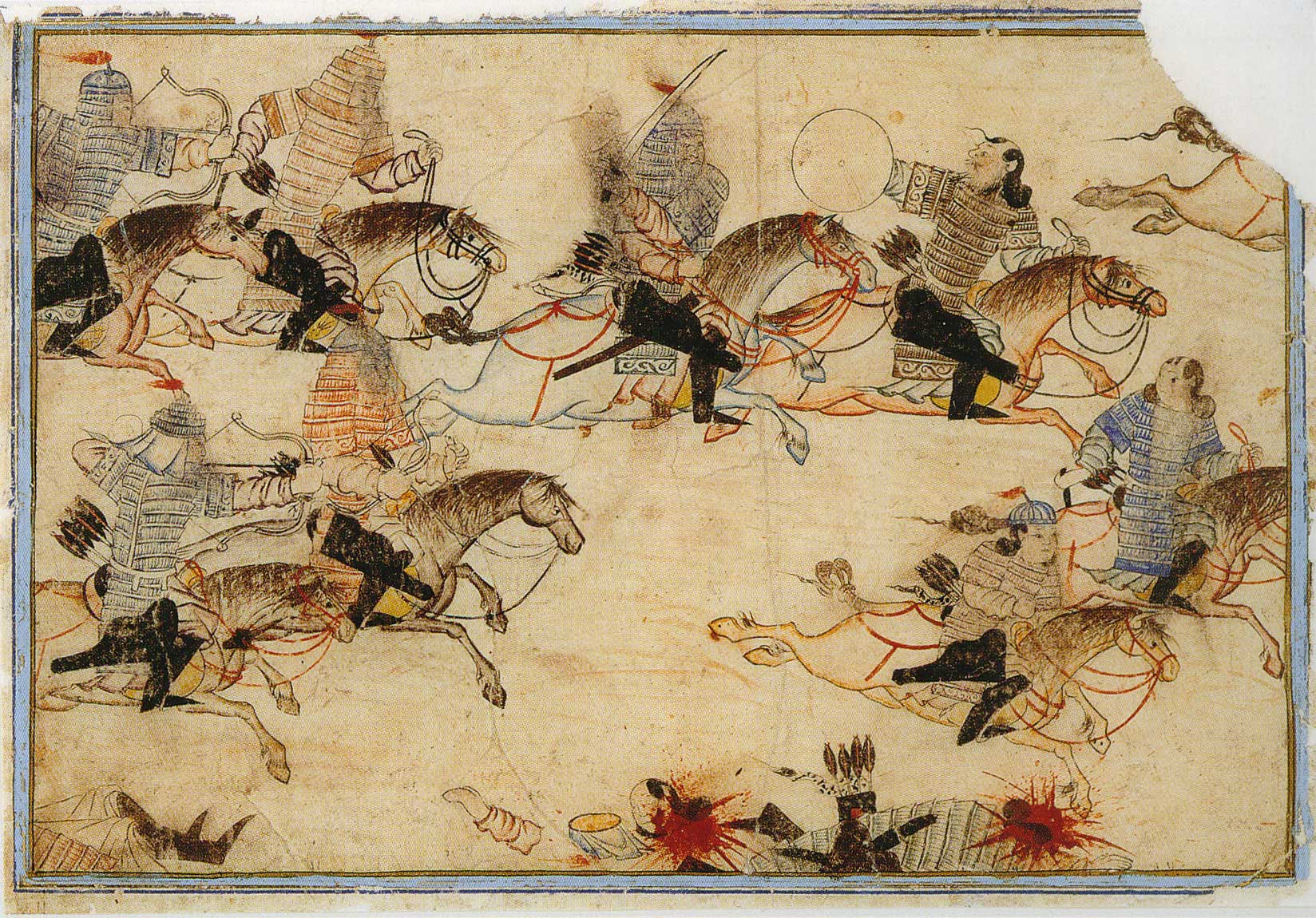
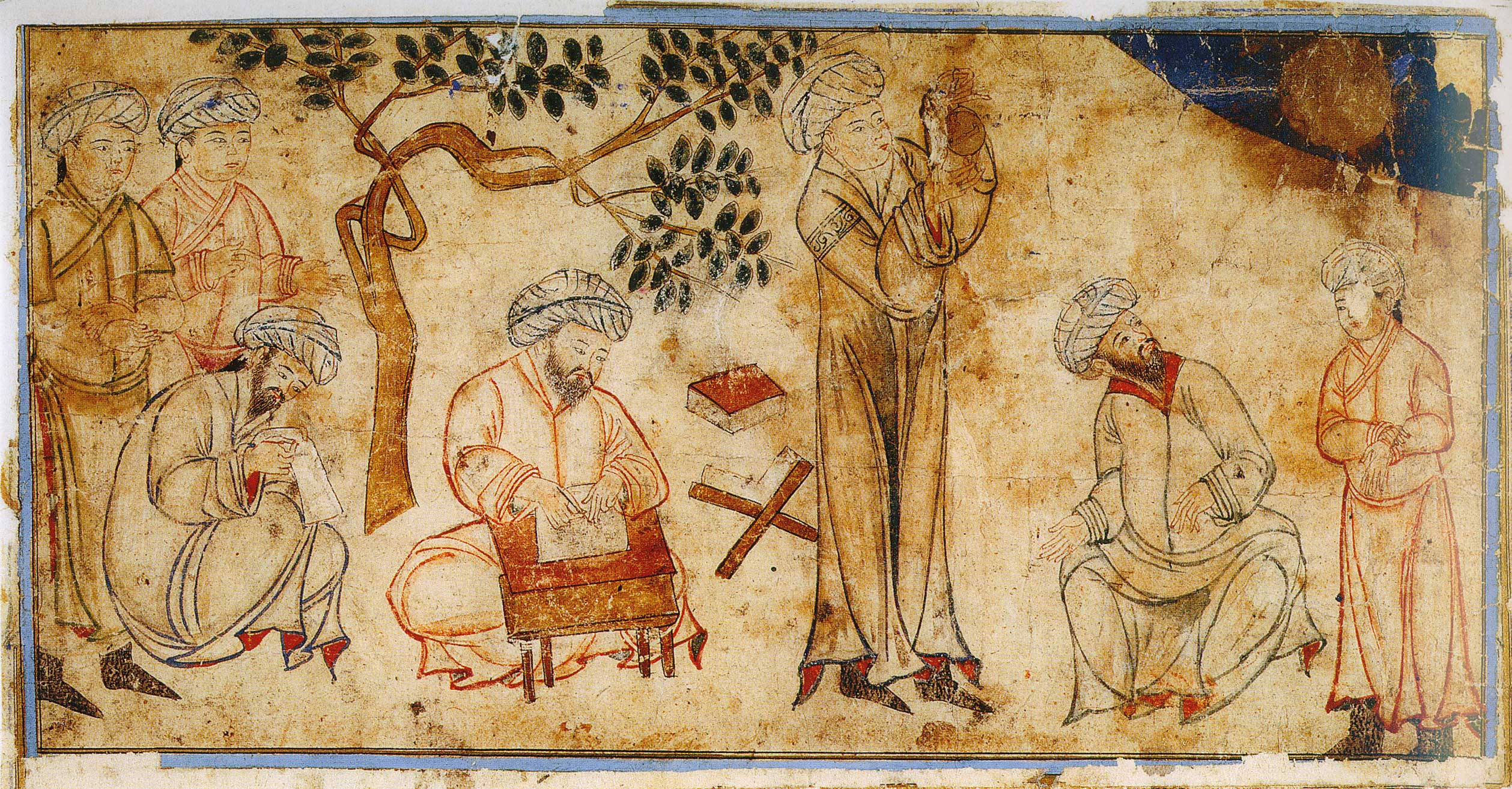
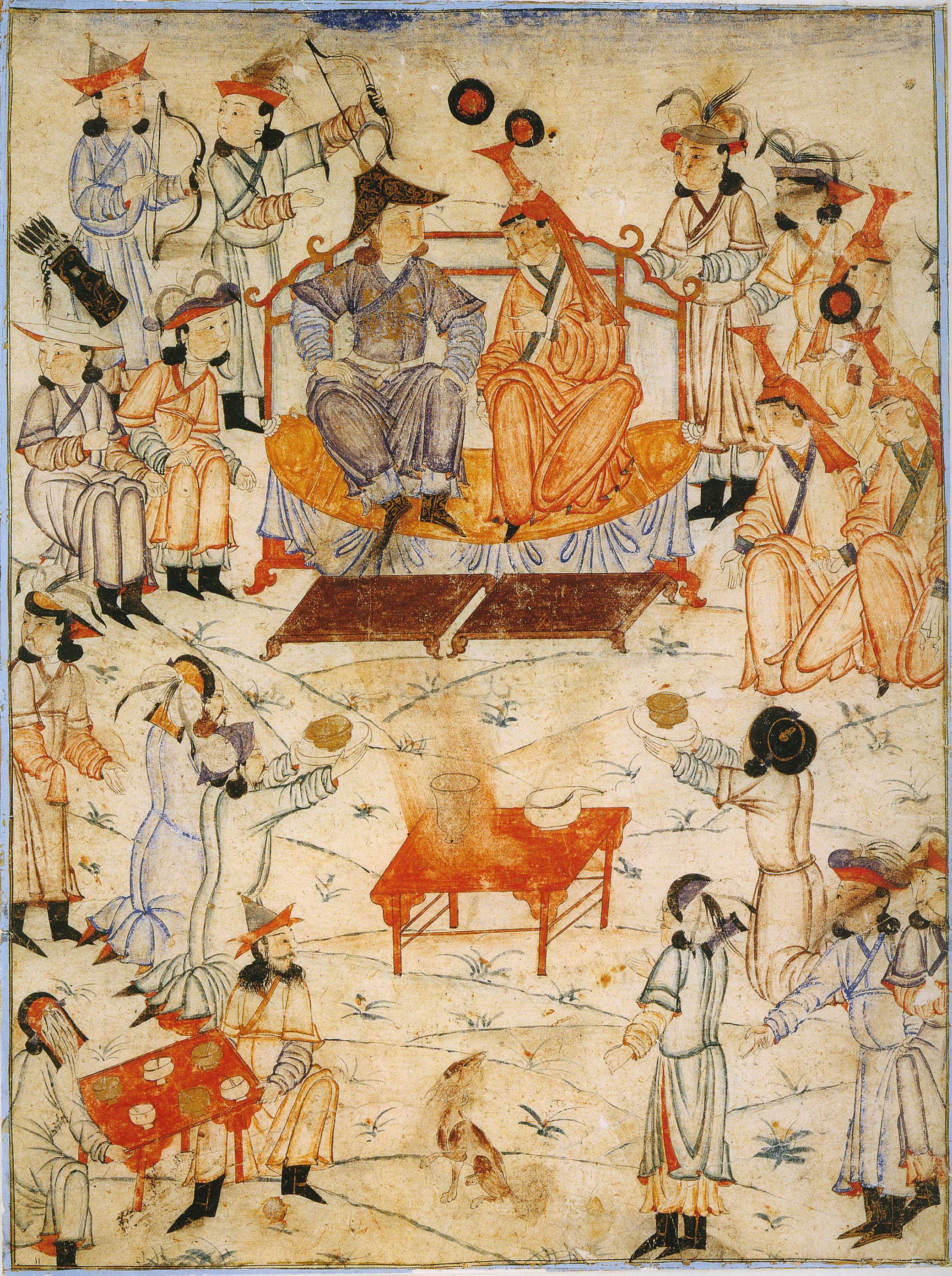
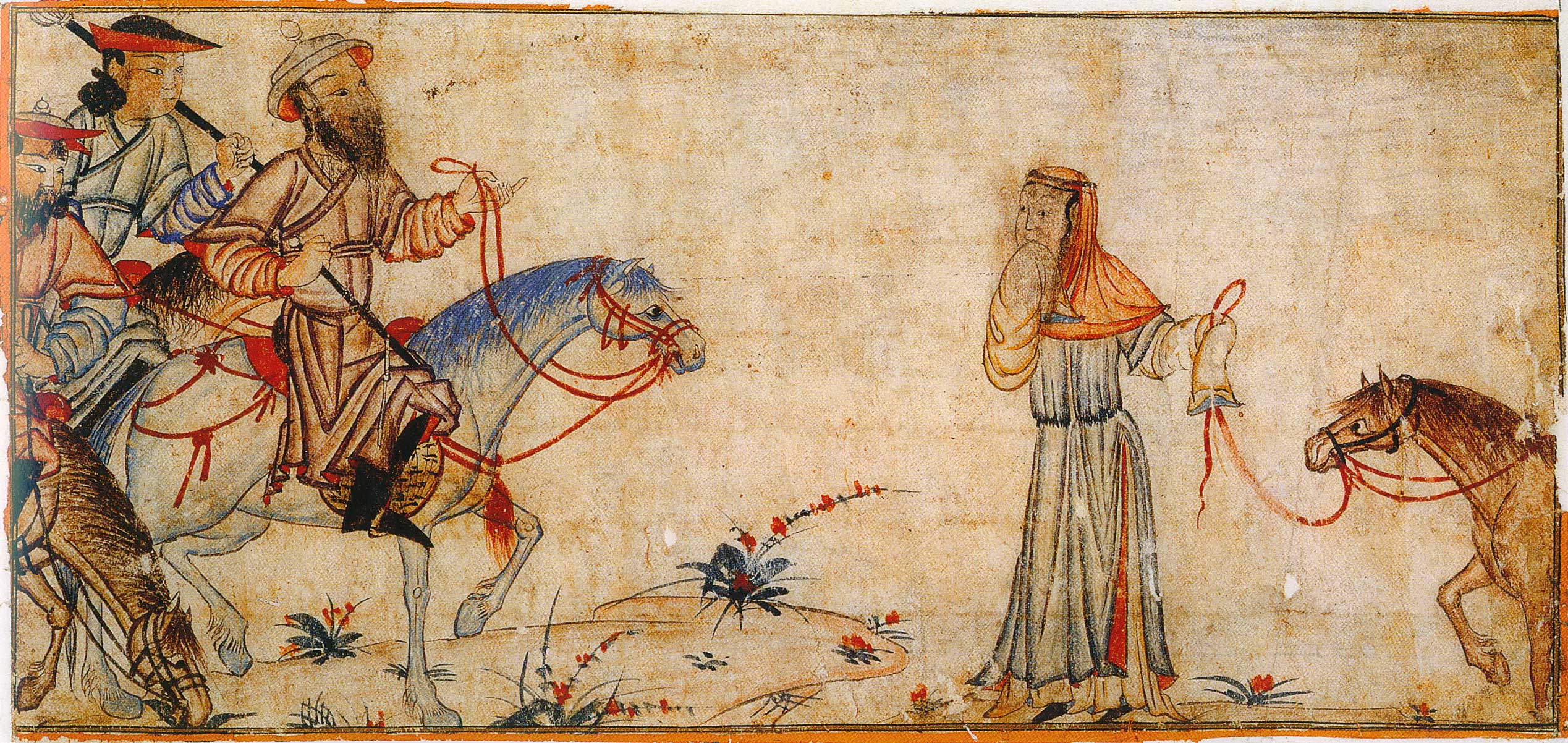
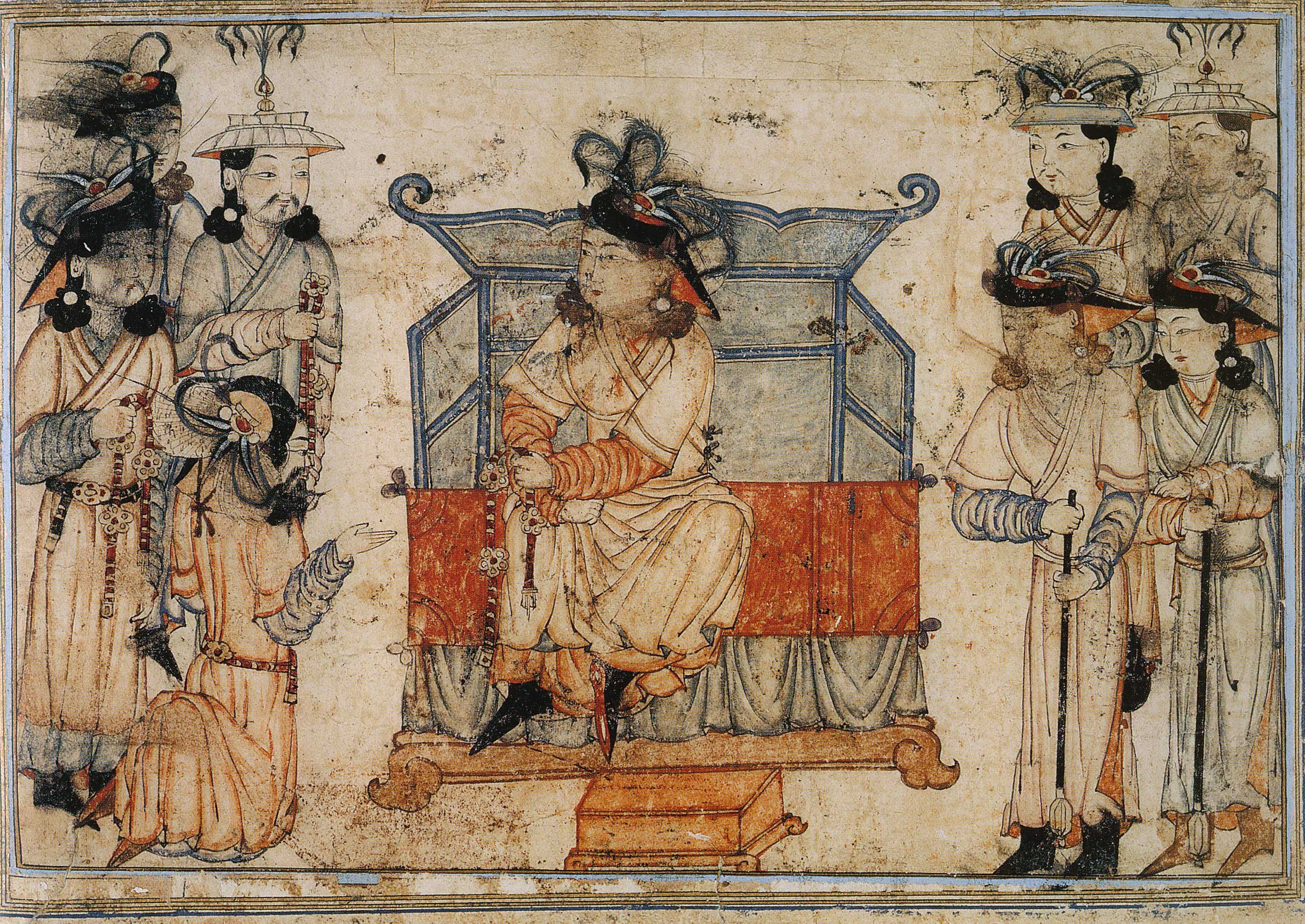
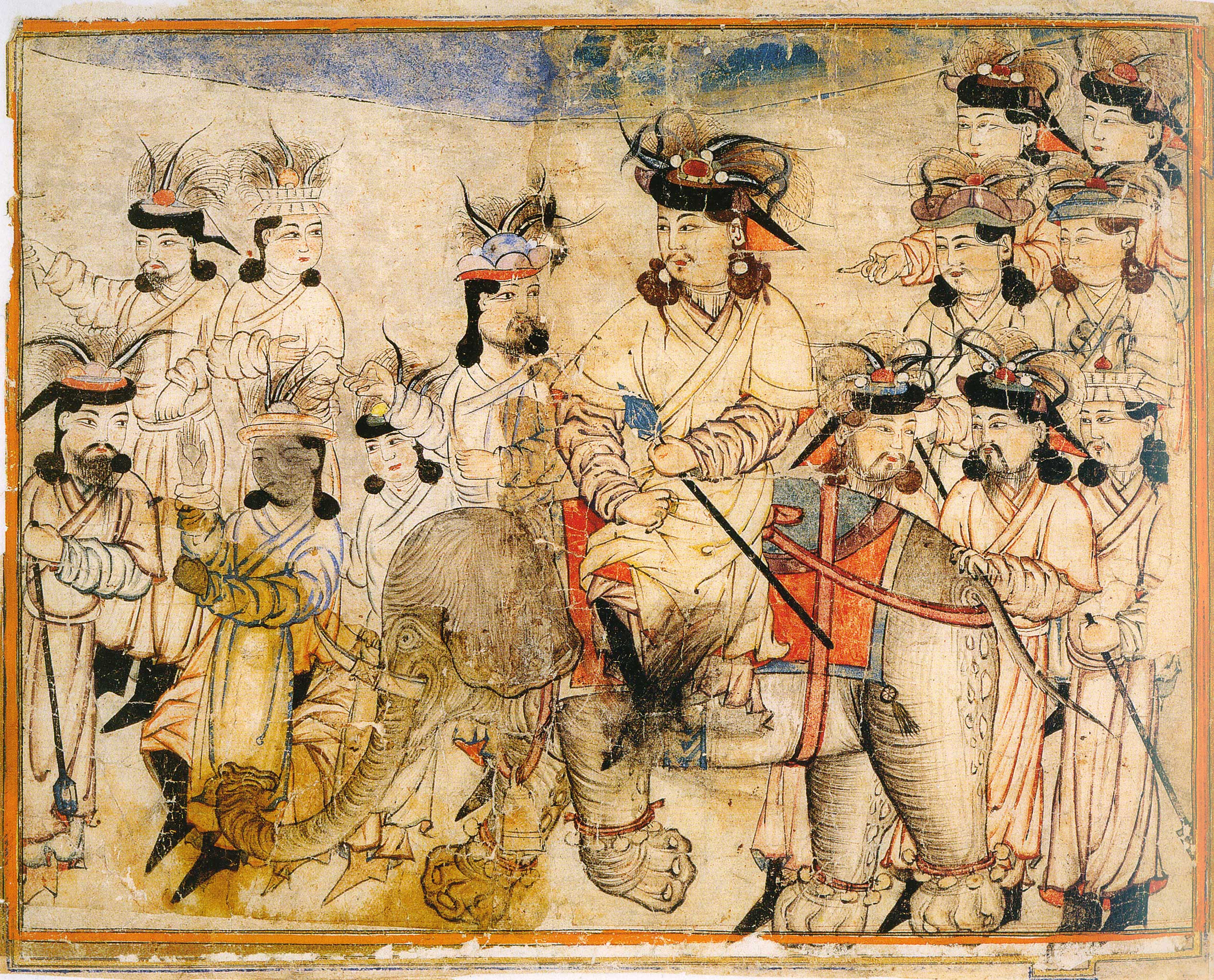
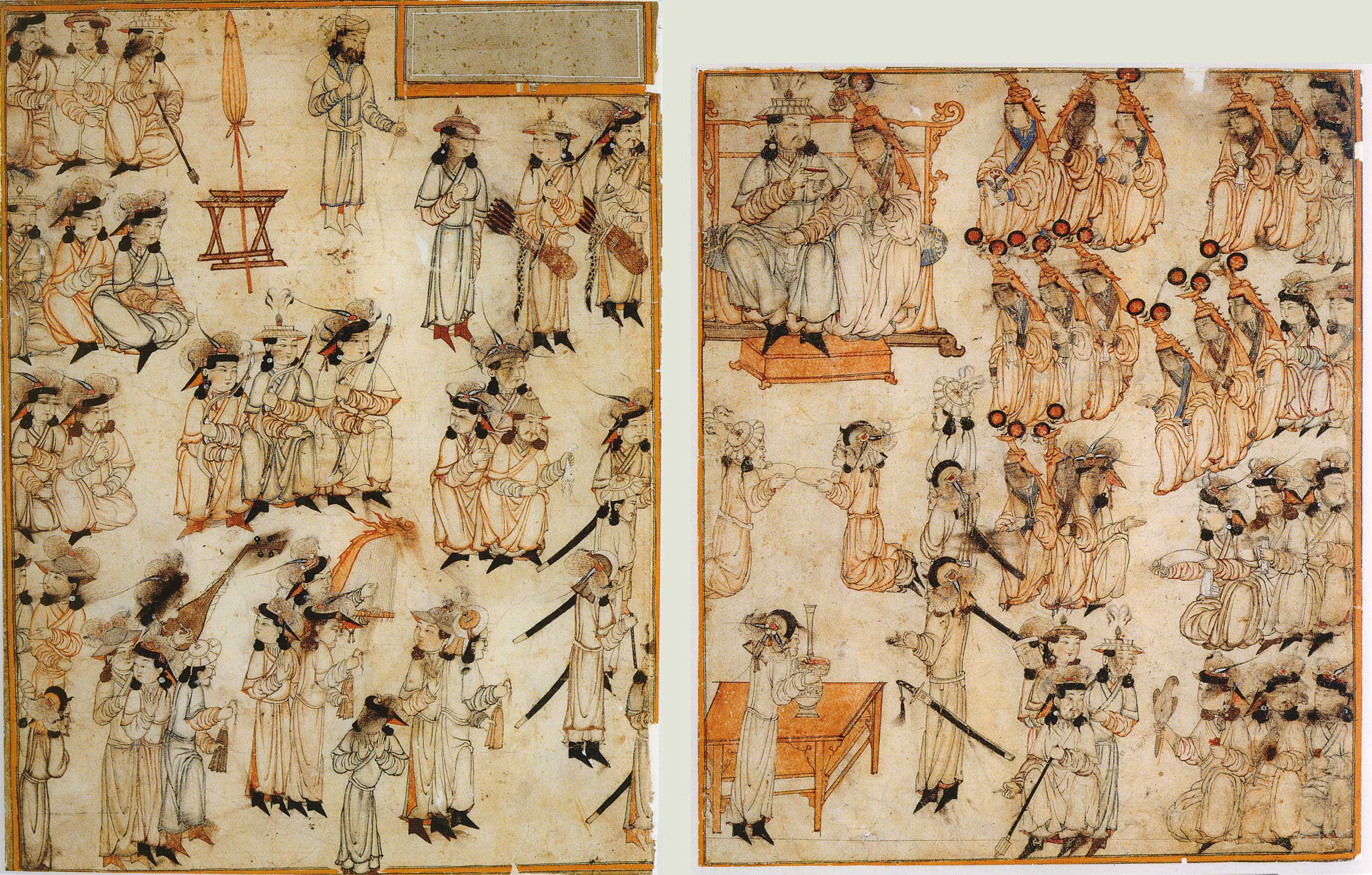
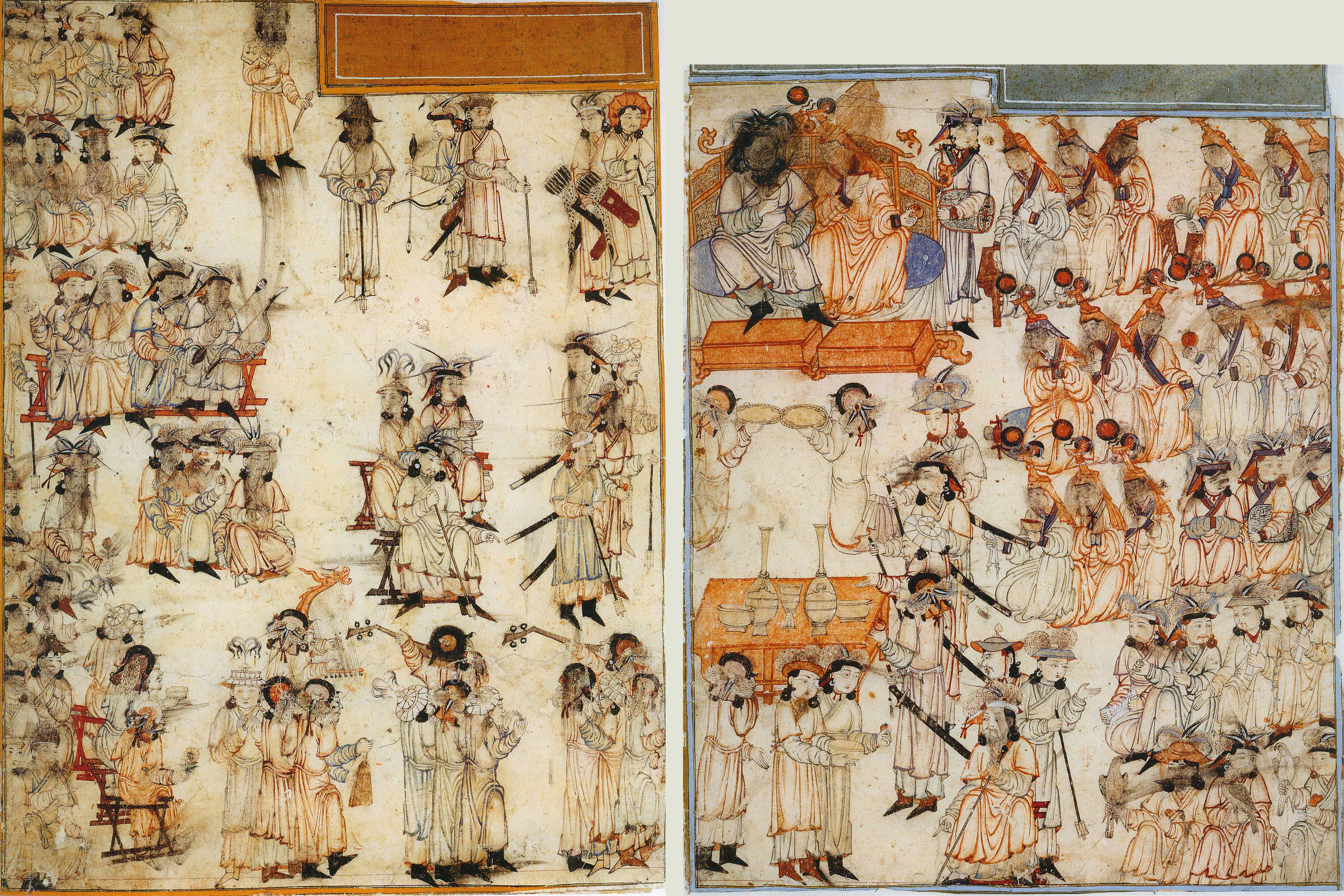
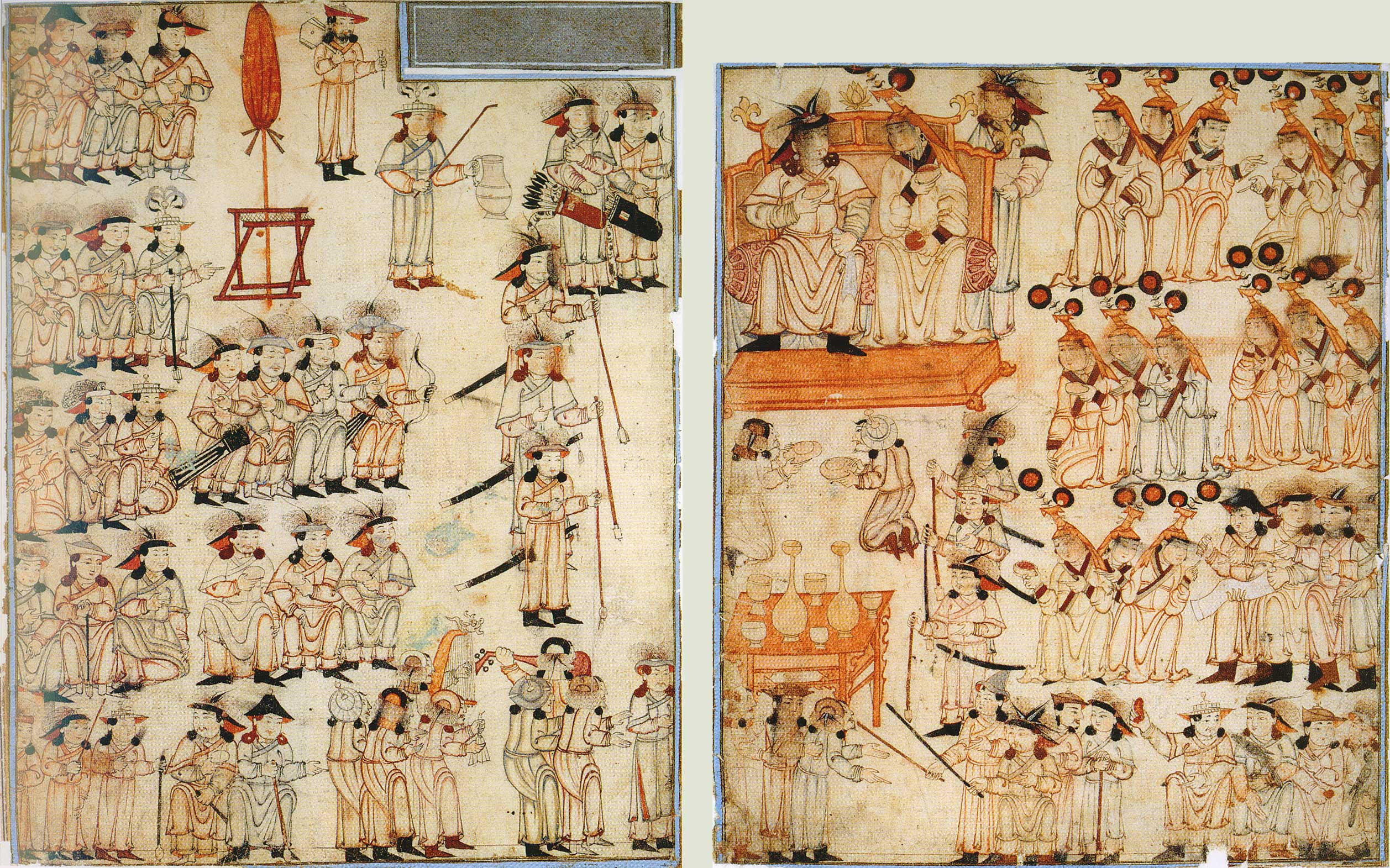
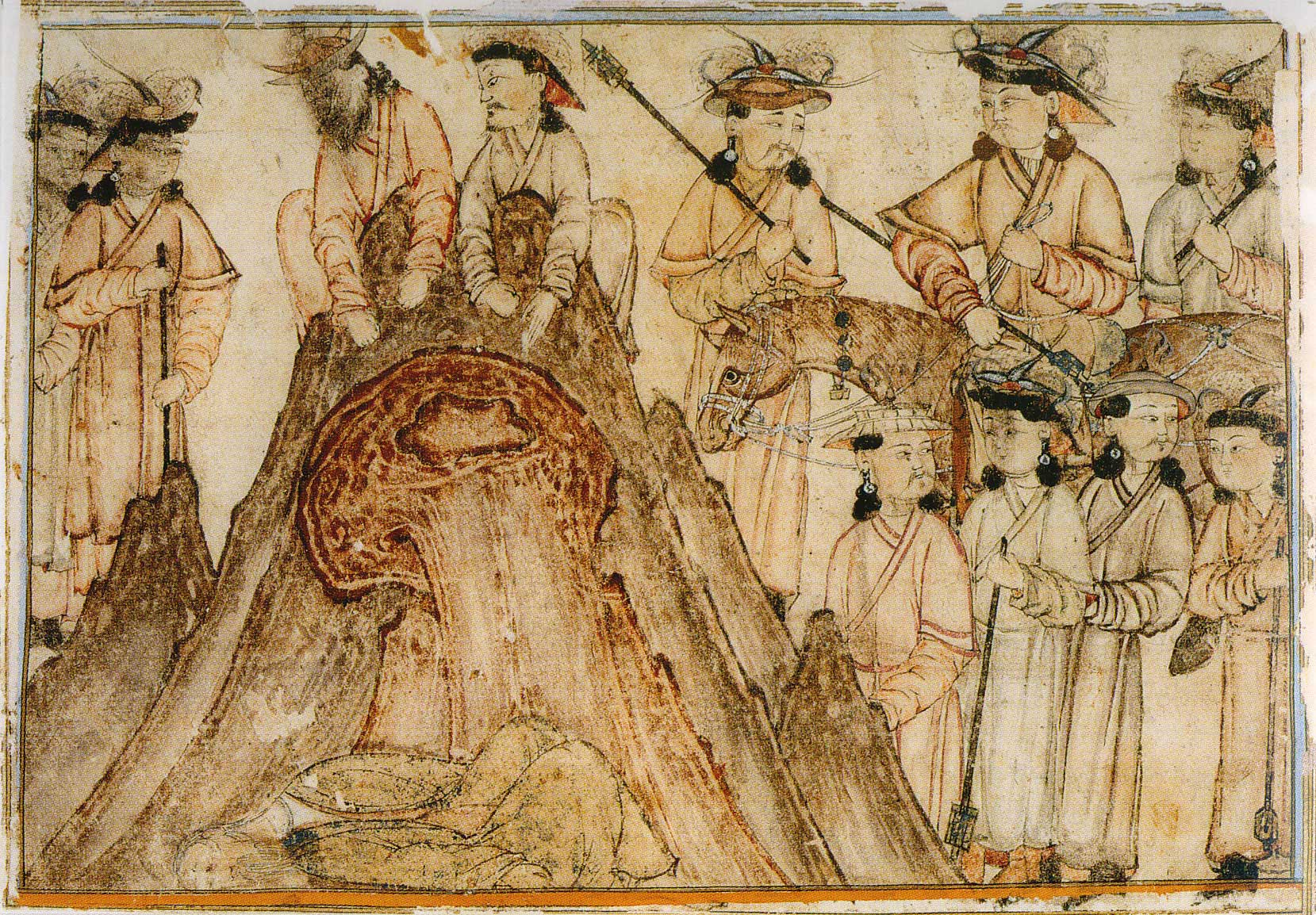
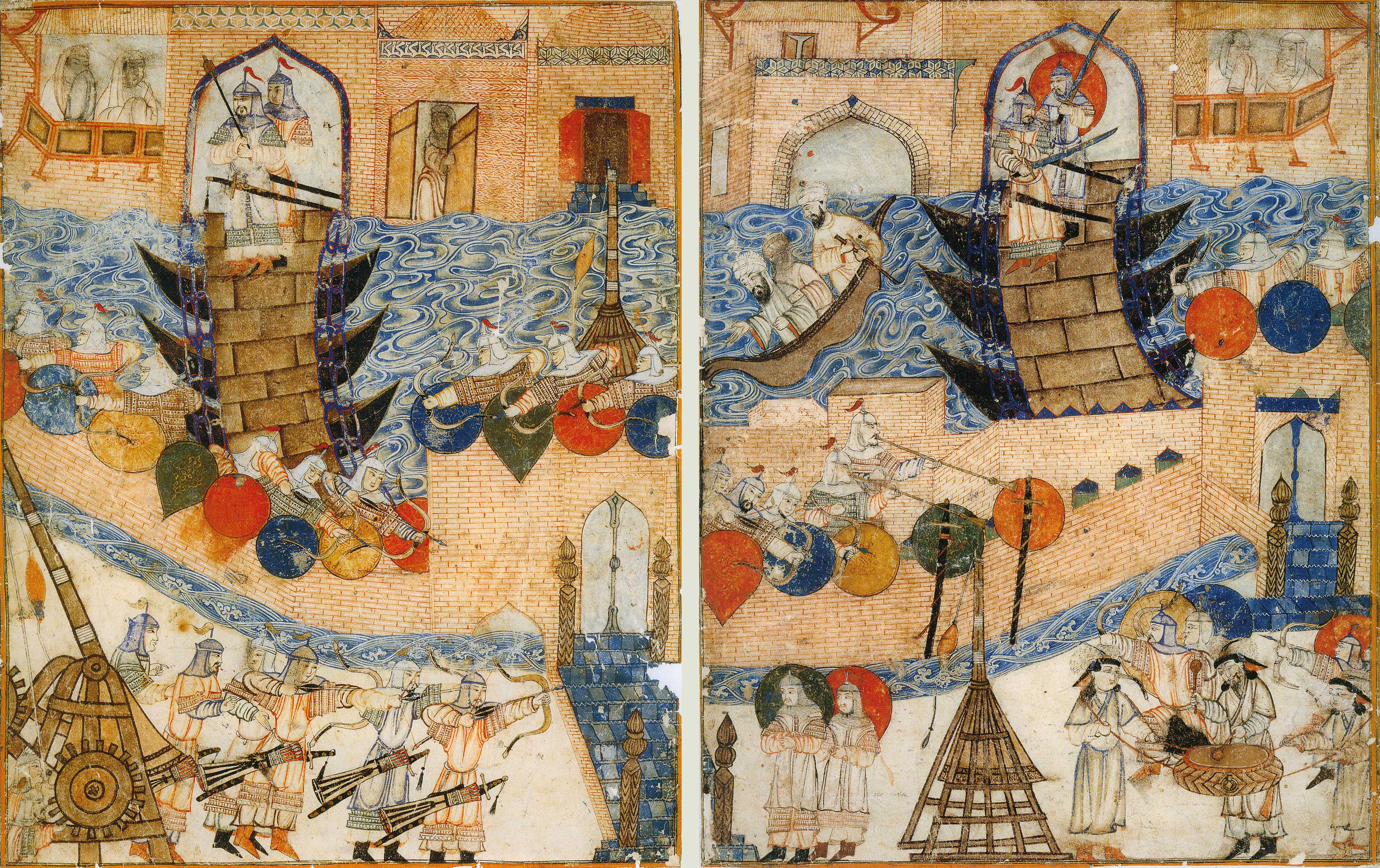
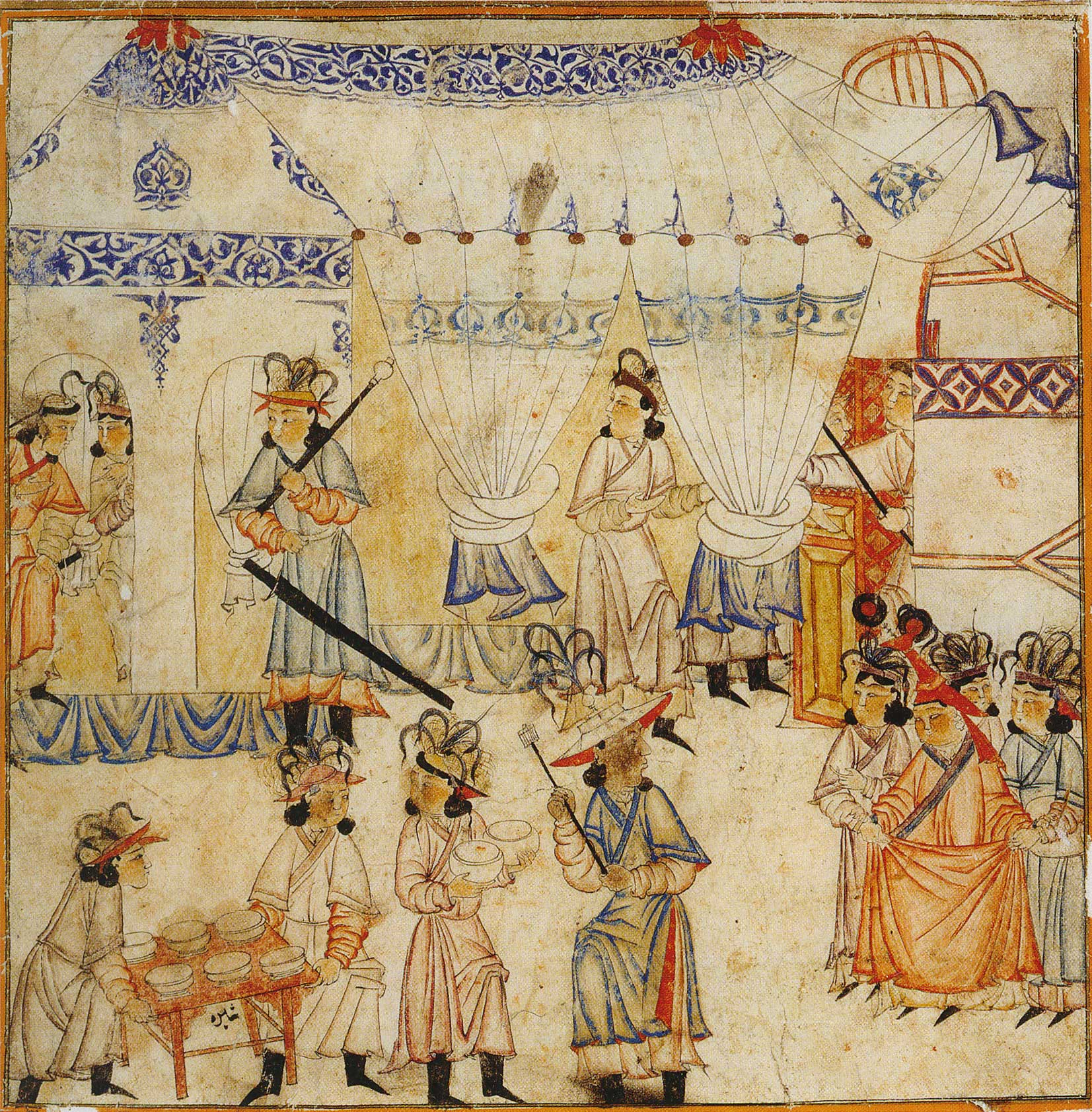
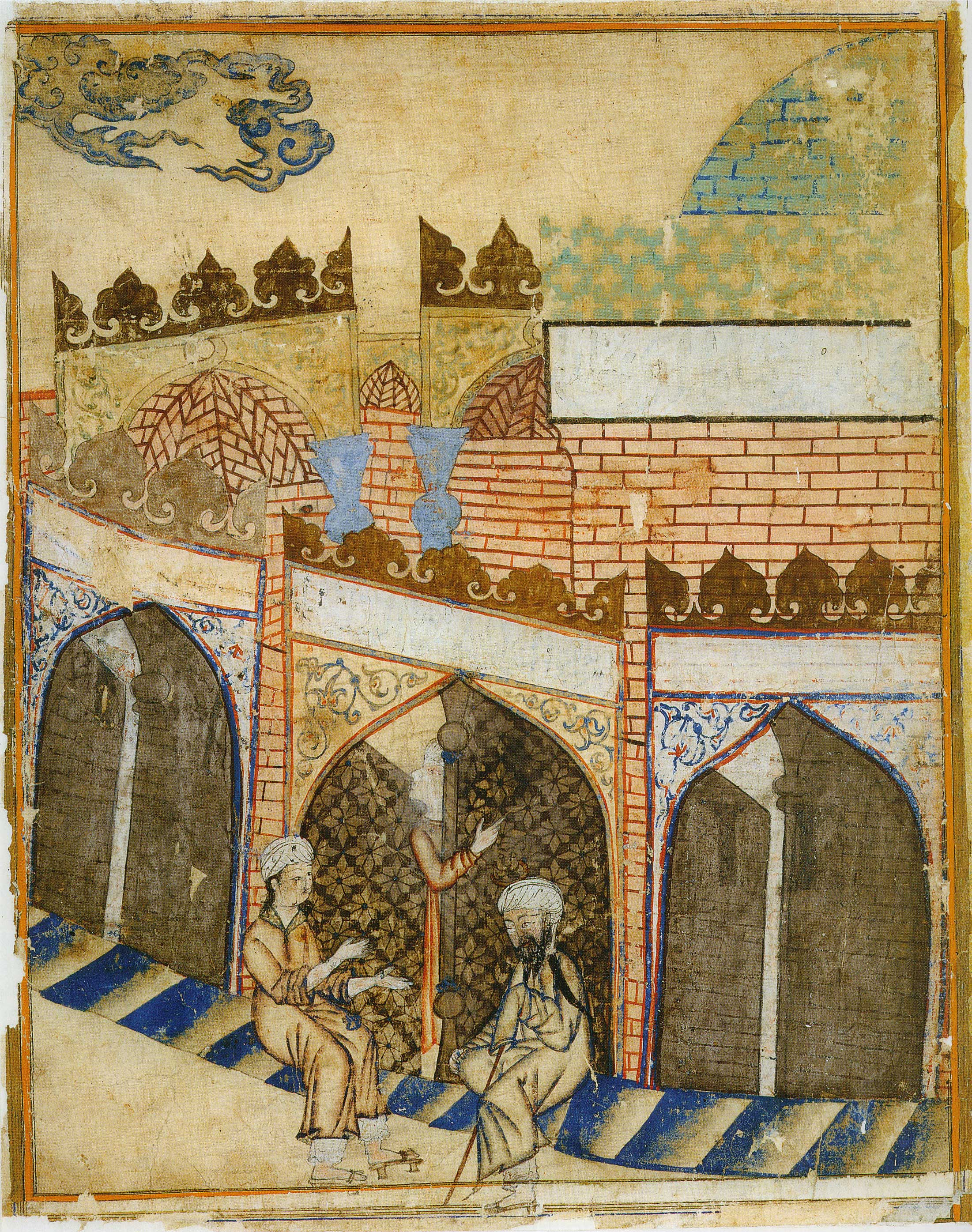
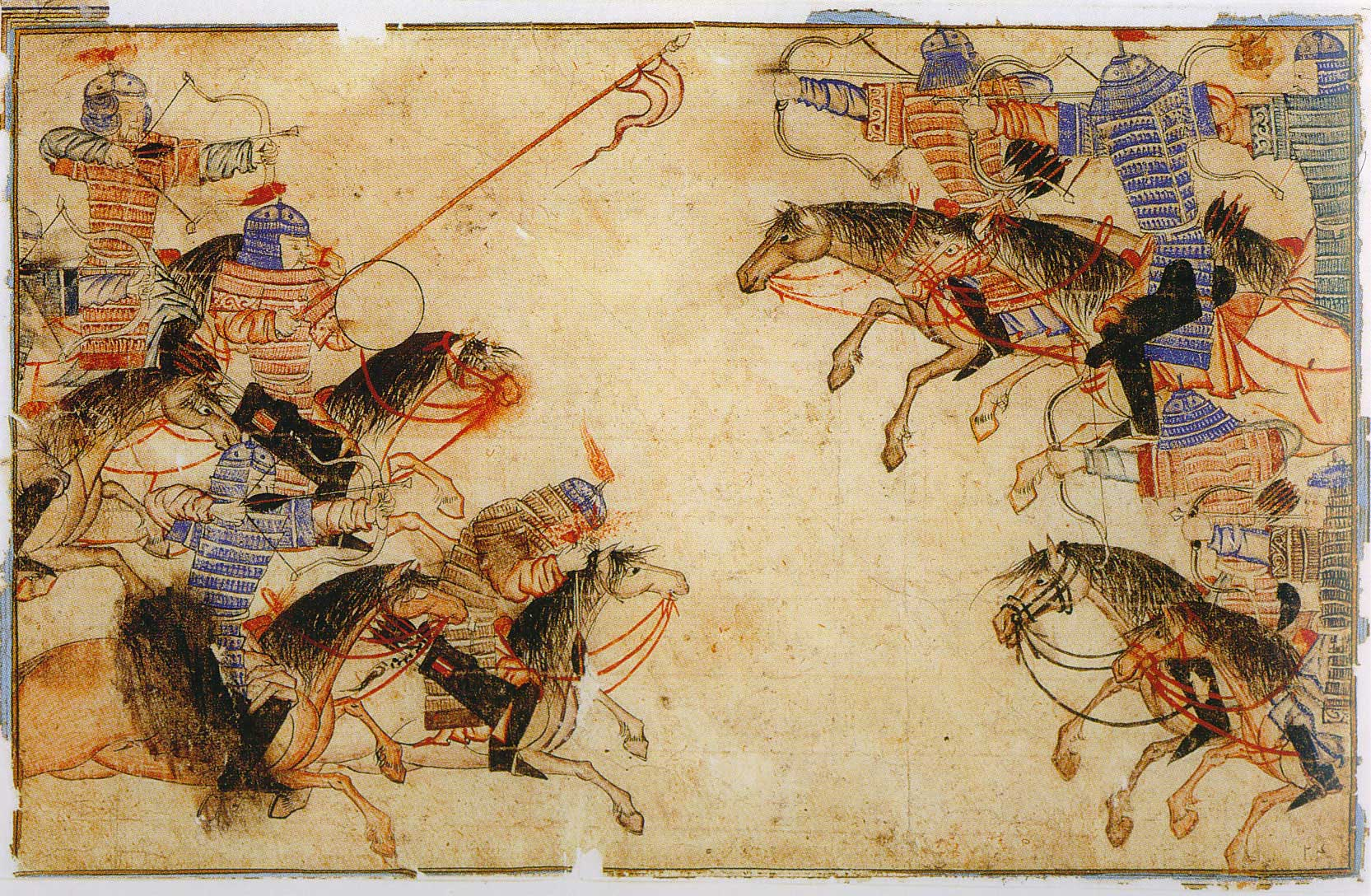
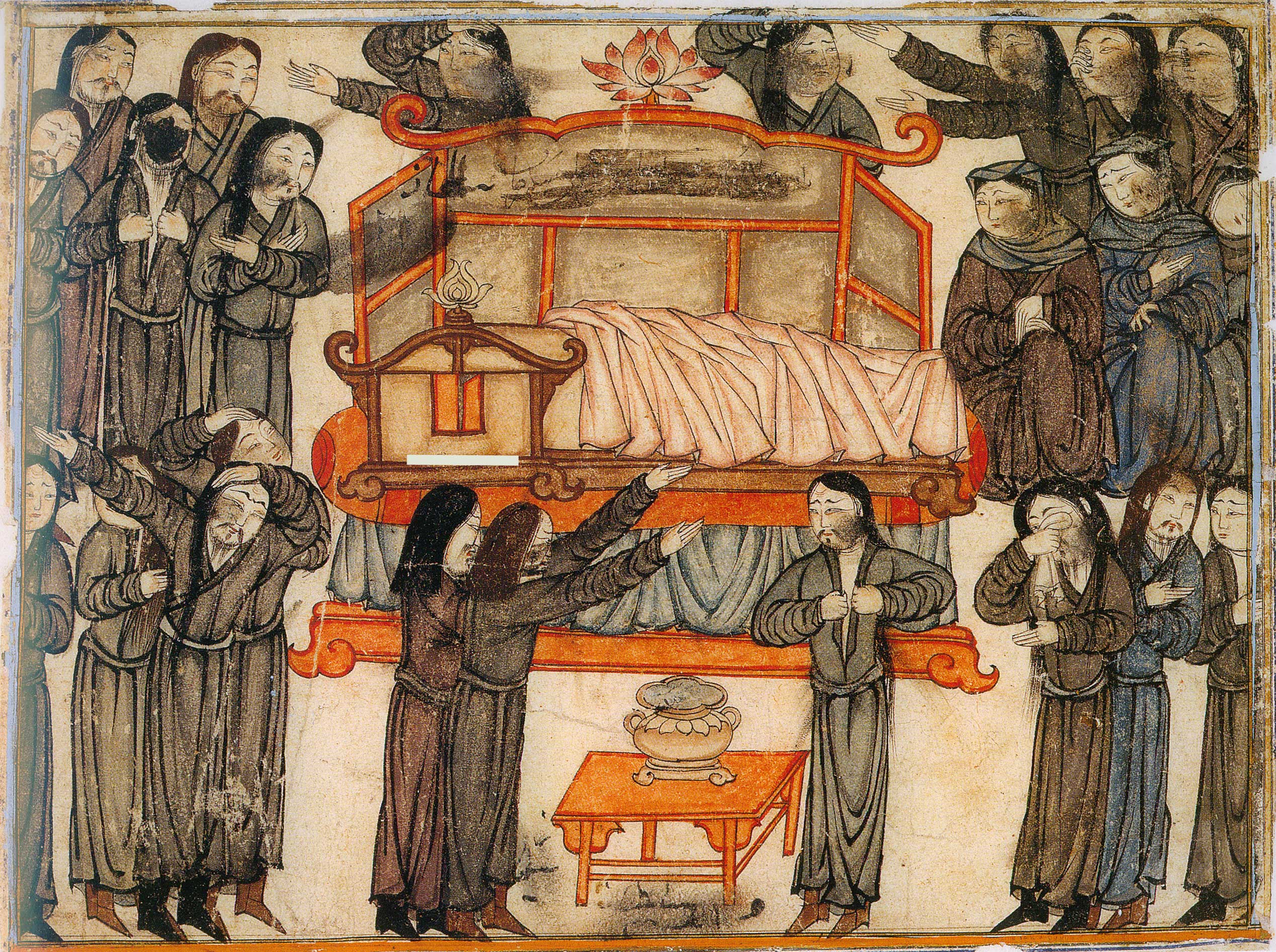
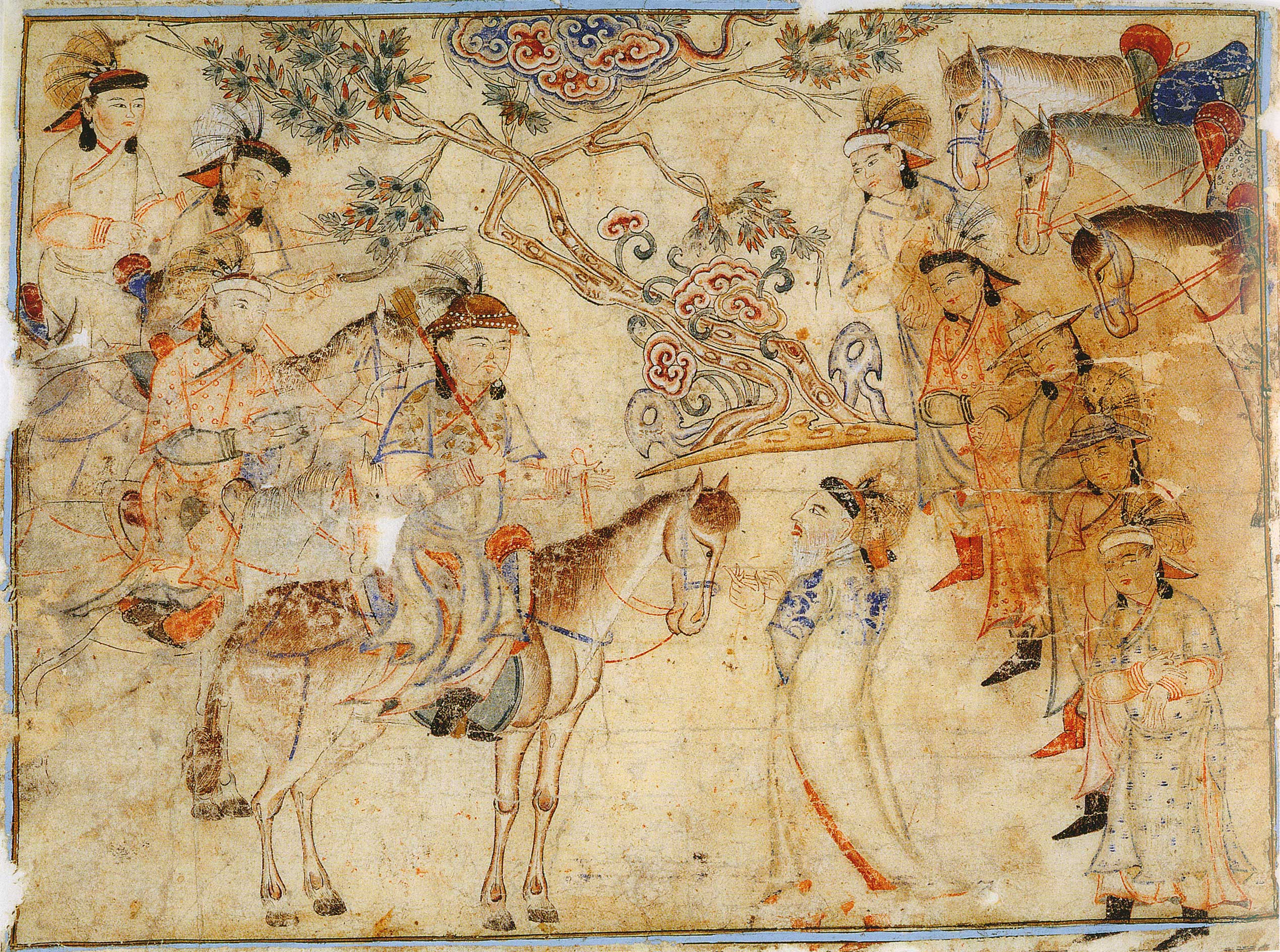
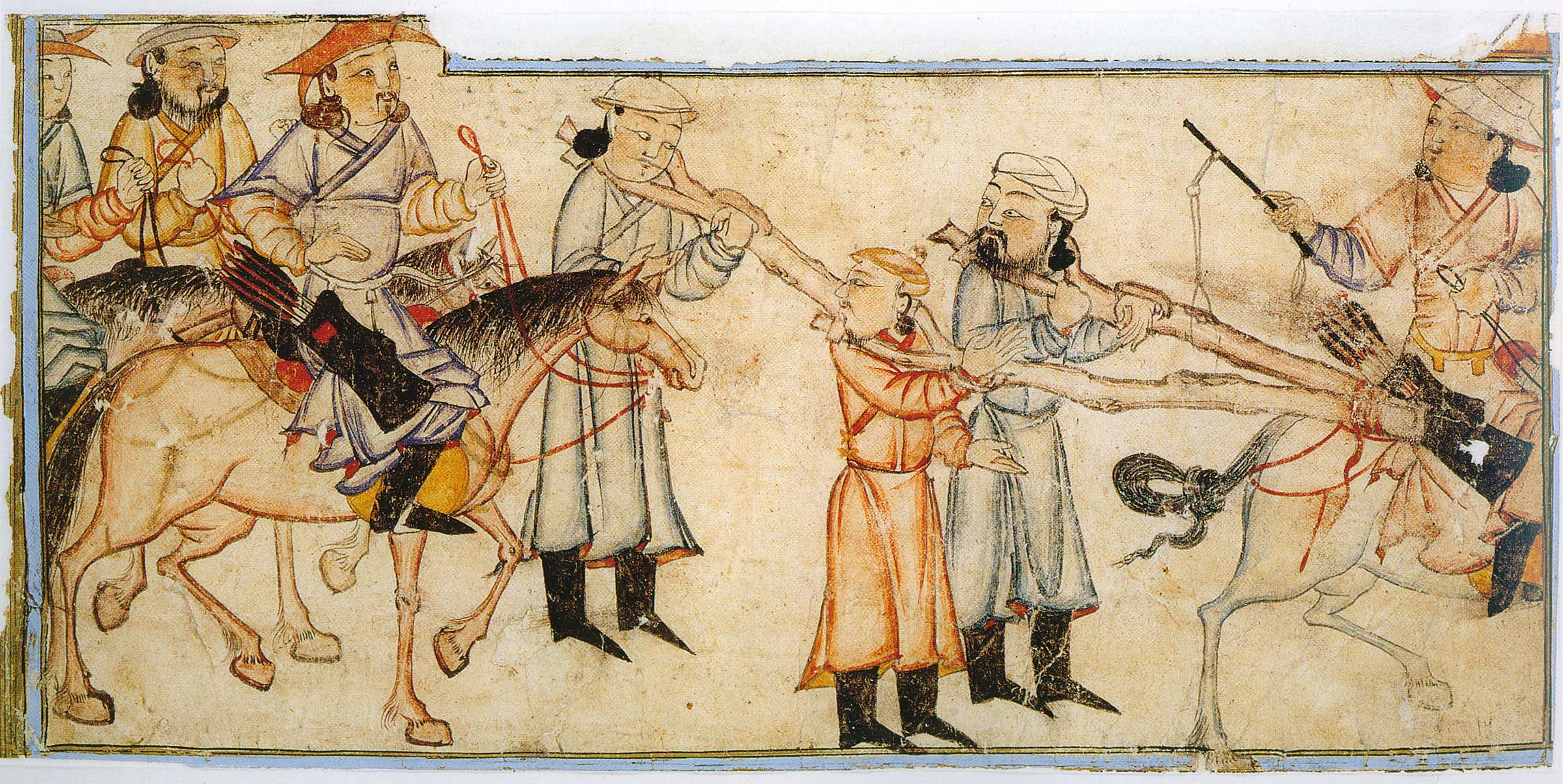
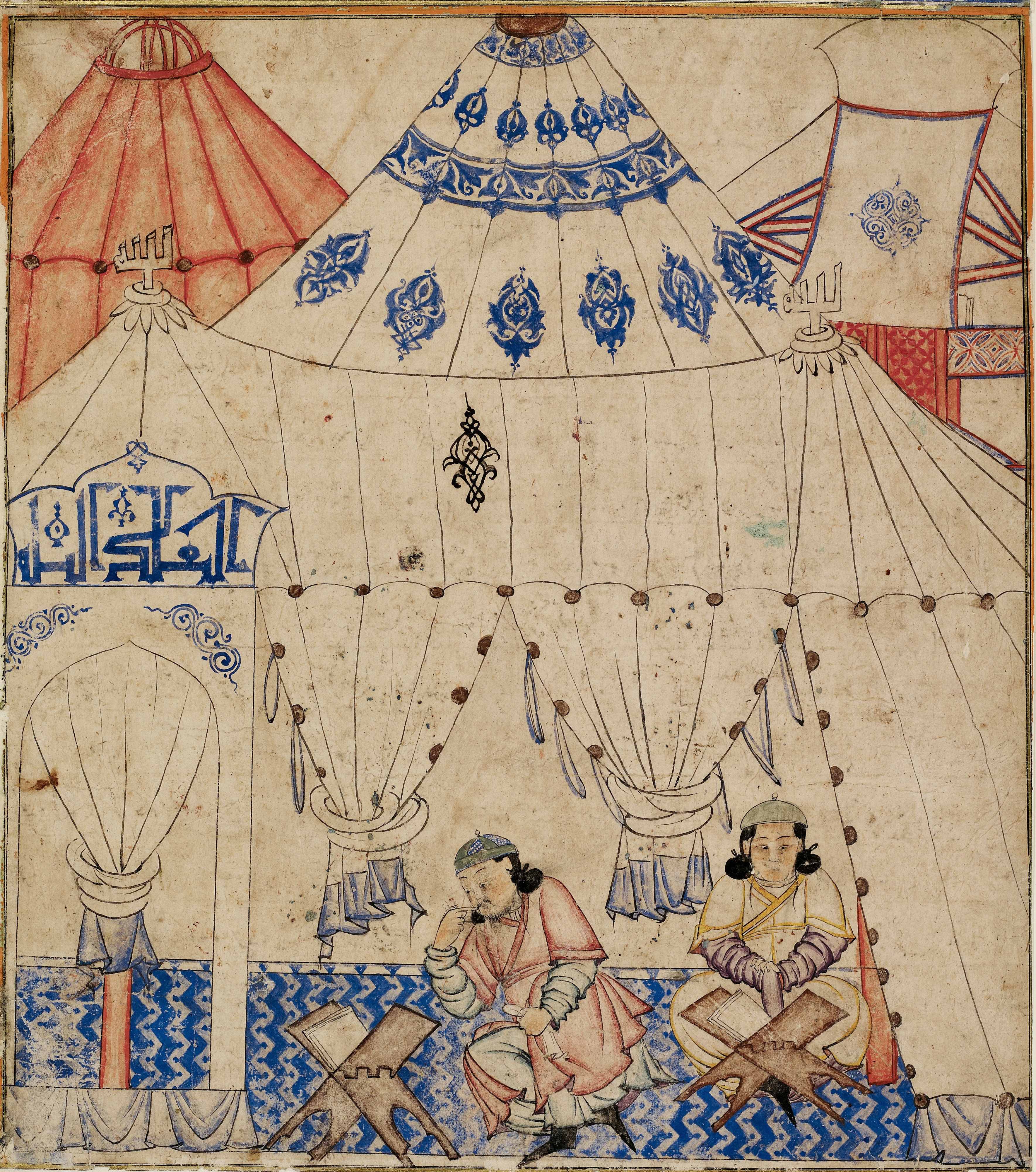
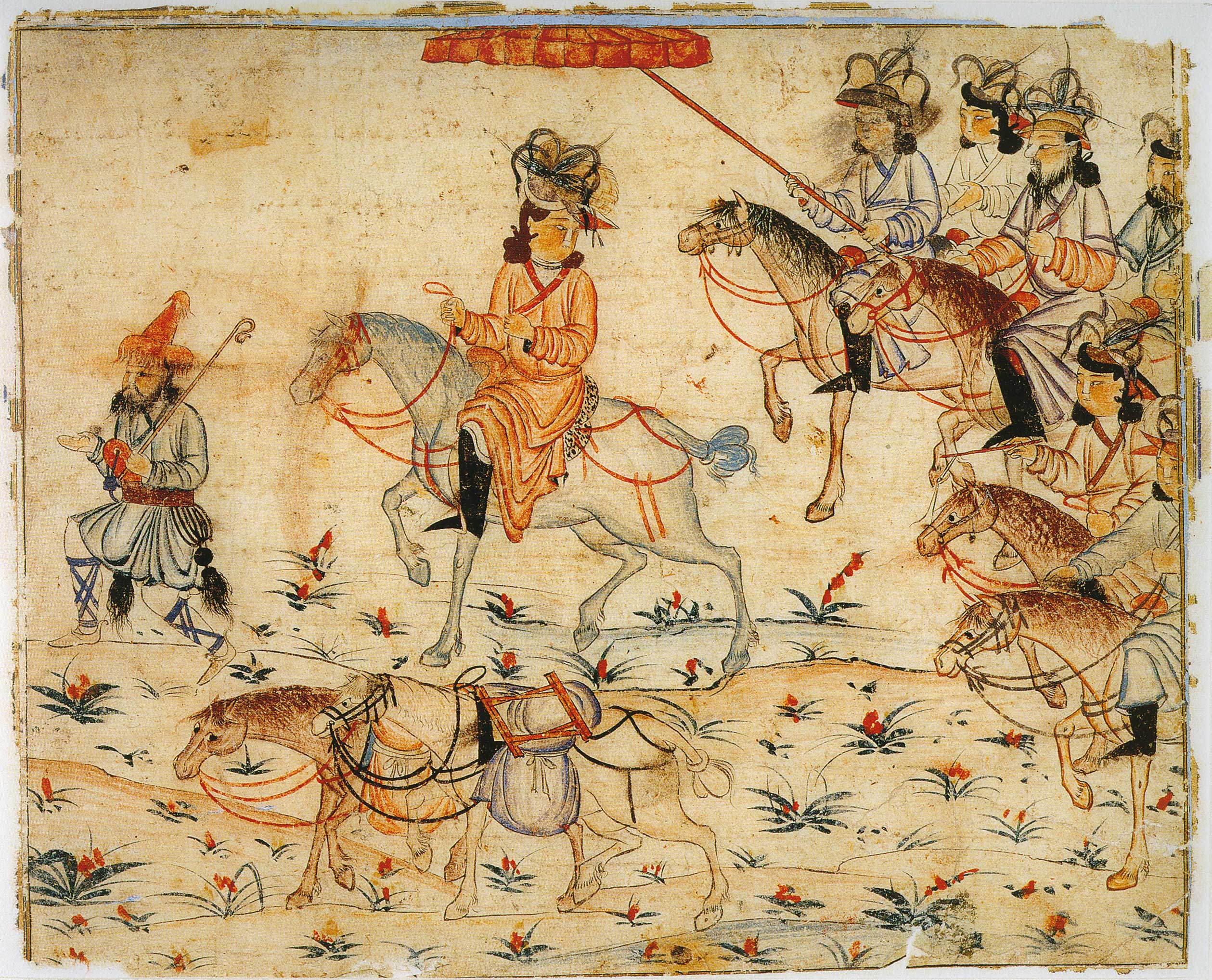
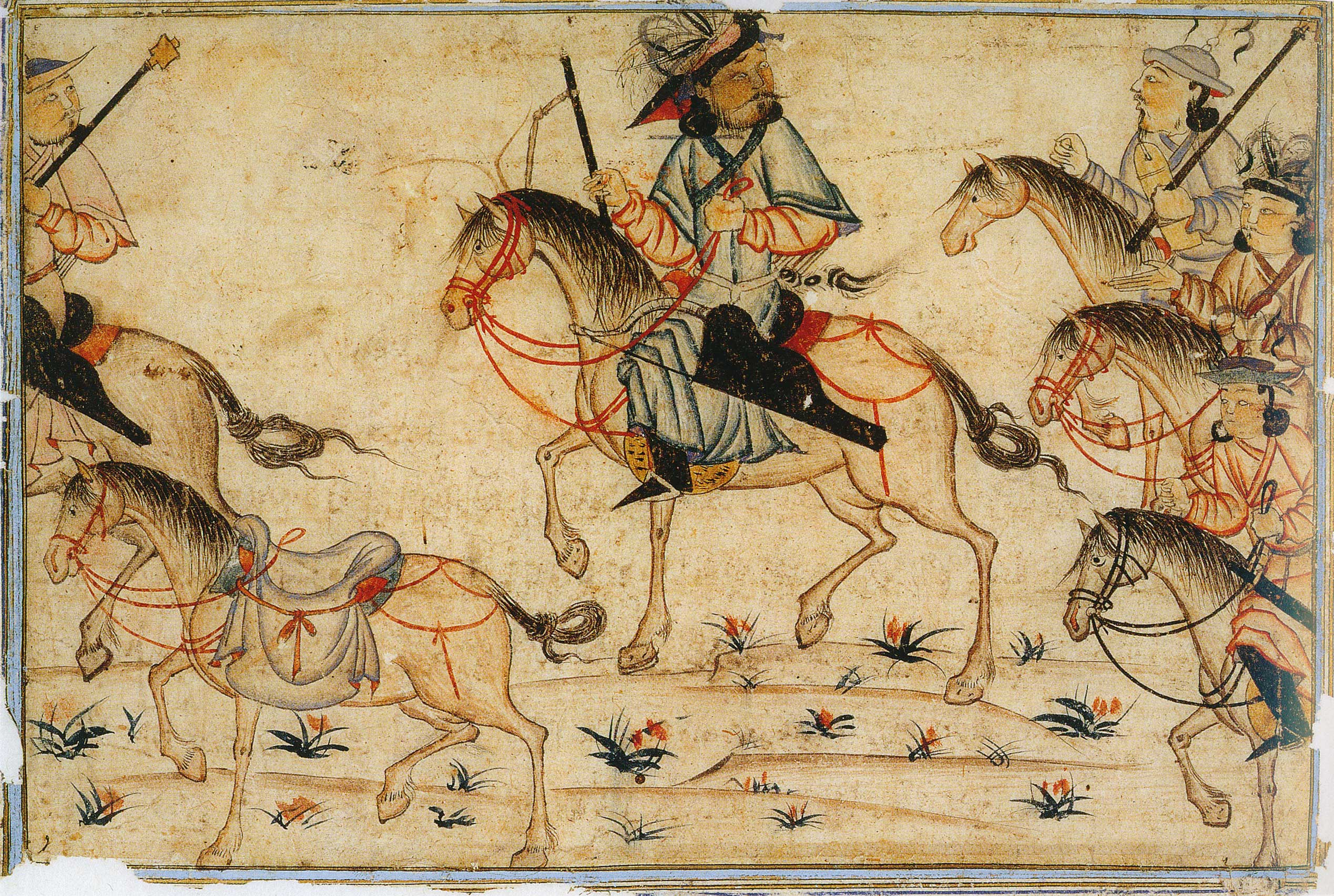
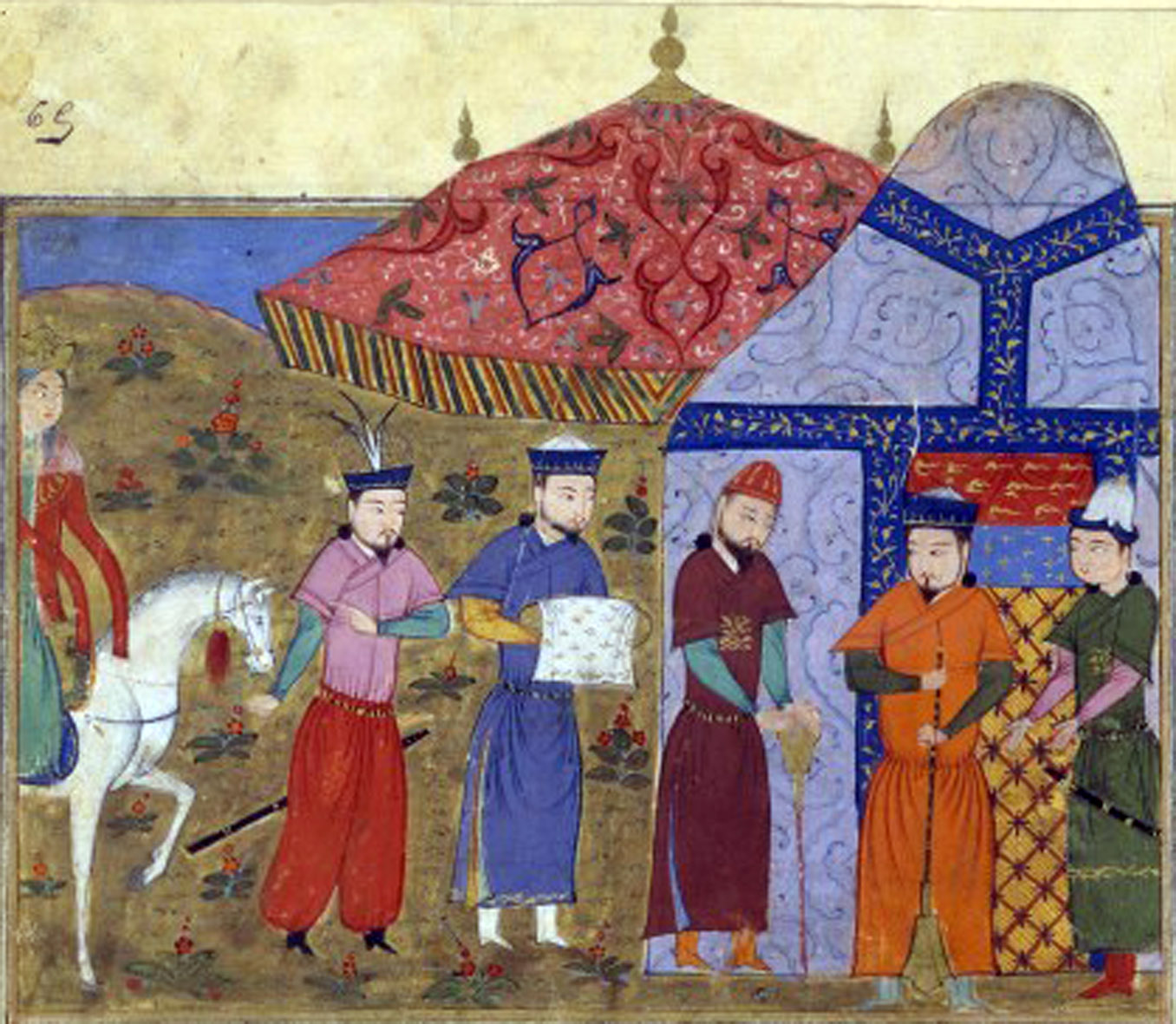
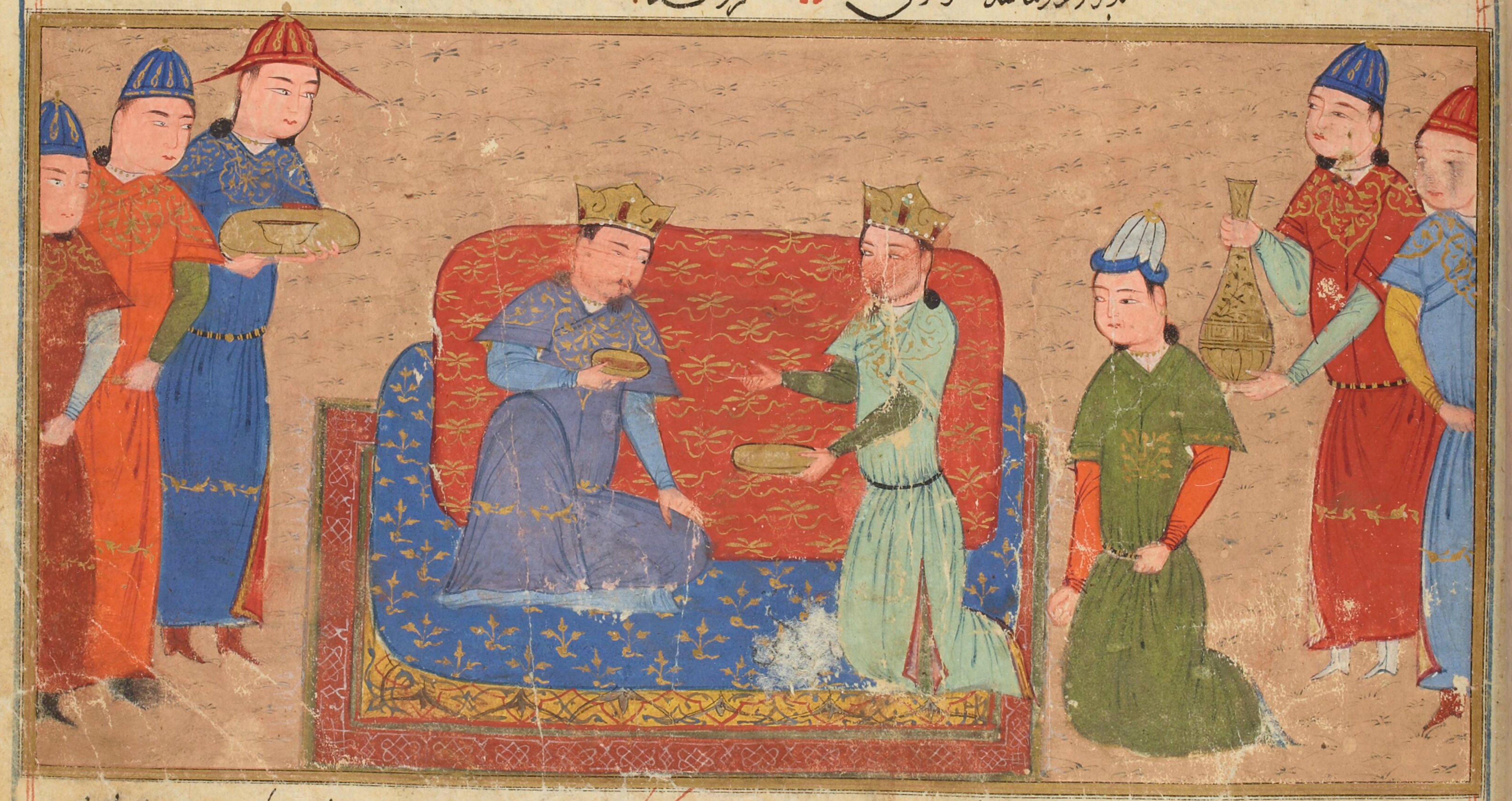
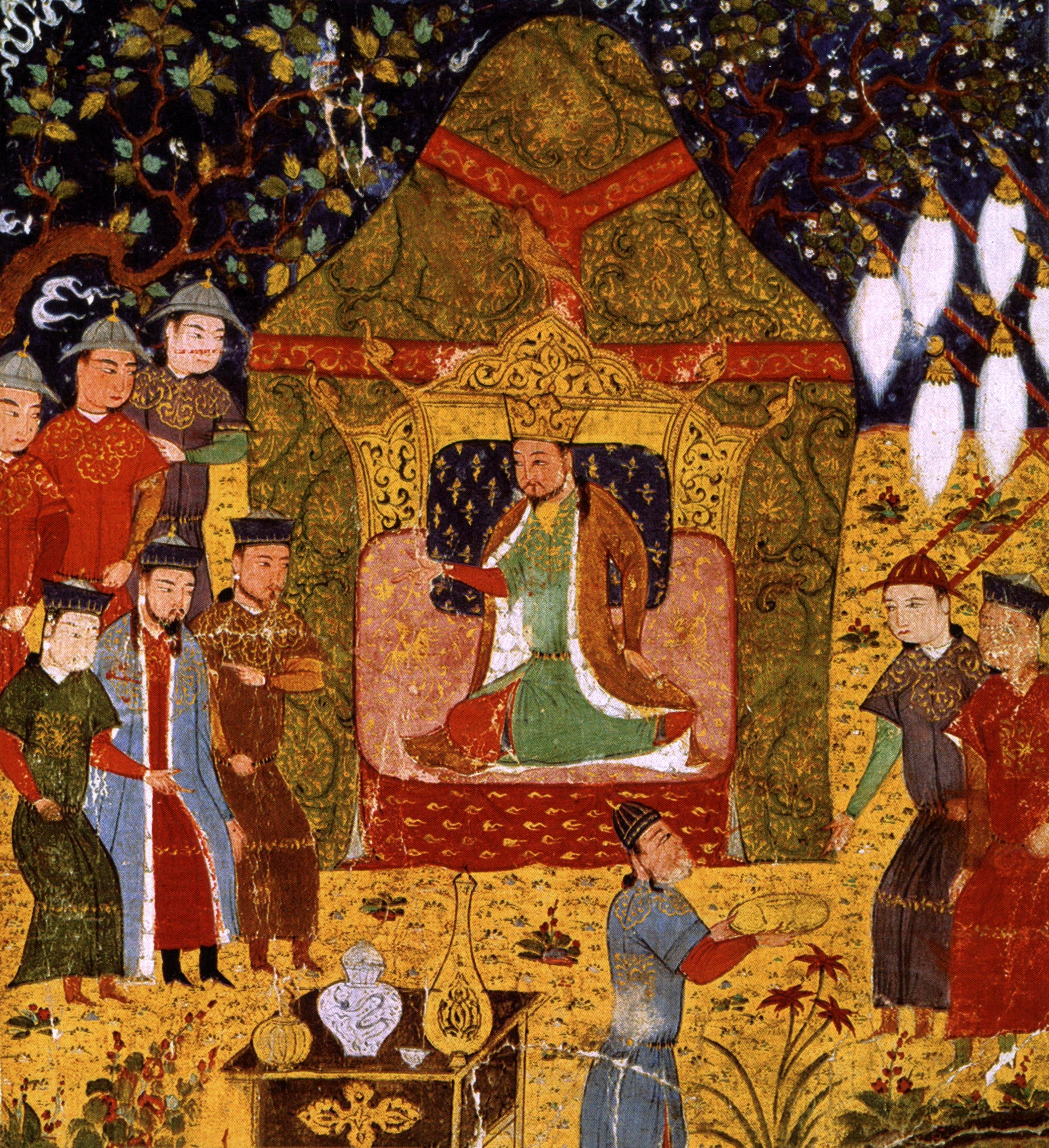
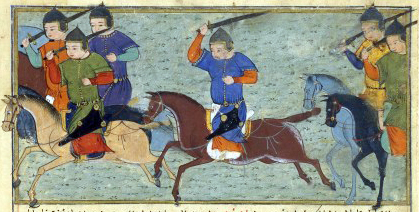
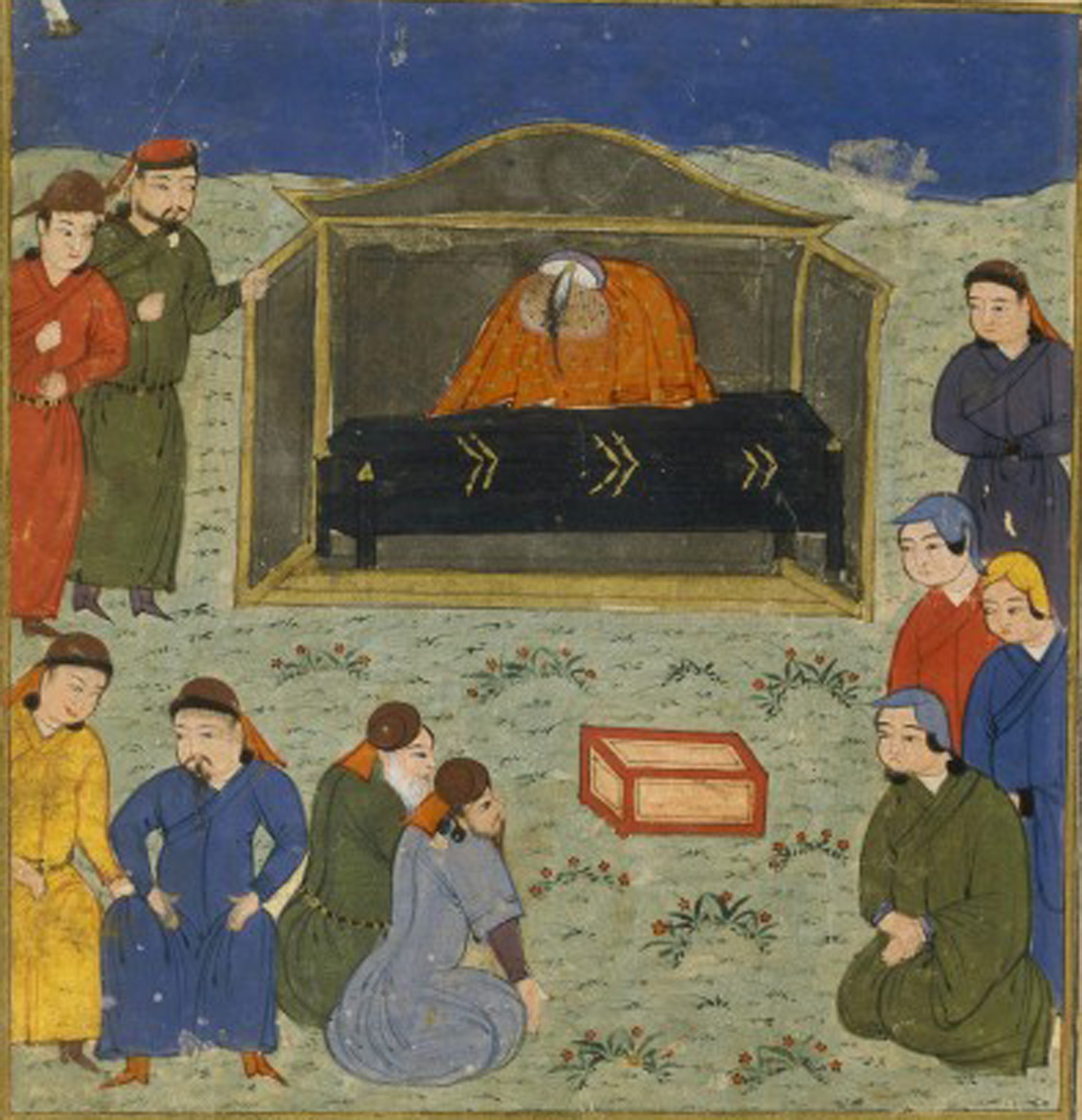
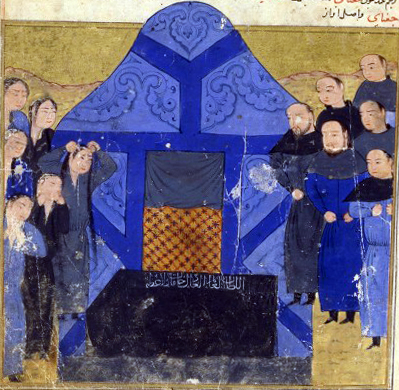
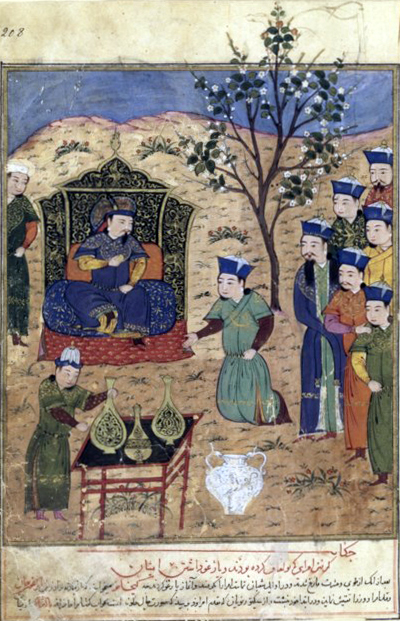
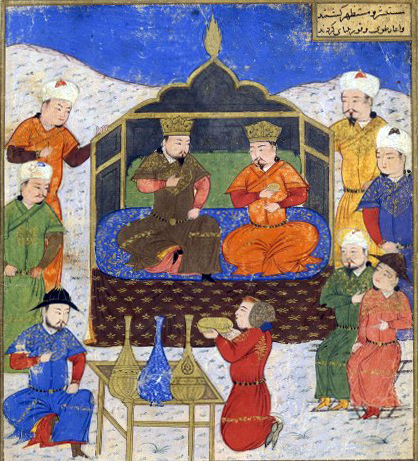
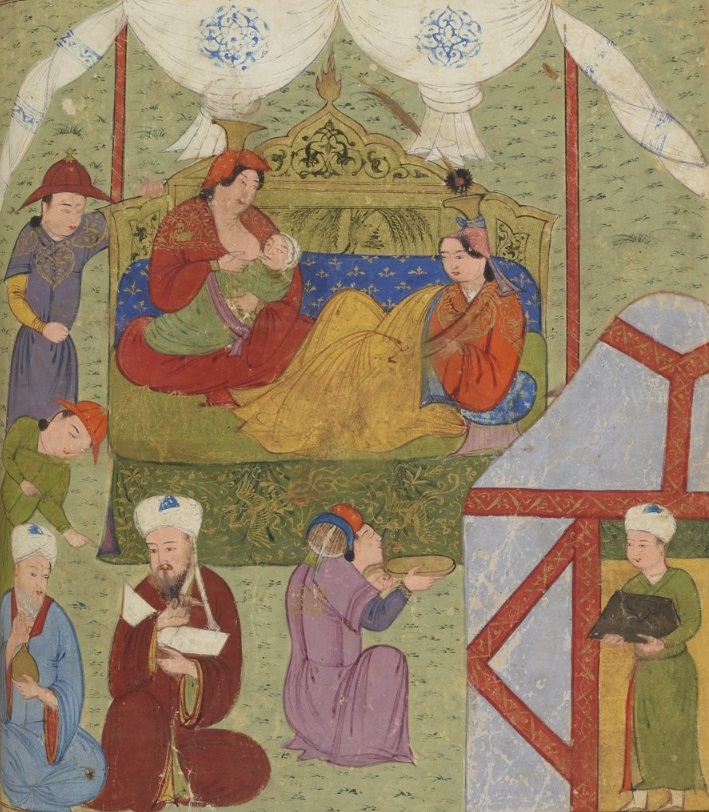
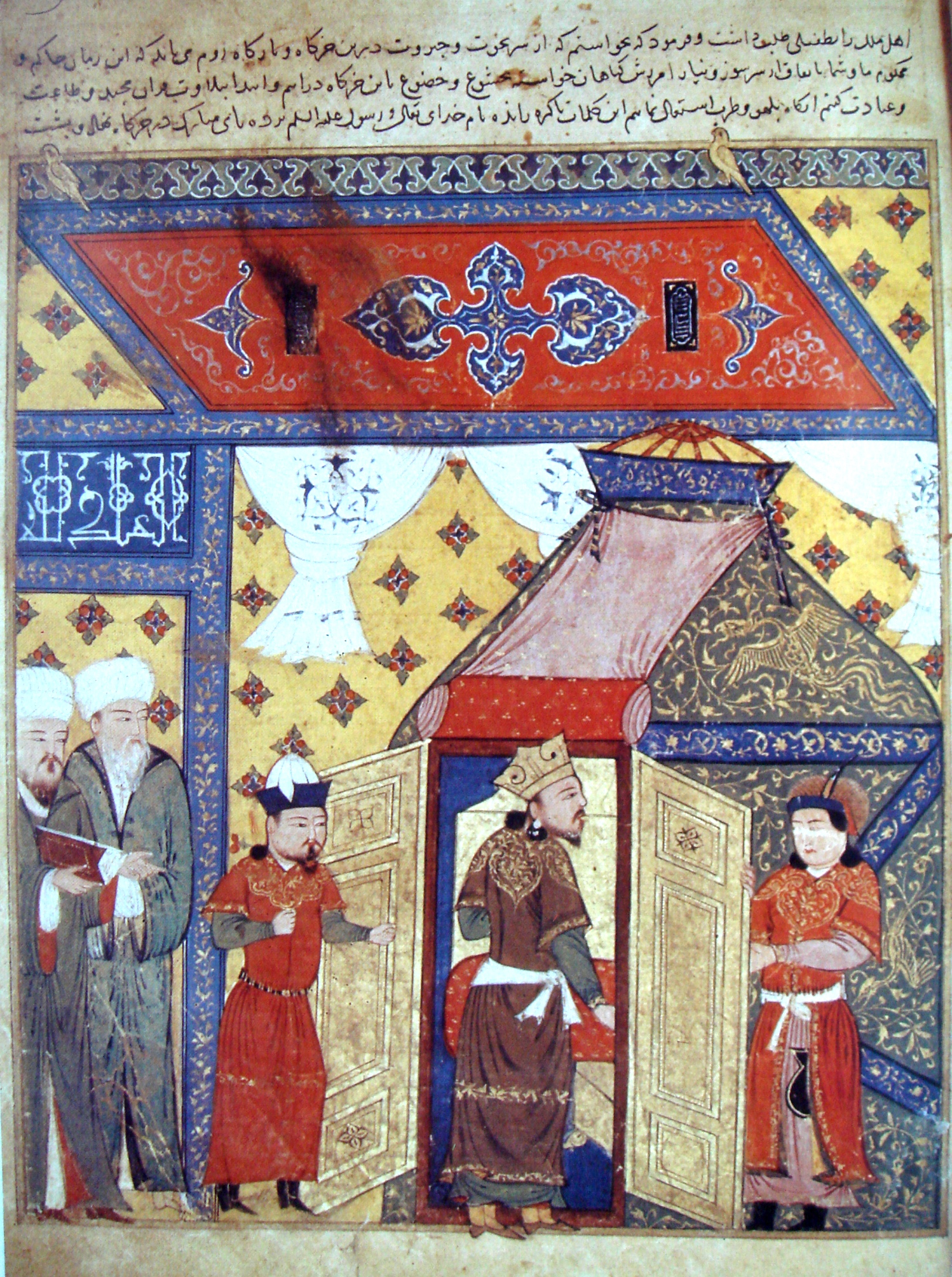
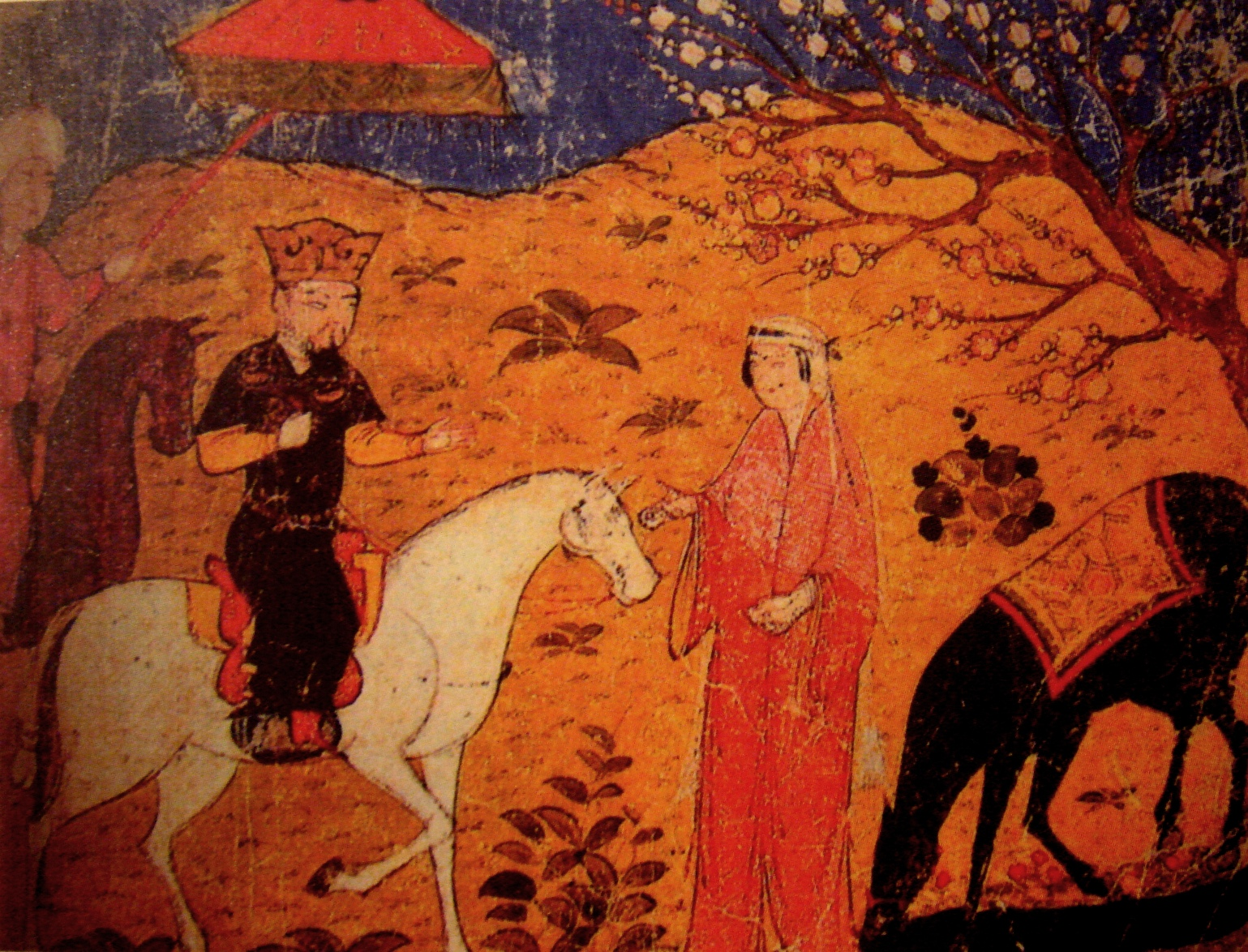
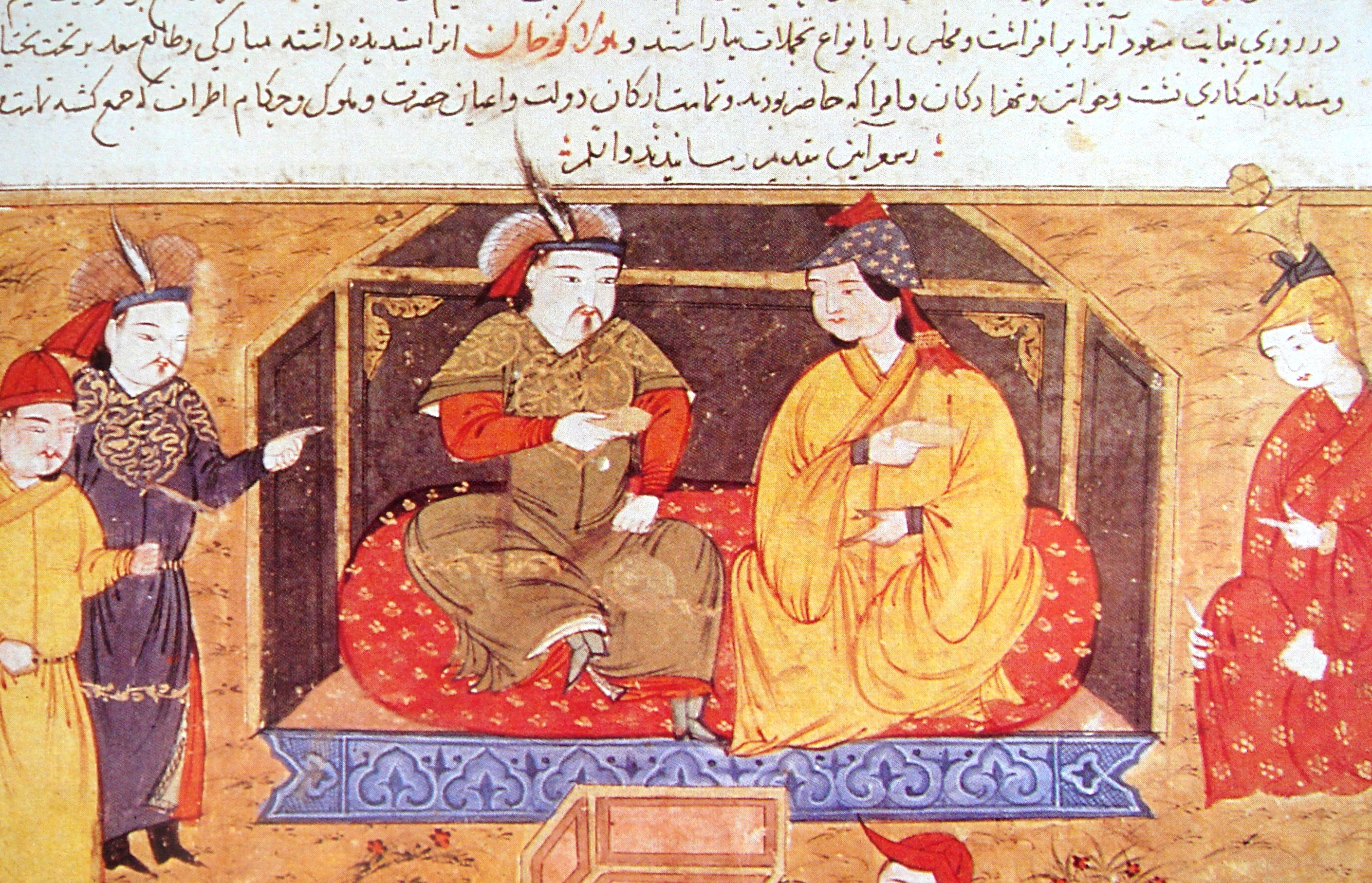
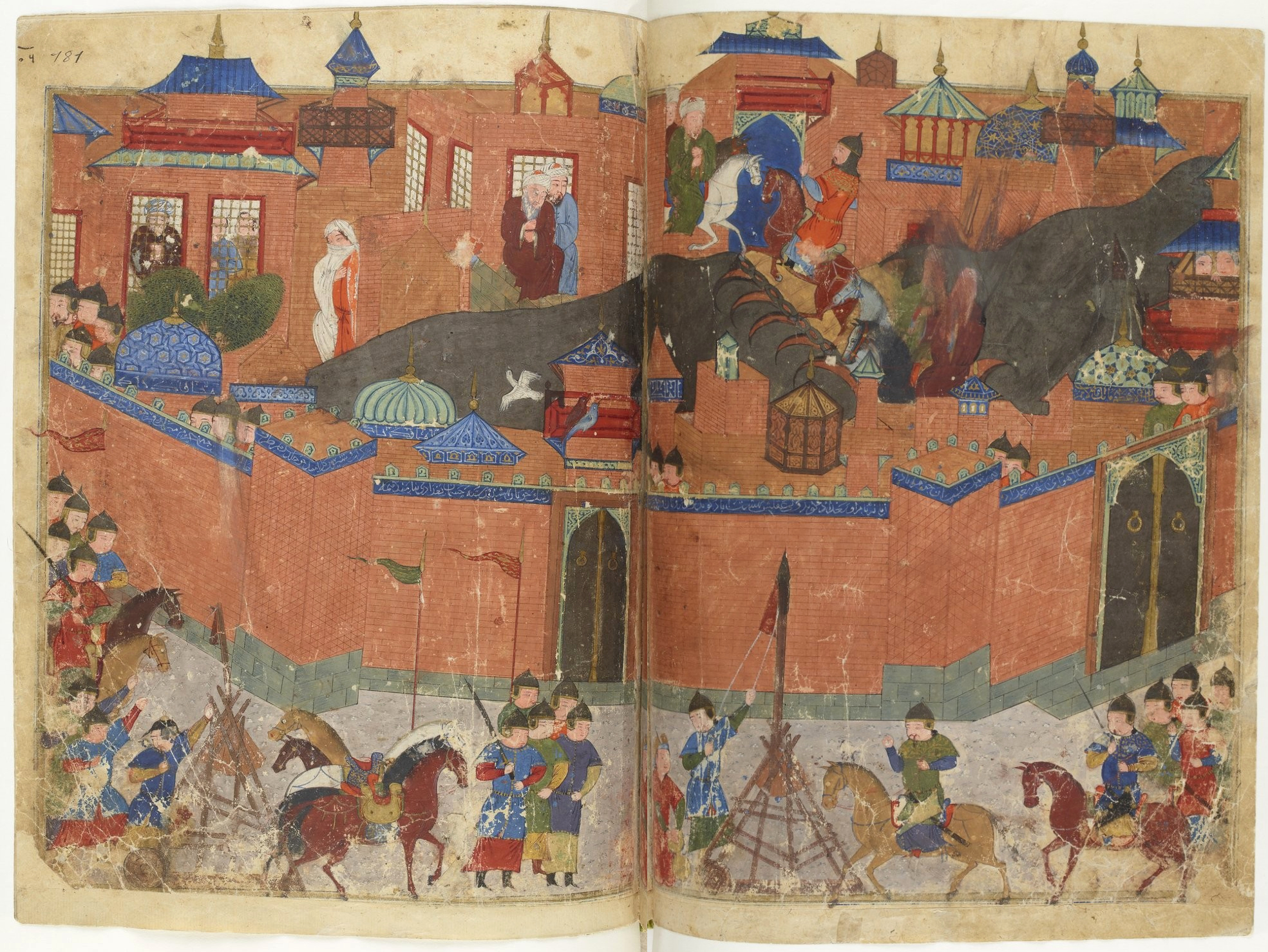
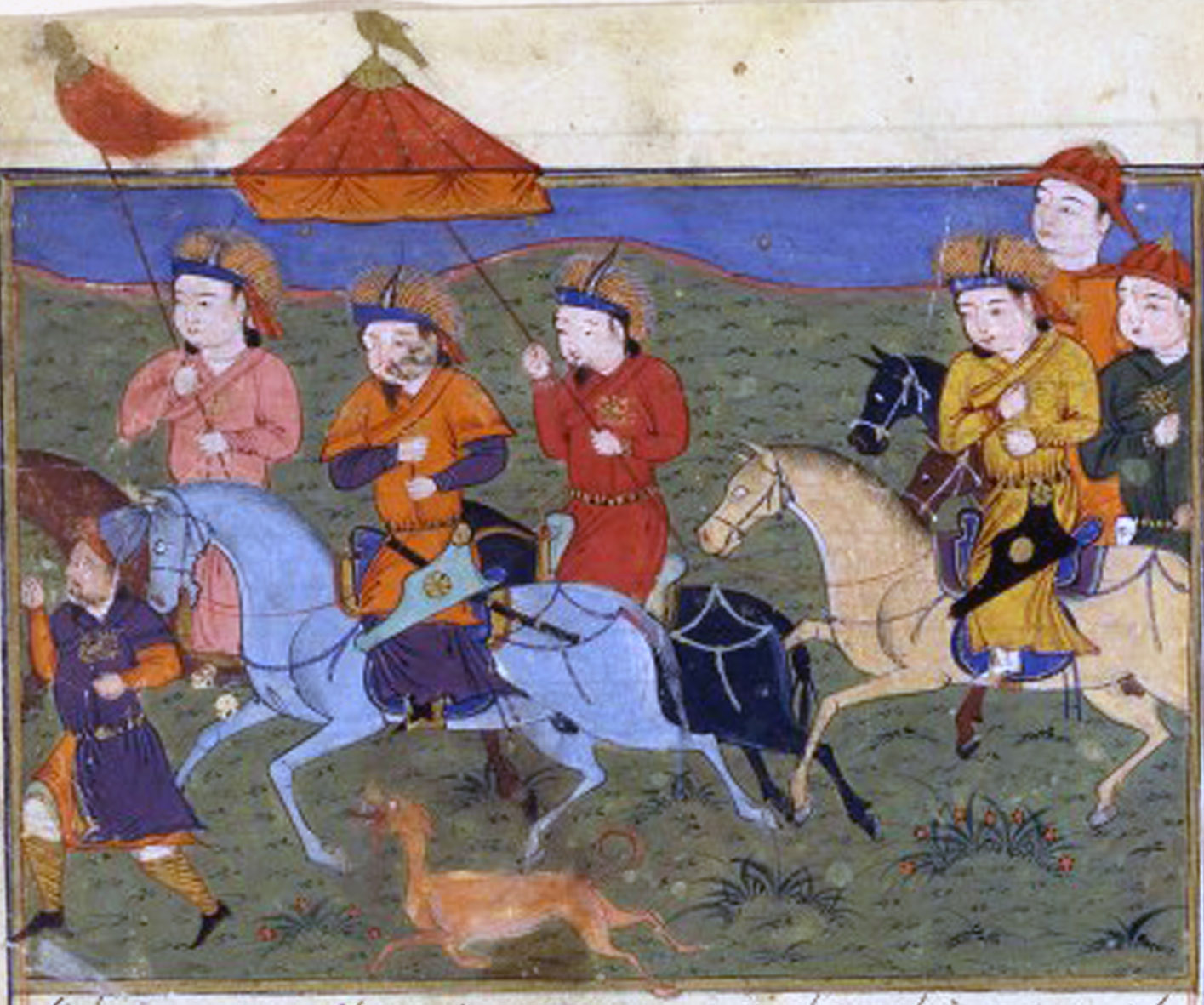
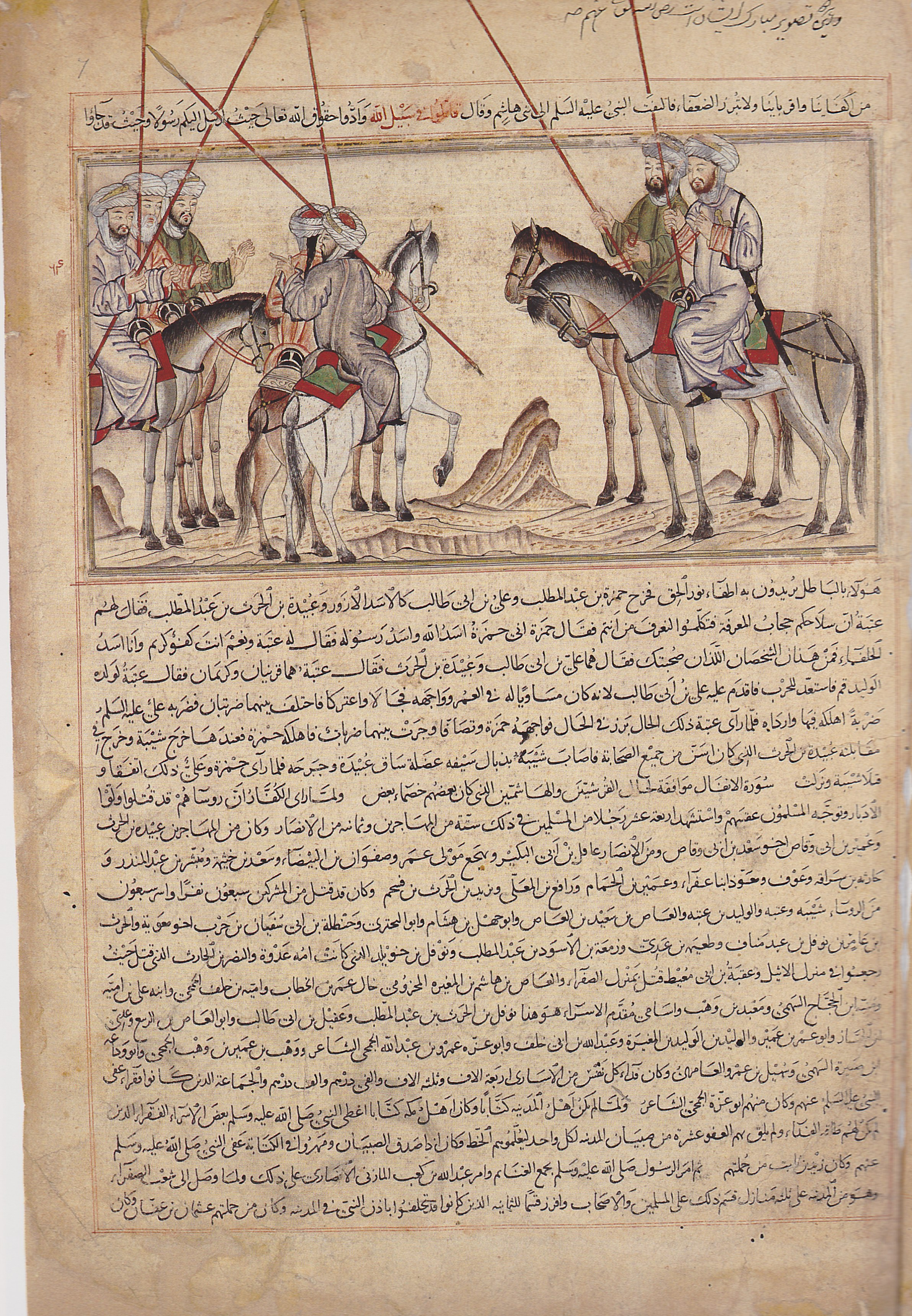
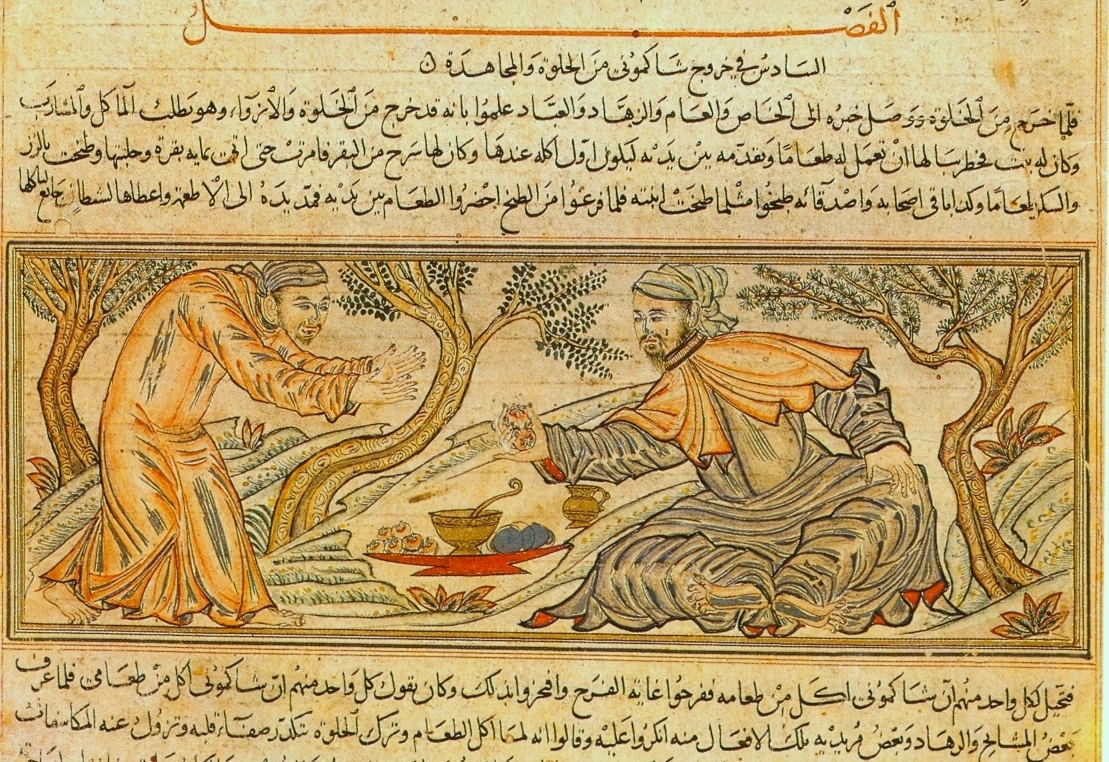
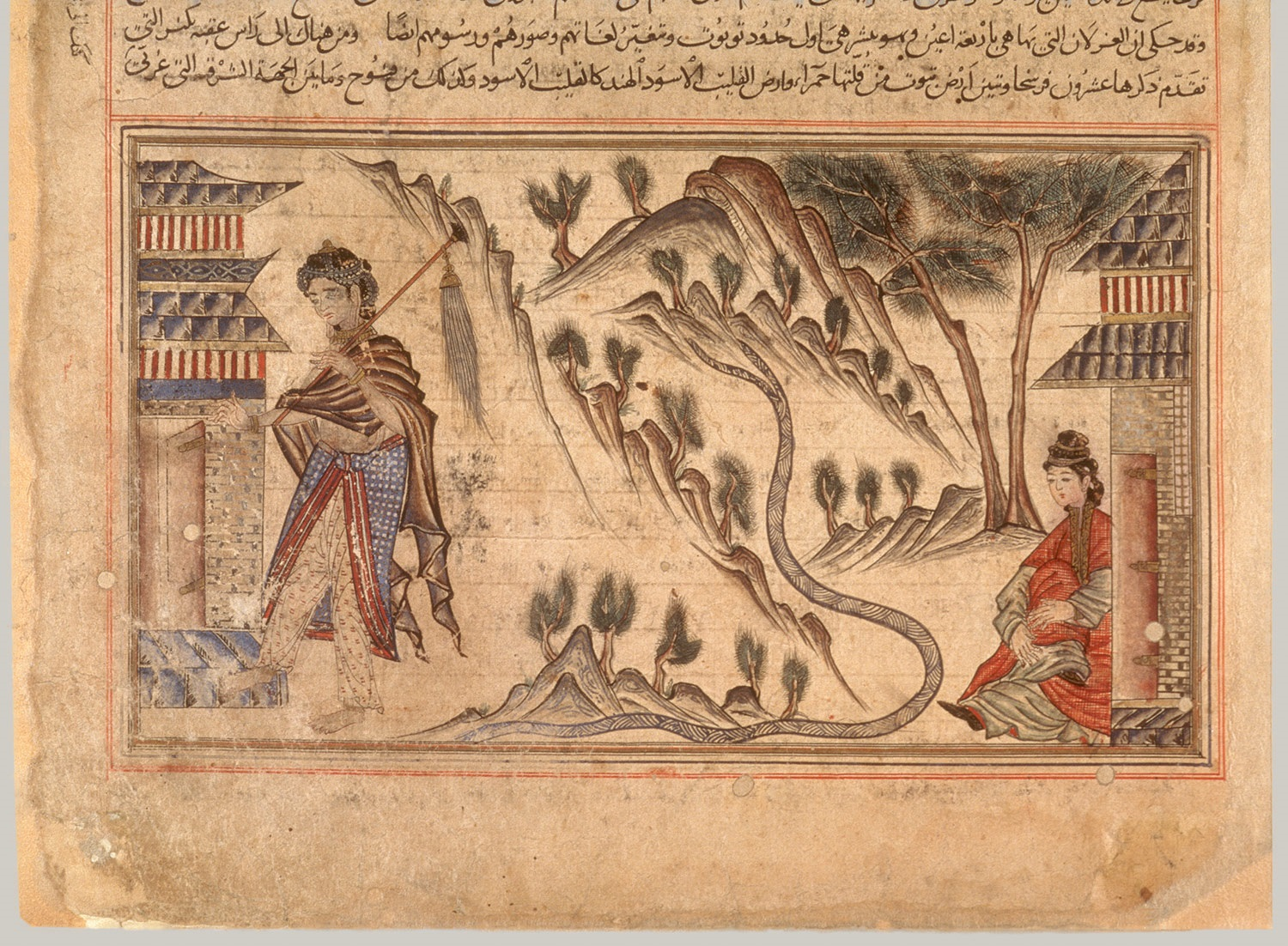
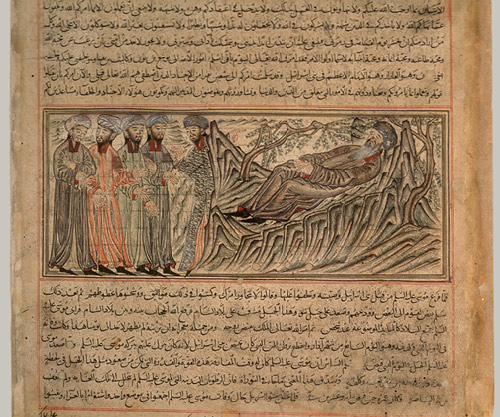
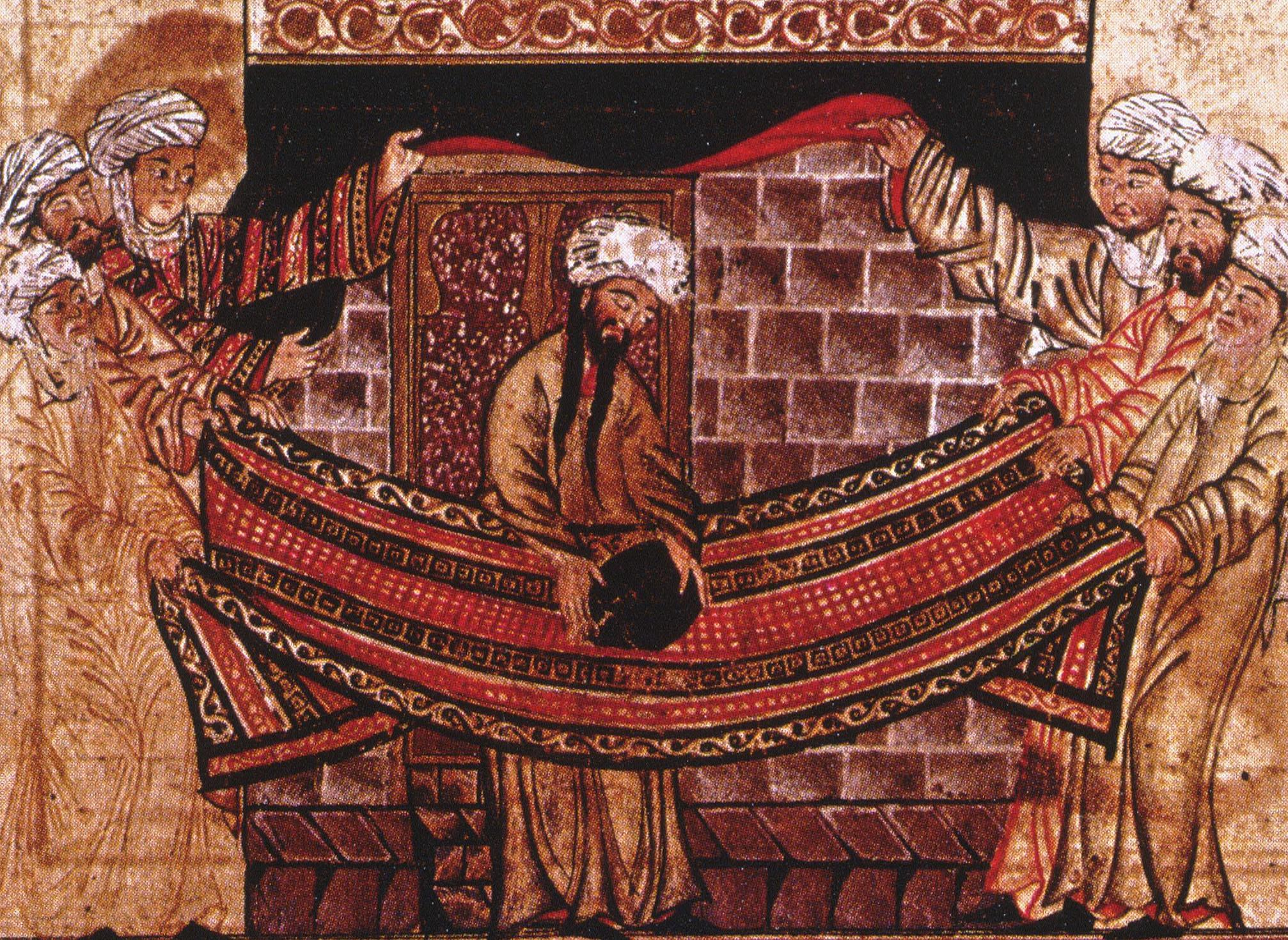
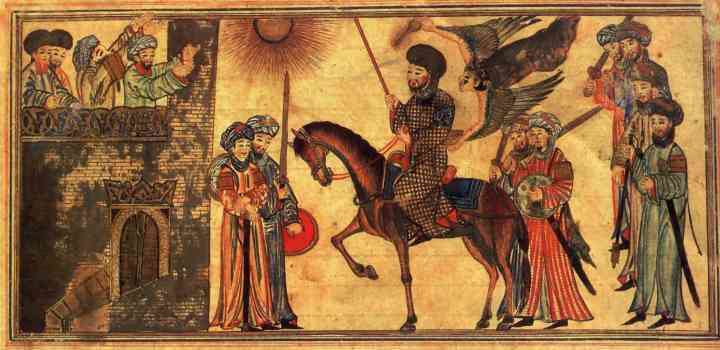
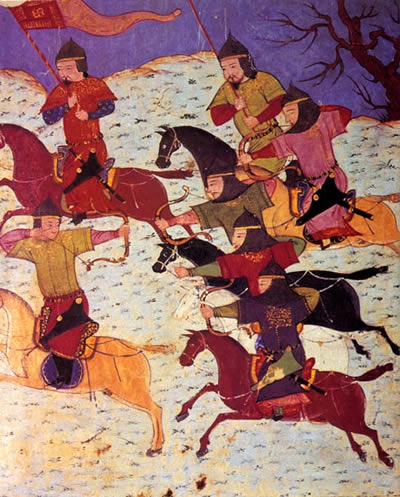
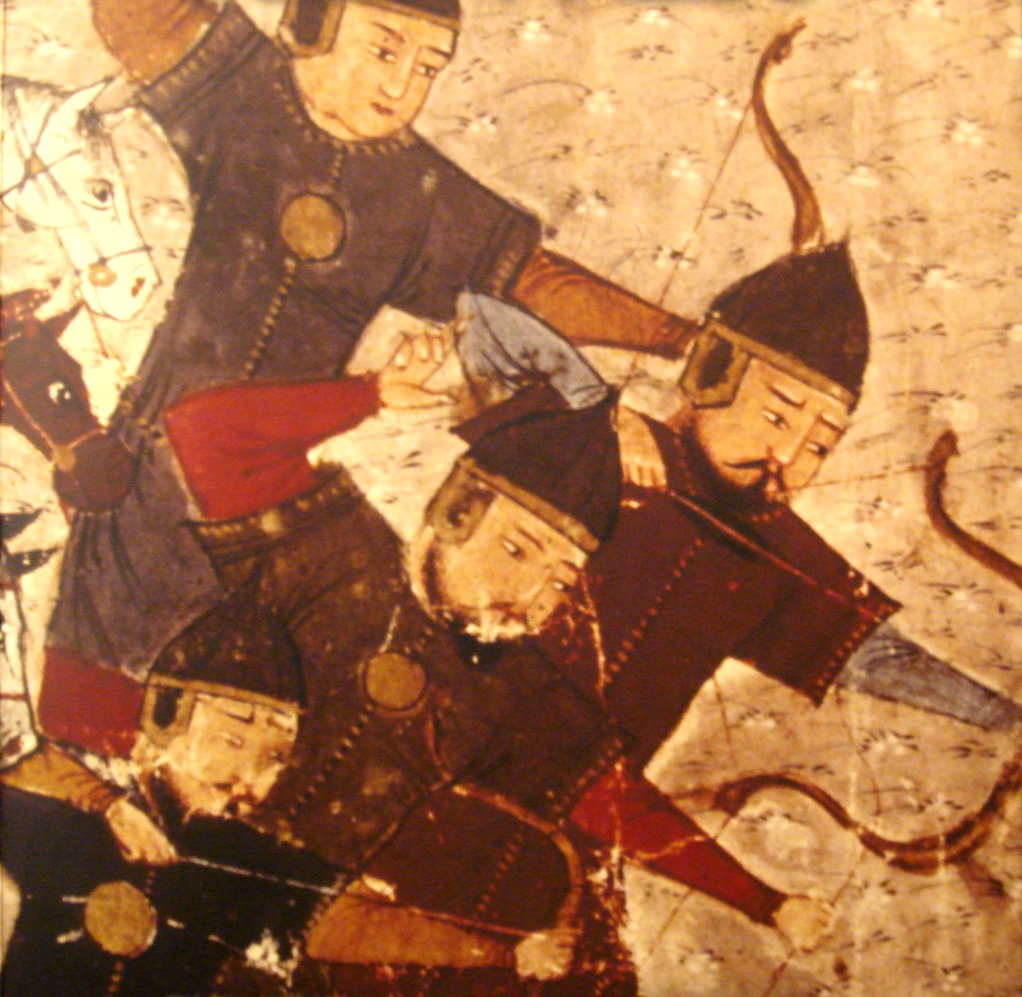
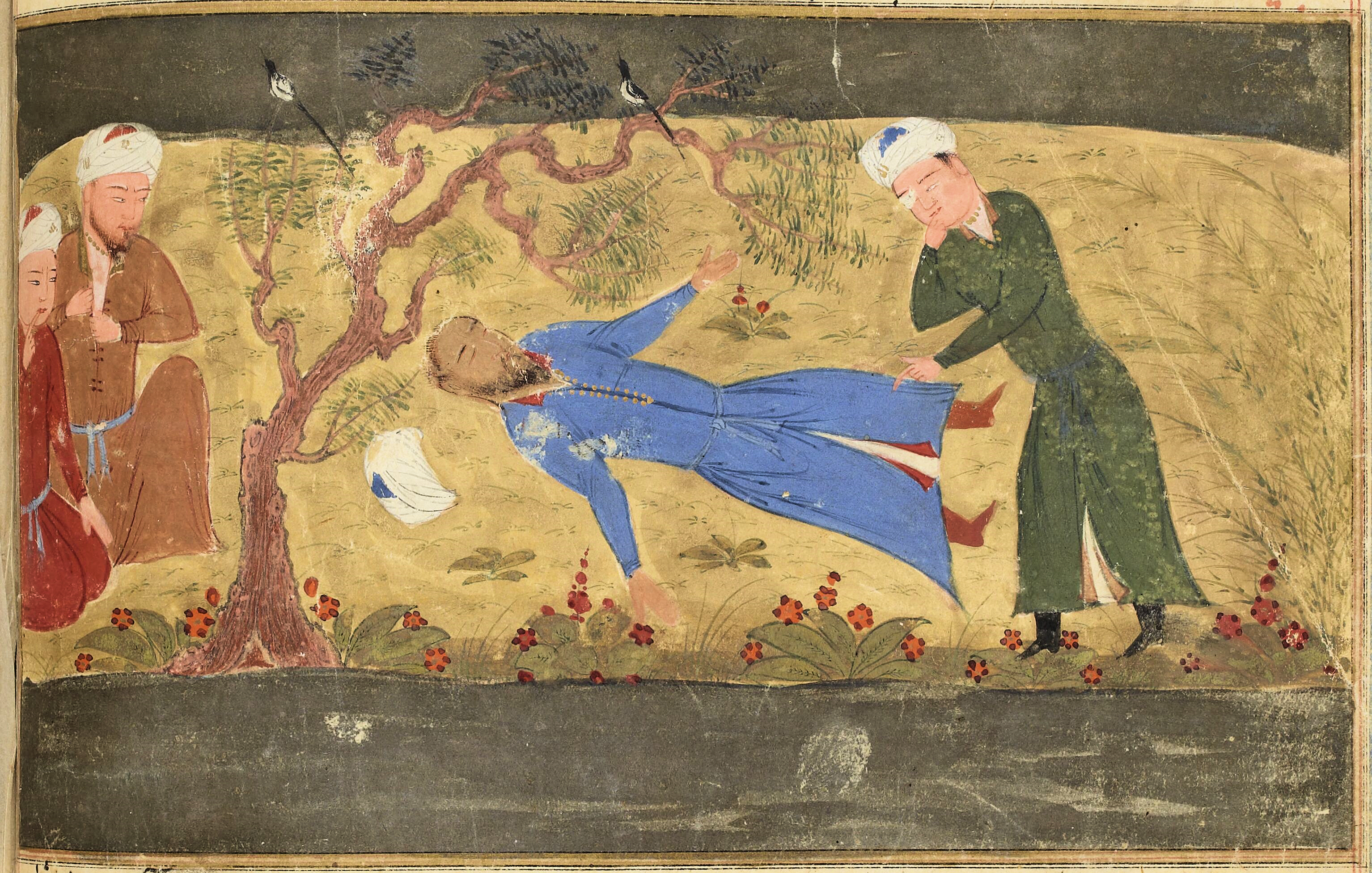
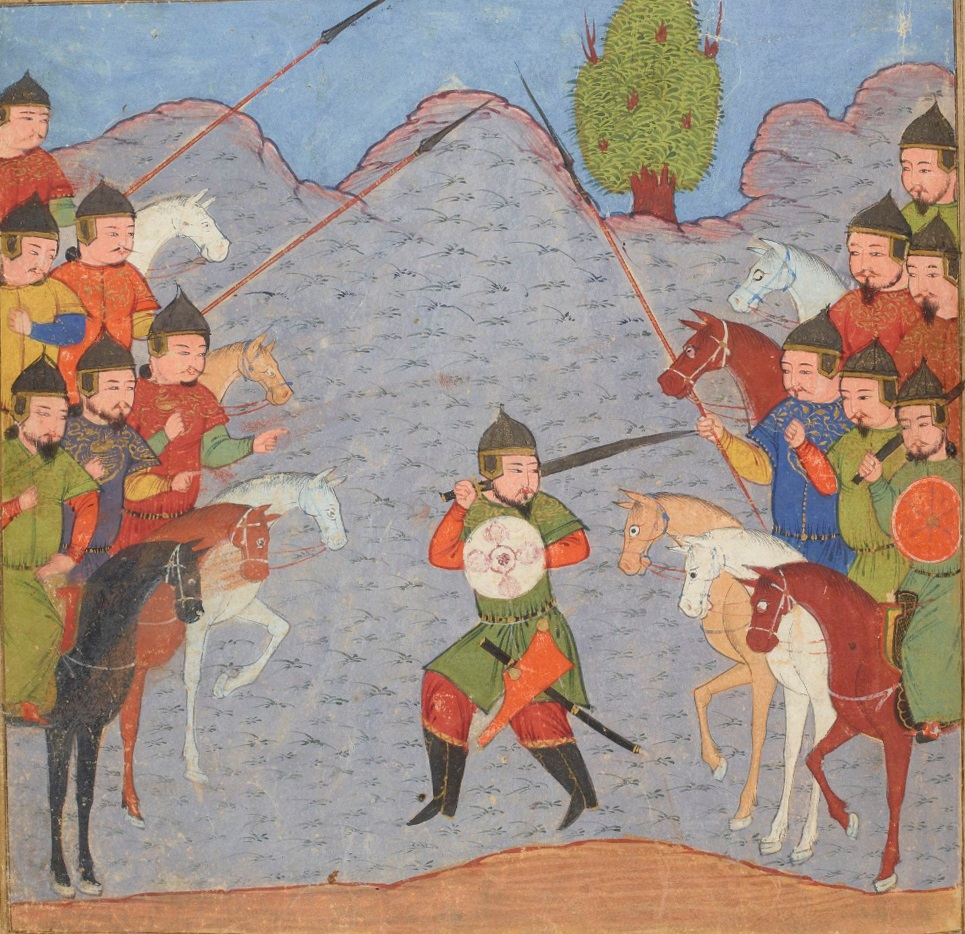
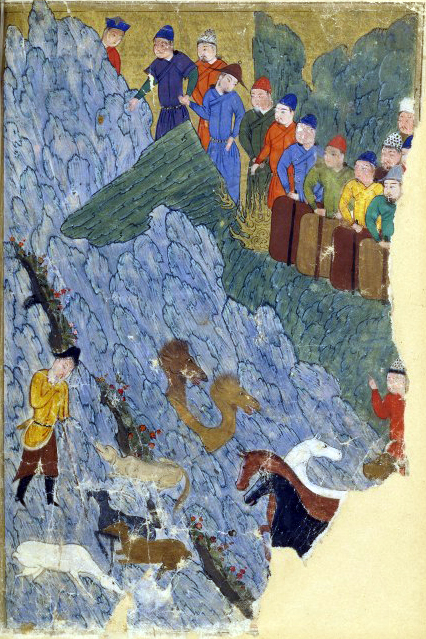
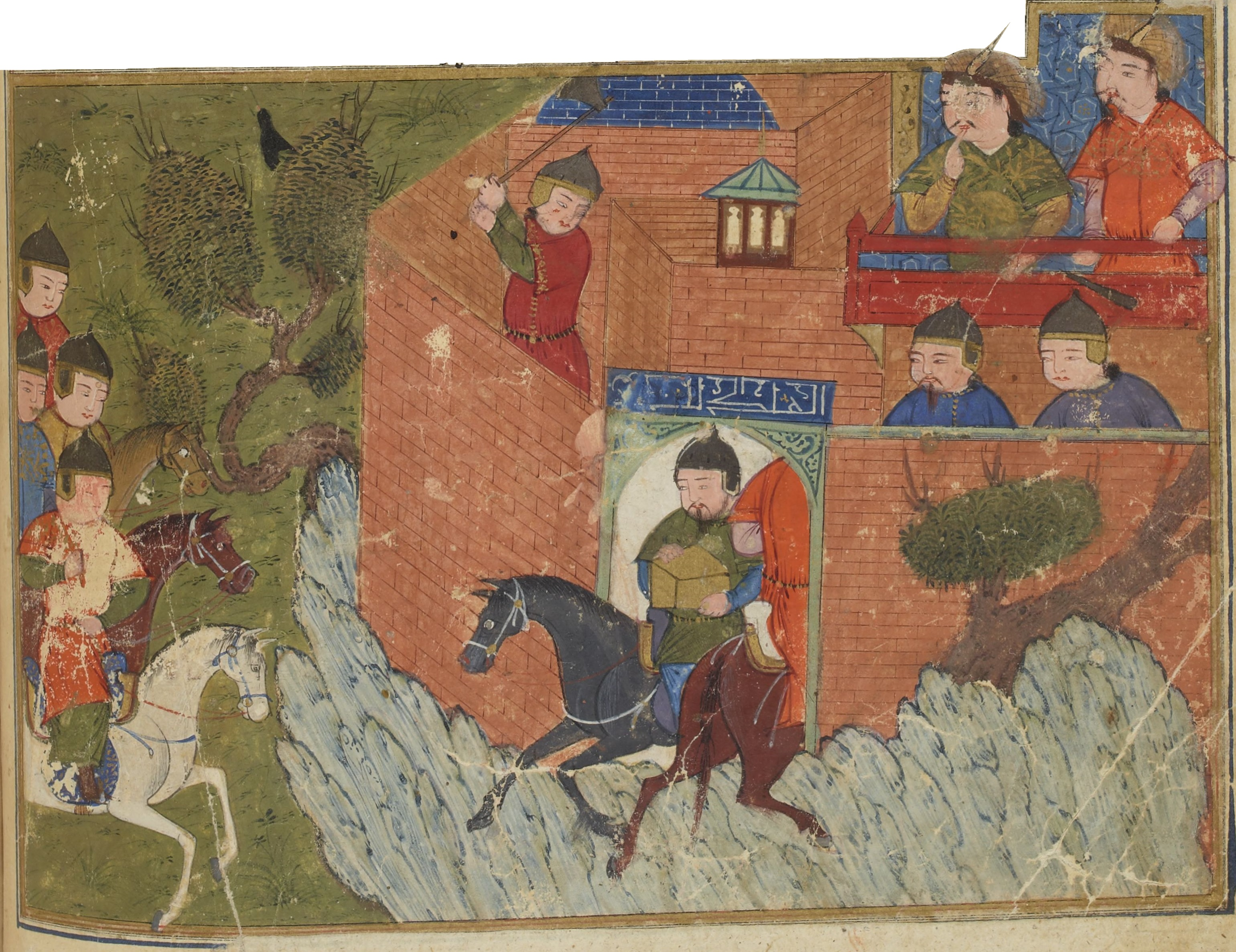
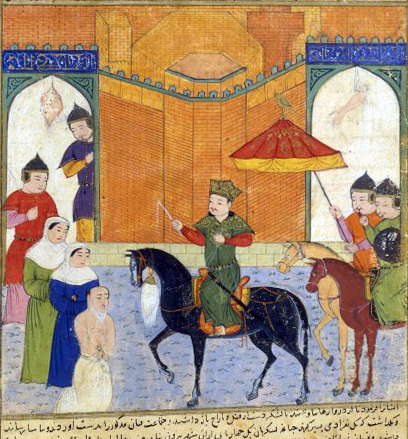
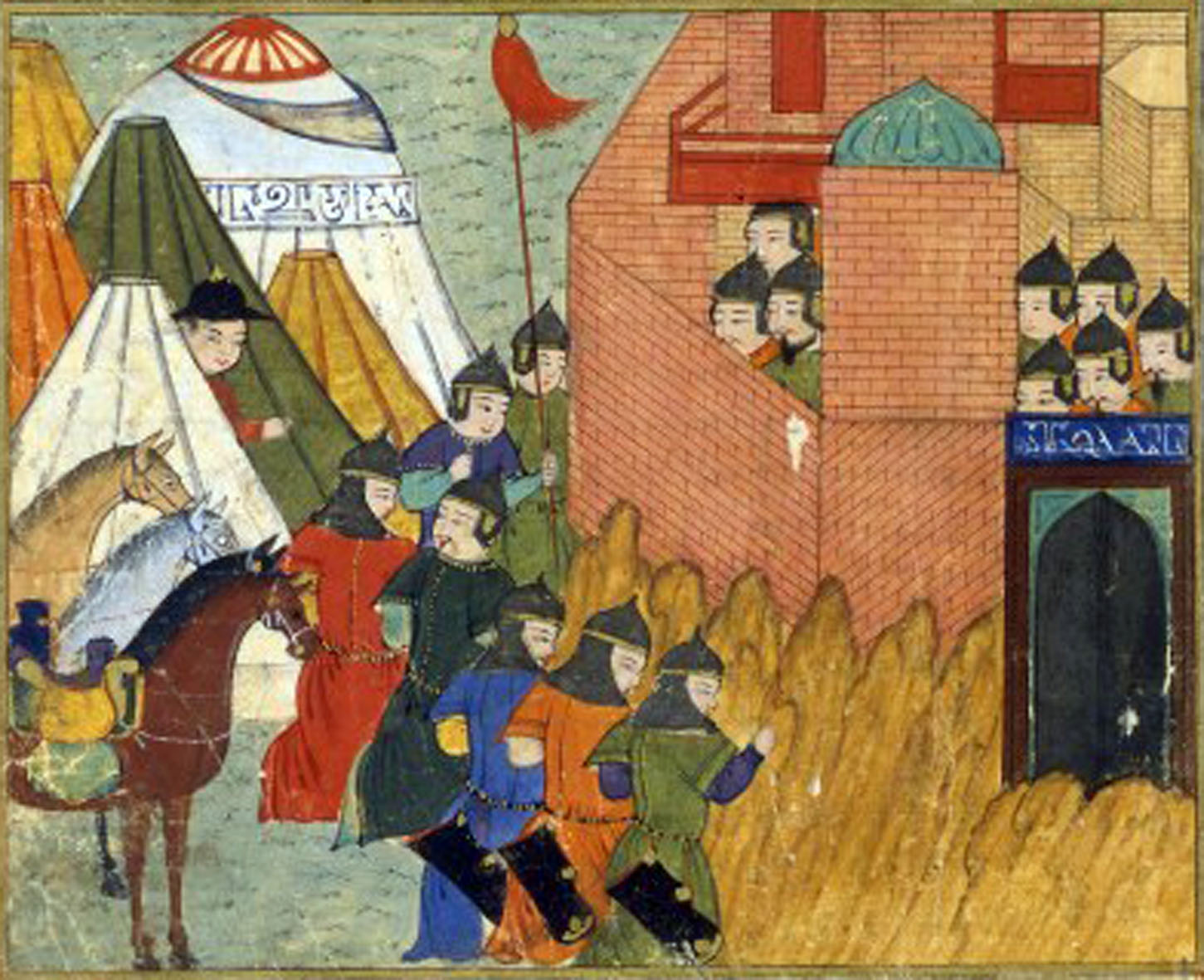
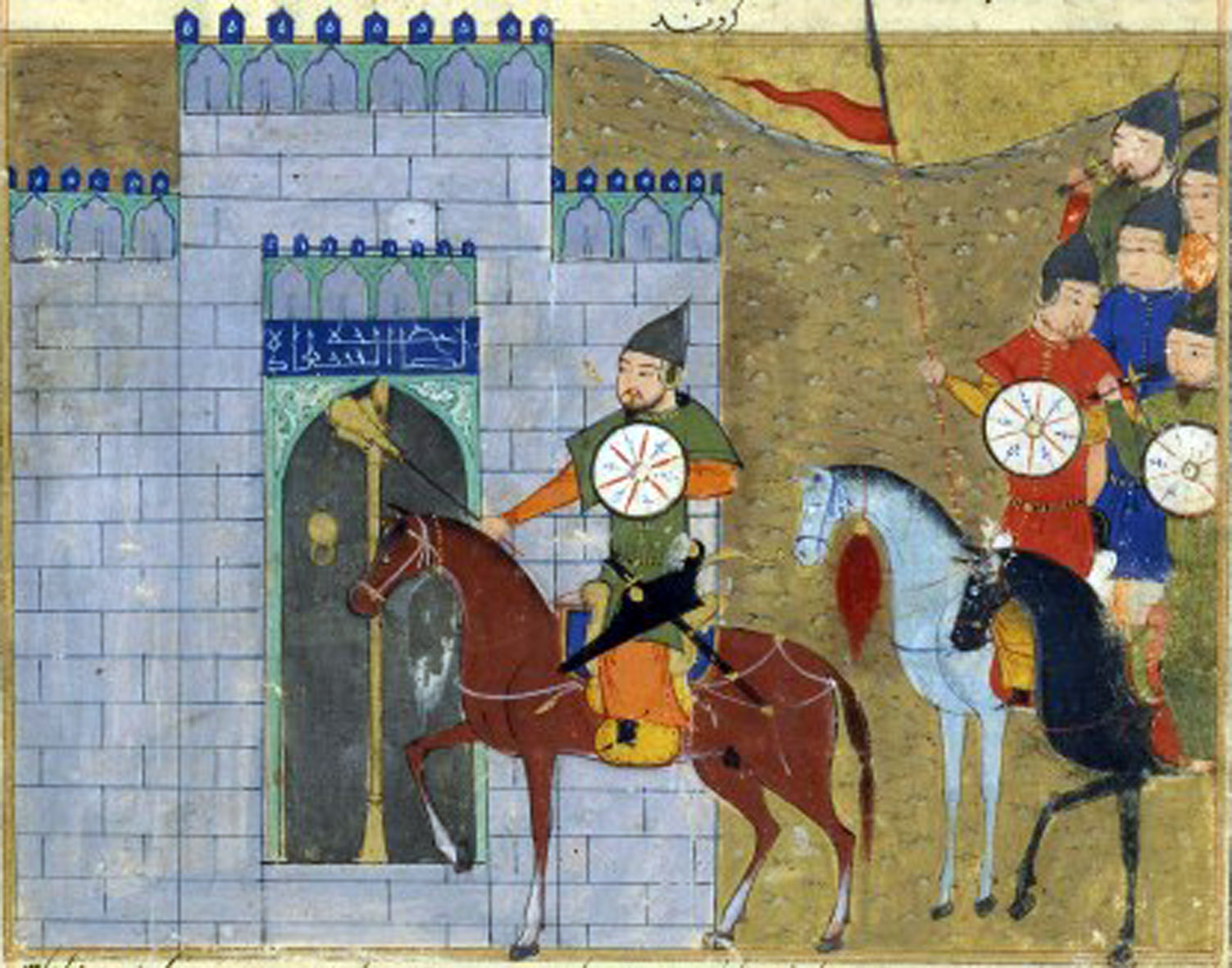
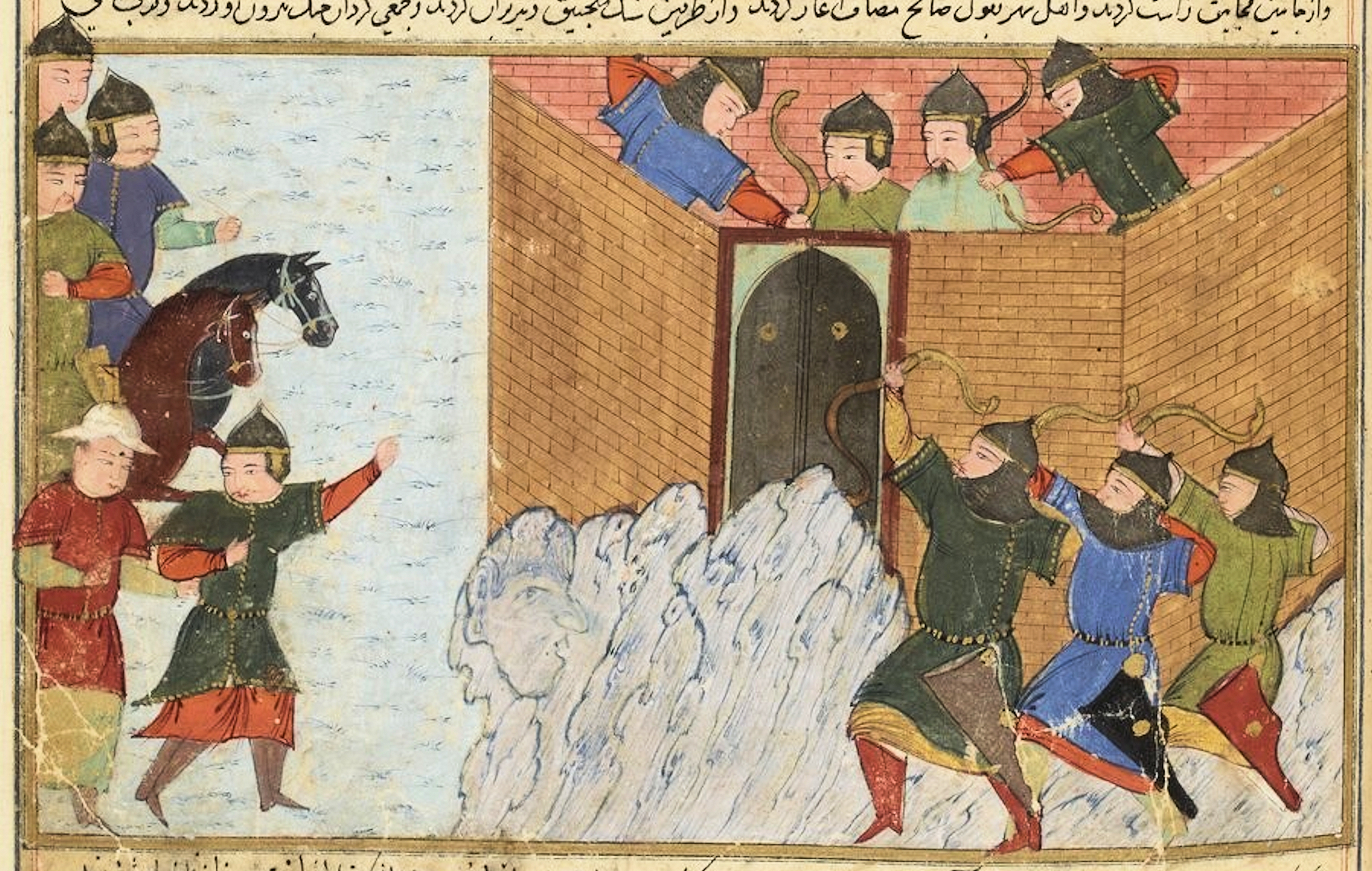
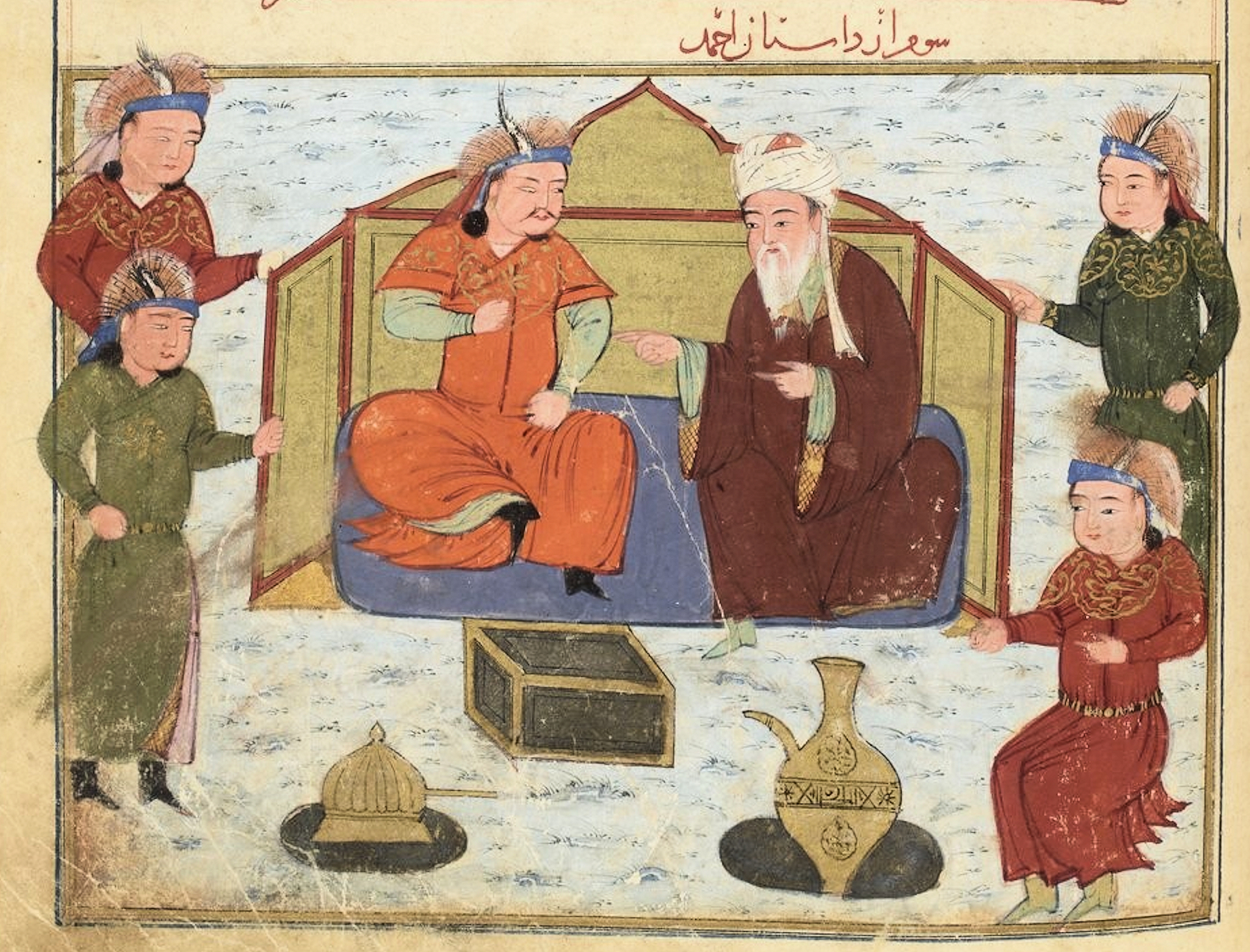
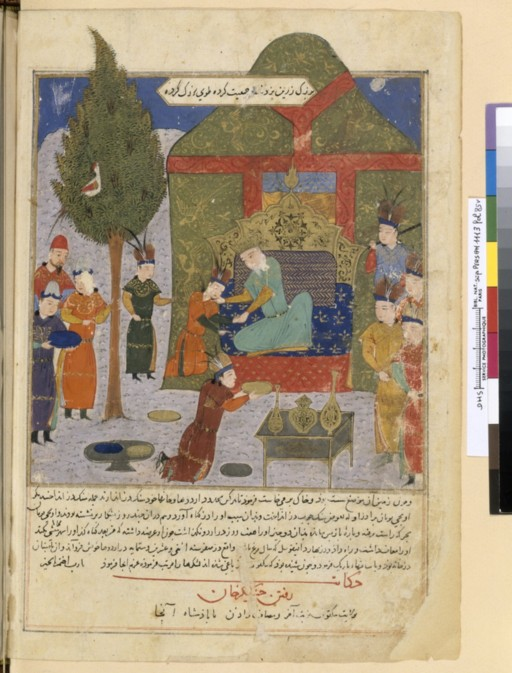
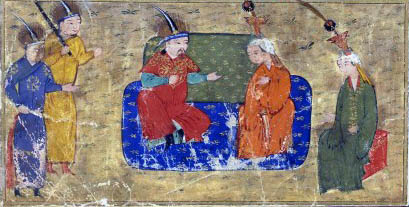
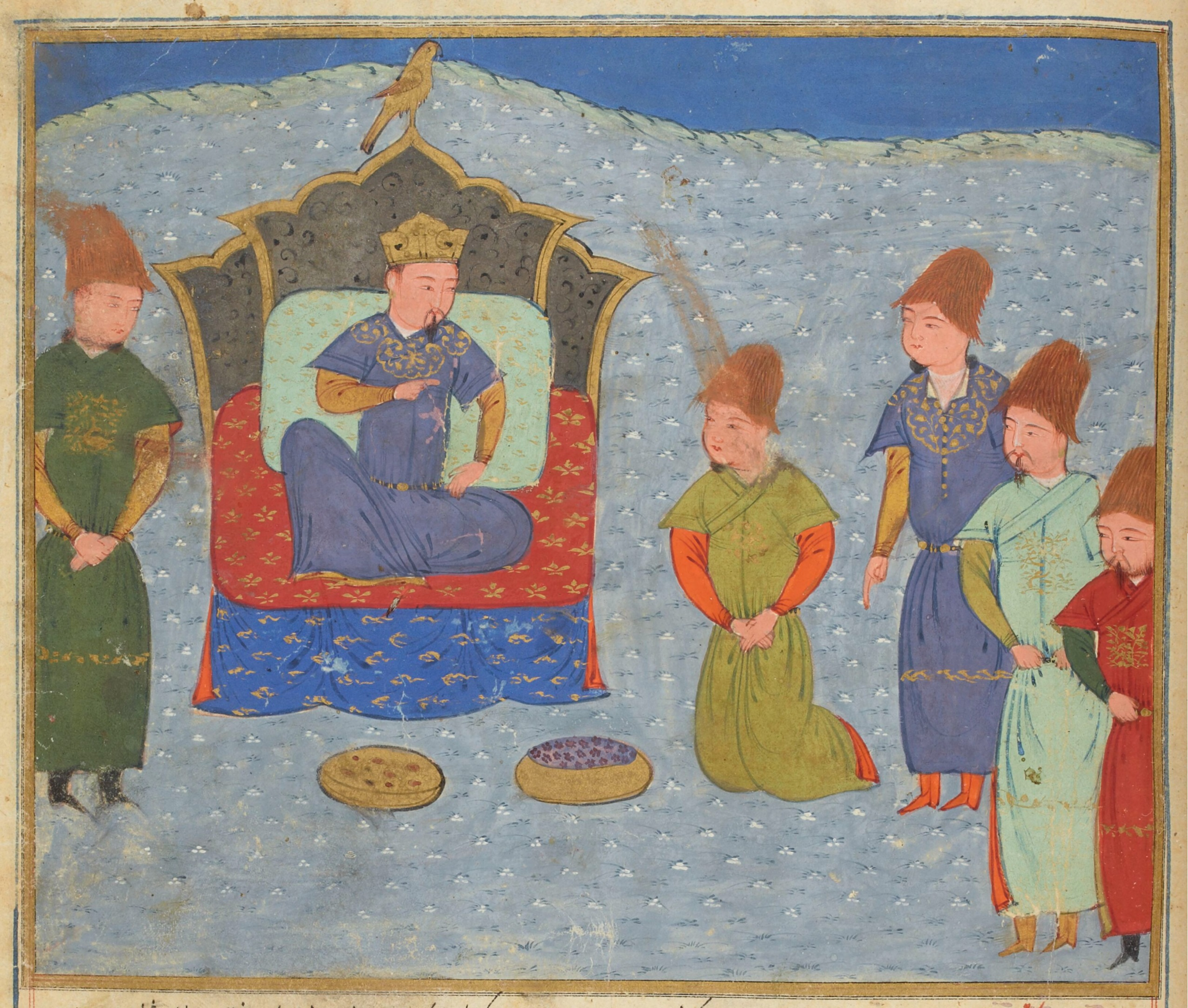
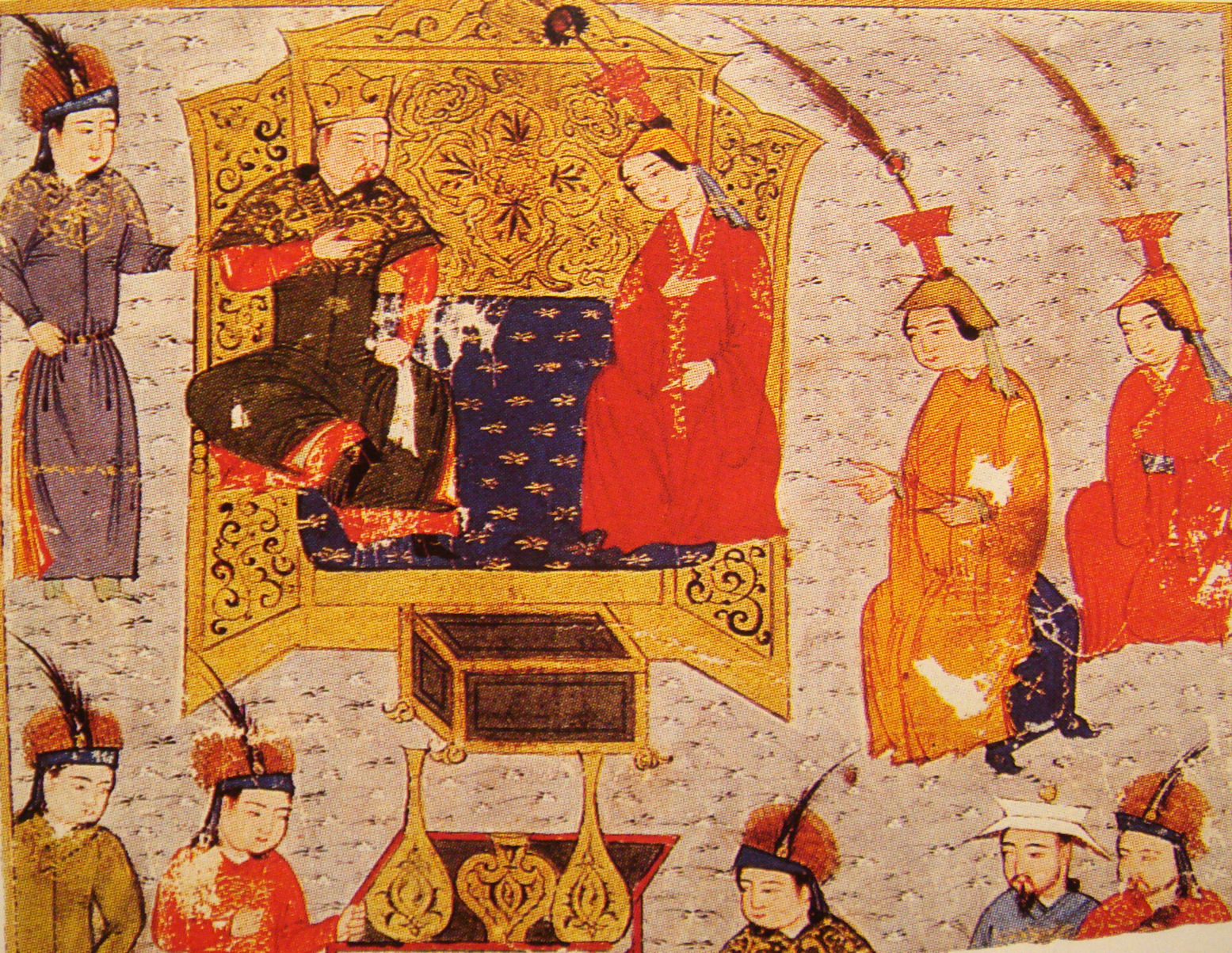

## 関連項目

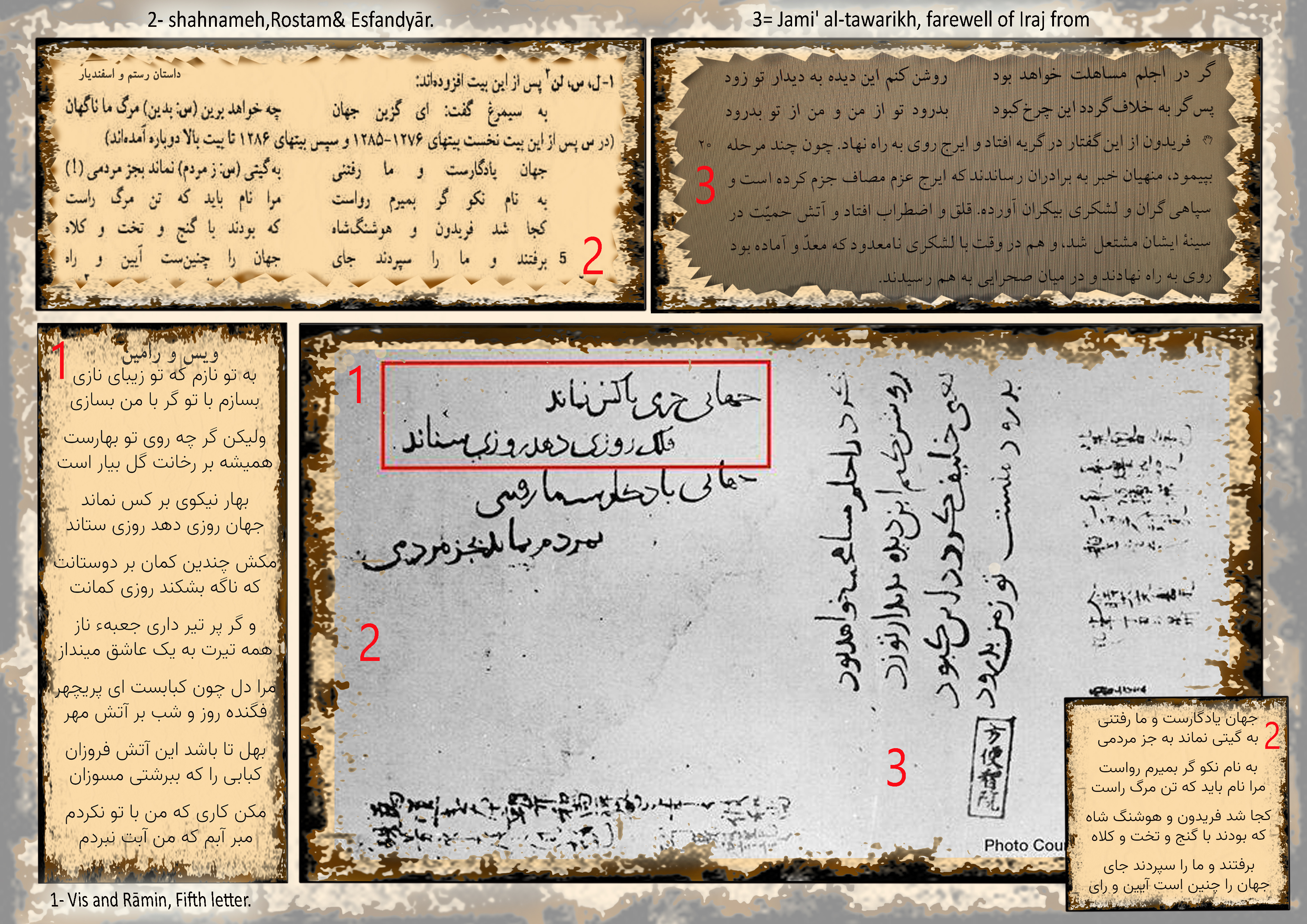
1217年の紙本墨書南番文字に記載の、集史の一節（パート3の部分）